# トヨタ・カムリ
カムリ（CAMRY）は、トヨタ自動車が製造している中型高級乗用車である。かつては日本国内で販売されていたが、現在は海外でのみ販売されている。
当記事ではトヨタ自動車公式の分類に倣い、前身のセリカ・カムリ（CELICA CAMRY ）を初代とする。また、以下のモデルについても記述する。
- カムリ・プロミネント
- カムリ・グラシア（CAMRY GRACIA ）
- カムリ・グラシア ワゴン（CAMRY GRACIA WAGON ）
- カムリ・ハイブリッド（CAMRY HYBRID ）

## 概要
独立した車種として新設計された2代目以降、ゆったりとした乗り心地と居住性を鑑み、ロングクルージングでの直進安定性を重視して開発された高級セダンである。全世界100か国で累計1,800万台以上（2016年12月時点）を販売しているベストセラーカーであり、同じセダンのカローラと共にトヨタ自動車の屋台骨を支える世界戦略車でもある。2017年（平成29年）のトヨタ車の中での世界販売台数はRAV4、ヤリスに次ぐ第5位となっている。
海外における人気は絶大であり、特に北米市場では乗用車部門で16年連続で販売台数トップの実績を誇っている。2016年（平成28年）は北米で39万台近くが売れており、これは毎日1,000台以上が売れている計算になる。また、中国・オセアニア・東南アジア・インド地域での人気も高い。
このため6代目以降は海外での販売を主眼に置いた開発がなされ、車幅は日本国内販売を主とするマークXや上位車種のクラウンよりも広く設計されている。EセグメントのBMW・5シリーズやメルセデス・ベンツ・Eクラスと同格寸法で、より大きな室内空間を意識した設計となっている。かつてはV型6気筒を搭載する上級グレードが販売されていたが、7代目以降の日本国内仕様、および海外専売となった11代目以降は直列4気筒のみとなっている。
2000年代半ばからはマークXと同車格として扱われ（姉妹車ではない）、機敏なドライブフィールを重視する後輪駆動のマークXと、後席居住性を重視したカムリとで販売チャネルおよび顧客層が分けられていた。
初代のみは小型車であるFR時代のセリカ/カリーナとの姉妹車で、「セリカカムリ」を名乗っていた。
2代目でFF（前輪駆動）化されるとともに「セリカ」の名が取れてカムリの単独ネームとなり、クラウンより広い室内寸法を誇る中型車として、姉妹車となる初代ビスタとともにカローラ店におけるカローラの上位車種という位置づけとなった。続く3代目ではアメリカ、オーストラリアでの現地生産を開始し、本格的な世界戦略車としての道を歩み始めた。
2006年（平成18年）1月のフルモデルチェンジでウィンダムと統合され、カローラ店専売車では最上級車種となっていた。車名を変えた後継車種の案も出たが、世界戦略車としてのネームバリューを国内で向上するという思惑と、キーンルックの導入でスタイリングによる「カムリ」という従来からの万人向けというイメージ打破を目指し、車名を継続した。
2011年（平成23年）発売の9代目より日本国内向けはハイブリッド専用車種となった。他のトヨタのハイブリッド専用車種は全てのトヨタ販売店にて販売されているが、カムリは従来通りカローラ店のみの販売となっていた。なお、ハイブリッド専用車となってコンセプトが明確になったことと、ラージサイズのハイブリッドセダンにしては価格設定が割安なことが受け、9代目のAVV50型は日本国内での売れ行きも好調であった。
2013年（平成25年）7月2日、米国トヨタ自動車販売はアメリカにおけるカムリの累計販売台数が1,000万台に到達したことを発表した。カムリは1983年（昭和58年）に米国市場に投入され、初年は52,651台を販売した（2012年〈平成24年〉の販売台数は404,886台である）。それから30年での記録達成となった。
2017年（平成29年）7月10日、日本で10代目にフルモデルチェンジしたタイミングで販売チャネルを拡大し、従前から取り扱っているカローラ店に加え、トヨペット店とネッツ店、加えて東京地区のトヨタ店での取り扱いを開始した。特にネッツ店に関しては、前身の販売チャネルのひとつである旧トヨタビスタ店で販売されていた初代セリカカムリ以来、約35年間のブランクを経ての投入となり、ラージサイズのセダンとしても2005年（平成17年）8月に販売を終了したアリスト以来となる。日本国内仕様の生産は堤工場が担当し、2020年（令和2年）5月時点で、トヨタモビリティ東京、および東京地区を除く全てのトヨタディーラー（トヨタカローラ店(以下、カローラ店)、トヨタ店、トヨペット店、ネッツ店）での扱いとなった。
2023年（令和5年）、11代目へのフルモデルチェンジをもって、再び日本国内での販売は終了。加えて北米向け仕様の日本工場での製造も終了（オーストラリア向けは継続）となり、以降は再び海外専売車となる。

## 初代 A4#/5#型（1980年 - 1982年）
1980年1月発売。セリカのセダン版として「セリカ・カムリ」（CELICA CAMRY）を名乗り、2代目セリカ/カリーナの姉妹車であった（元来セリカのセダン版がカリーナにあたる）。同年3月のクレスタ発売と同時にトヨタビスタ店（現ネッツ店）がオープンすると、クレスタの下級車種としてビスタ店でも併売された。歴代カムリでは唯一の後輪駆動車である。
当時のトヨタでは、2代目カムリ/初代ビスタをカローラ店/ビスタ店で発売すべく開発中であったが、当時のカローラ店取扱のセダン系車種はカローラが最高級であり、それ以上のクラスはカローラ店の顧客には馴染みがなかった。そのため、できるだけコストをかけず（新たにデザインされたのはリア周りのみでフロント側は輸出用カリーナの流用だった）に市場を開拓すべく急遽市場へ投入されたモデルであり、販売期間は2年2か月（1982年3月販売終了）と短命であった。
型式・グレード
- - 1600 - 「TA41」・1600LT、1600XT
  - 1800 - 「TA46」・1800LT、1800XT、1800XTスーパーエディション
- 1980年8月 - 1800SX・2000SE・2000GTを追加。この3車種にはカリーナのセダンとの違いに4輪独立懸架（4輪独立懸架車は型式が1800SXはTA51、2000SEはRA52、2000GTはRA51となる。フロントはマクファーソン・ストラット式コイルスプリング、リアはセミトレーリングアーム式コイルスプリング）、4輪ディスクブレーキを装備。

## 2代目 V1#型（1982年 - 1986年）
1982年3月登場。キャッチコピーは「大きなカムリ」。トヨタでは初となる横置きエンジンによる前輪駆動を採用し、セリカのサブネームが外れる。同時にビスタ店専売となる姉妹車のビスタが登場し、カムリはカローラ店専売車種となった。前輪駆動化によって「（当時の）クラウンより広い」と評された室内空間が売りであった。
このモデルからコロナに代わってトヨタを代表するミドルセダンとなり、米国をはじめ世界各地へ輸出されるようになる。日本国内向けは4ドアセダンのみであったが、輸出仕様はビスタにあった5ドアリフトバックもラインナップされた。なお、米国仕様は法規制のため、SAE規格の角型4灯式ヘッドライトを採用していた。
- 1982年
  - 3月 - 発売。当初は1.8L（1S-LU）の5速MT車のみ。
  - 7月 - OD付き4速AT車が追加設定。
  - 8月 - 2.0L（2S-ELU）車が追加。
- 1983年
  - 4月 - ドアミラーを設定。
  - 8月 - 1.8Lのターボディーゼル（1C-T）車を追加。
- 1984年6月 - マイナーチェンジ。フェイスリフトと同時にドアミラーを可倒式に変更。2000ツインカム16（3S-GELU）車を追加[注釈 9]。1.8Lガソリン車（1S）は電子制御セントラルインジェクション化（Ci 1S-iLU）。特別仕様のXTサルーンはカタログモデル化され、従来のSEと特別仕様車SEサルーンはXEに統一。一方、従来最上級のZXには標準であった後席3点式シートベルトが2点式に変更され、クロームメッキの装飾が増えた。米国仕様も後期型から異型2灯式ヘッドランプとなる。
- 1985年8月 - ターボディーゼル車のエンジンは2.0Lの2C-T型に変更。
- 1983年4月以降のCMには俳優の田中邦衛を起用し、V30型こと4代目にフルモデルチェンジする前の1990年7月まで続いた。

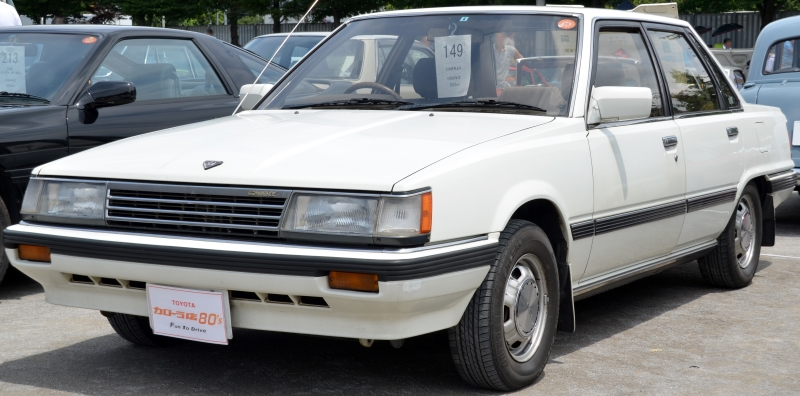
セダン（1984年改良型）
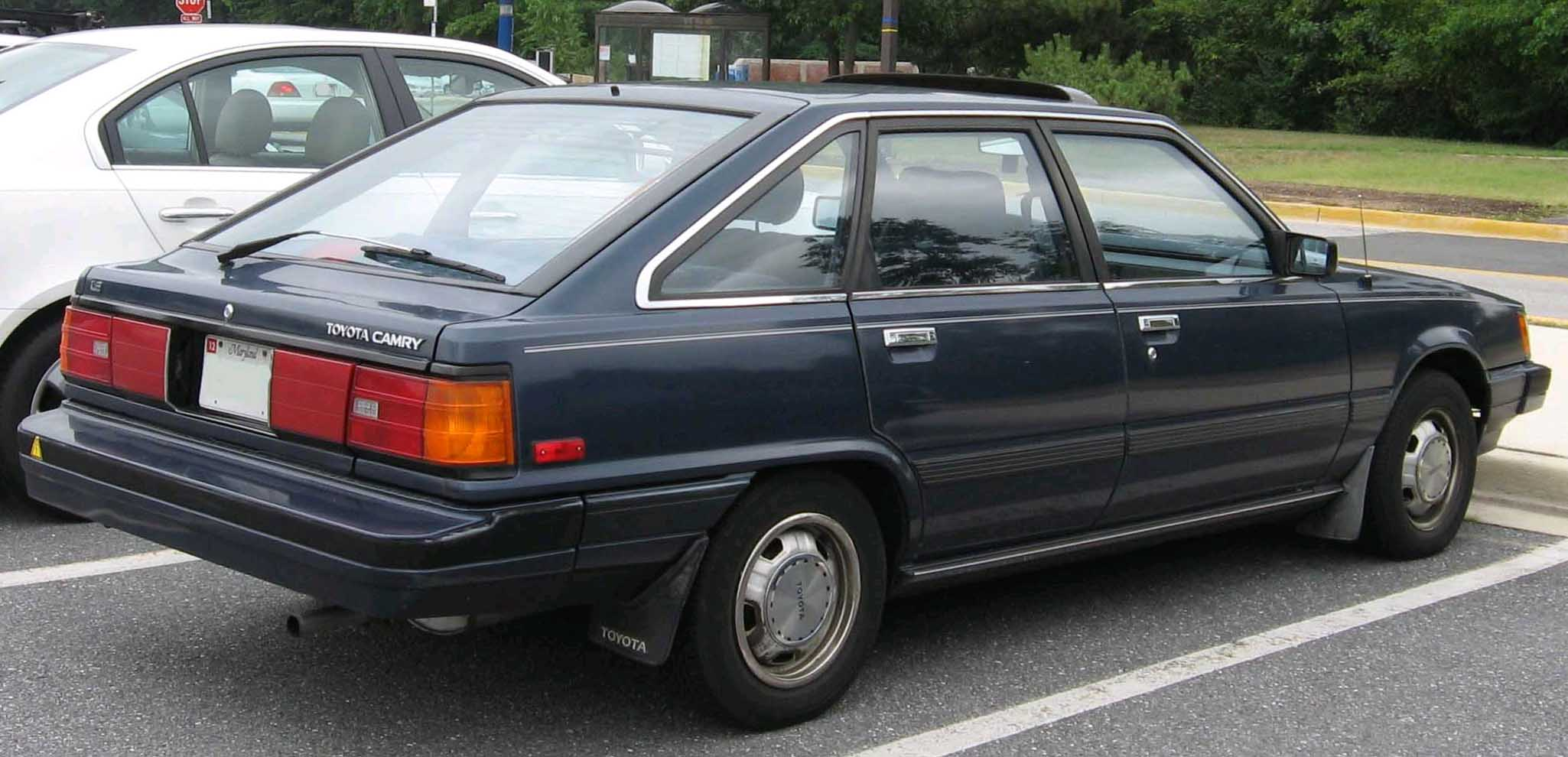
ハッチバック（北米仕様）

## 3代目 V2#型（1986年 - 1990年）
- 1986年8月登場。キャッチコピーは「新しきセダンの象徴。」。市場での人気が高いとはいえなかった先代の反省を踏まえ、車格感の向上を主眼としたモデルチェンジとなった。エンジンは、2.0Lのみトヨタ初となるハイメカツインカム（3S-FE型）エンジンが搭載された。ほかに1.8L（1S-i型）と2.0Lターボディーゼル（2C-T型）、さらに先代から引き続き2.0Lスポーツツインカム（3S-GE型、2.0GTのみ）が用意された。
- スタイリングはやや丸みを帯びたものとなり、上級車種のマークIIに代表される、当時流行していたハイソカーの要素を取り入れた豪華なインテリアや装備が特徴となった。その一方でフロントウインドウの傾斜はきつくなり、先代のような圧倒的な室内の広さは実感できなくなり、初の前輪駆動中型車として実験的な色彩が感じられた先代とは違う、トヨタ車としてごく普通の車となった。先代の国外仕様に存在していた5ドアは欧州ではそれなりの需要があったものの、メイン市場である米国で人気を得られなかったため廃止された。これに代えてステーションワゴンがラインナップされ、欧州向け5ドアモデルはコロナなどの他車種で対応することとなった[注釈 10]。なお、国外仕様はフロントグリルがビスタと同様のものとなっている。
- 1987年 - トヨタ・オーストラリアがビクトリア州ポート・メルボルンにて現地生産を開始する[8]。これがカムリ初の日本国外生産である。
- 1987年4月 - 新開発された1VZ-FE型2.0LV6エンジンを搭載した『プロミネント』（VZV20型）が登場。このエンジンのカムはフォーカムとも呼ばれた。バンパーが大型化（北米仕様と同タイプ）され、フロントグリルの形状が異なり、装備がさらに追加される点などが4気筒モデルとの違いであった。プロミネントのエンジンは2.0L V型6気筒DOHCの1VZ-FE型で、最高出力は103kW(140PS)/6,000rpm・最大トルクは174Nm(17.7kg・m)/4,600rpmを発揮。
- 1987年10月 - 直列4気筒2.0L（3S-FE型）モデルにはセンターデフ+ビスカスカップリング方式のフルタイム四輪駆動も追加され、バリエーションが豊富になった。
- 1988年 - トヨタ・モーター・マニュファクチャリング・ケンタッキーがケンタッキー州ジョージタウンにて現地生産を始める。
- 1988年8月 - マイナーチェンジ。プロミネントシリーズにのみ、ビスタと共通ボディの4ドアハードトップが追加。また、1.8Lもハイメカツインカム化された（1S-i型OHCエンジンから4S-Fi型DOHCエンジンに換装）ほか、2.0L 四輪駆動車にATが追加された。ハードトップのプロミネントは、北米でレクサスが発足した当初、ES250として販売された[注釈 11]。
- 1989年8月 - トヨタ・オーストラリアが、GMホールデンにホールデン・アポロとしてOEM供給開始[8]。
- 1990年6月[9] - 生産終了。在庫対応分のみの販売となる。
- 1990年7月 -4代目と入れ替わって販売終了。

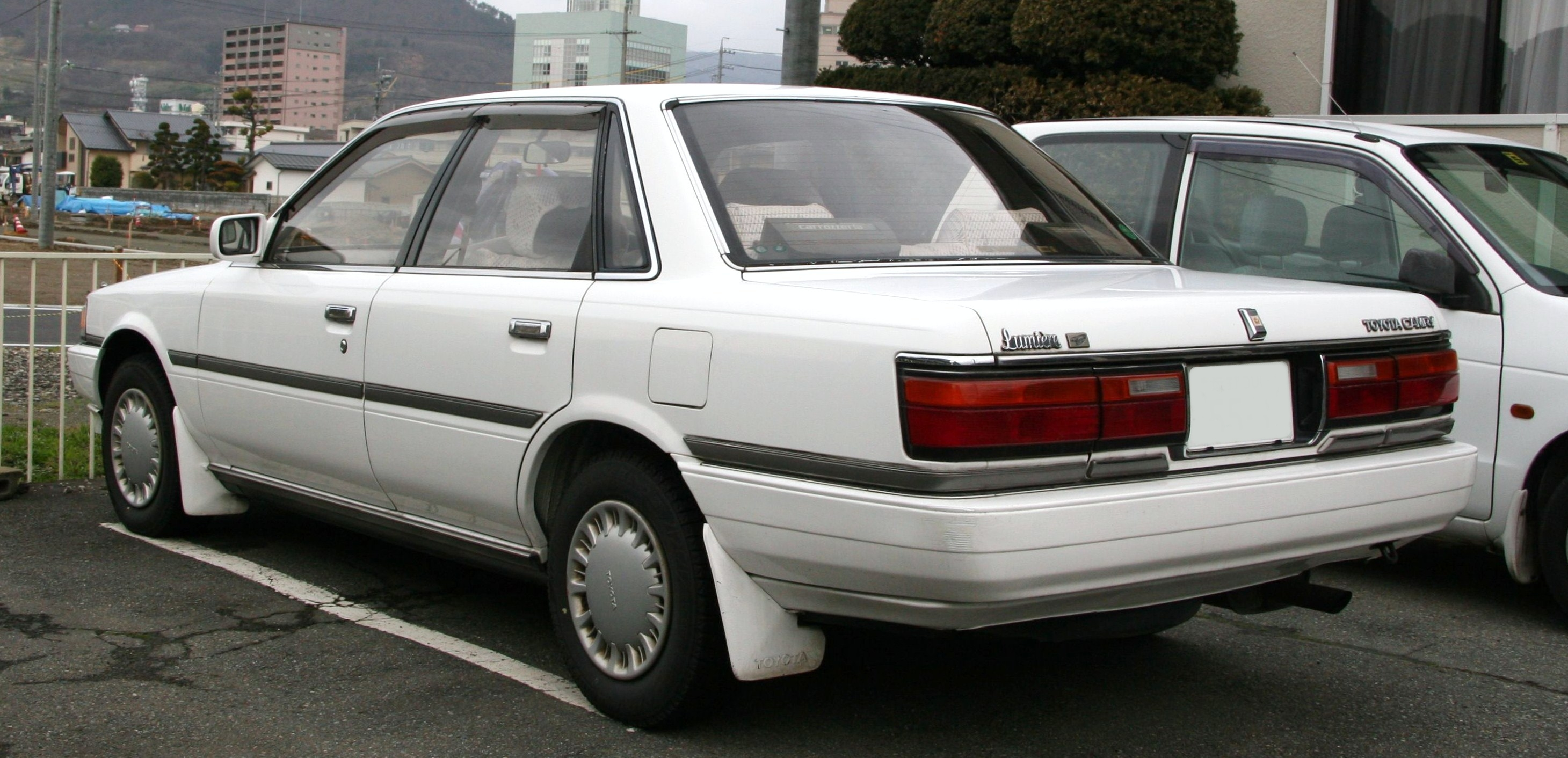
カムリ（日本仕様 1986年販売型）
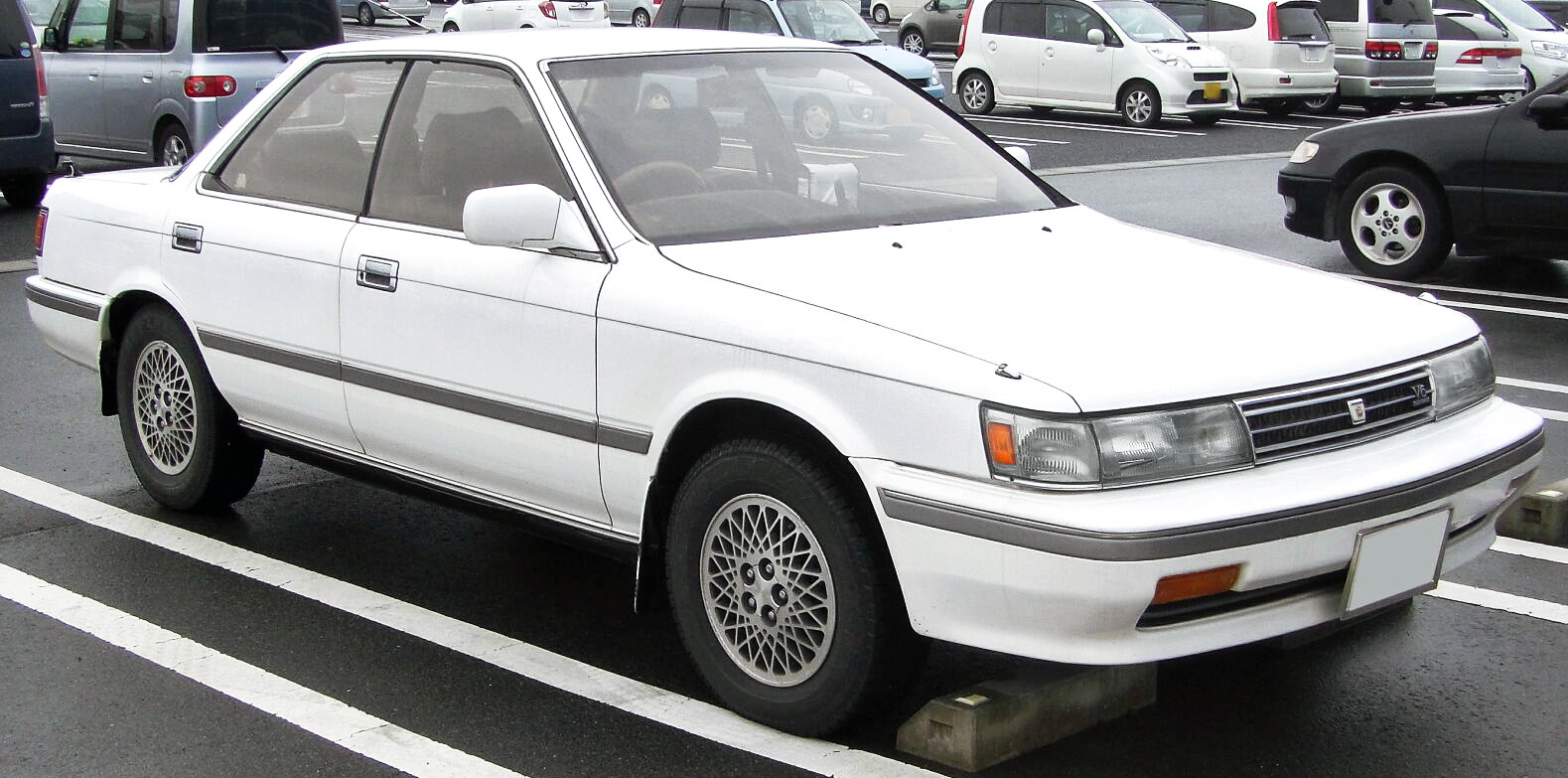
カムリプロミネント／ハードトップ
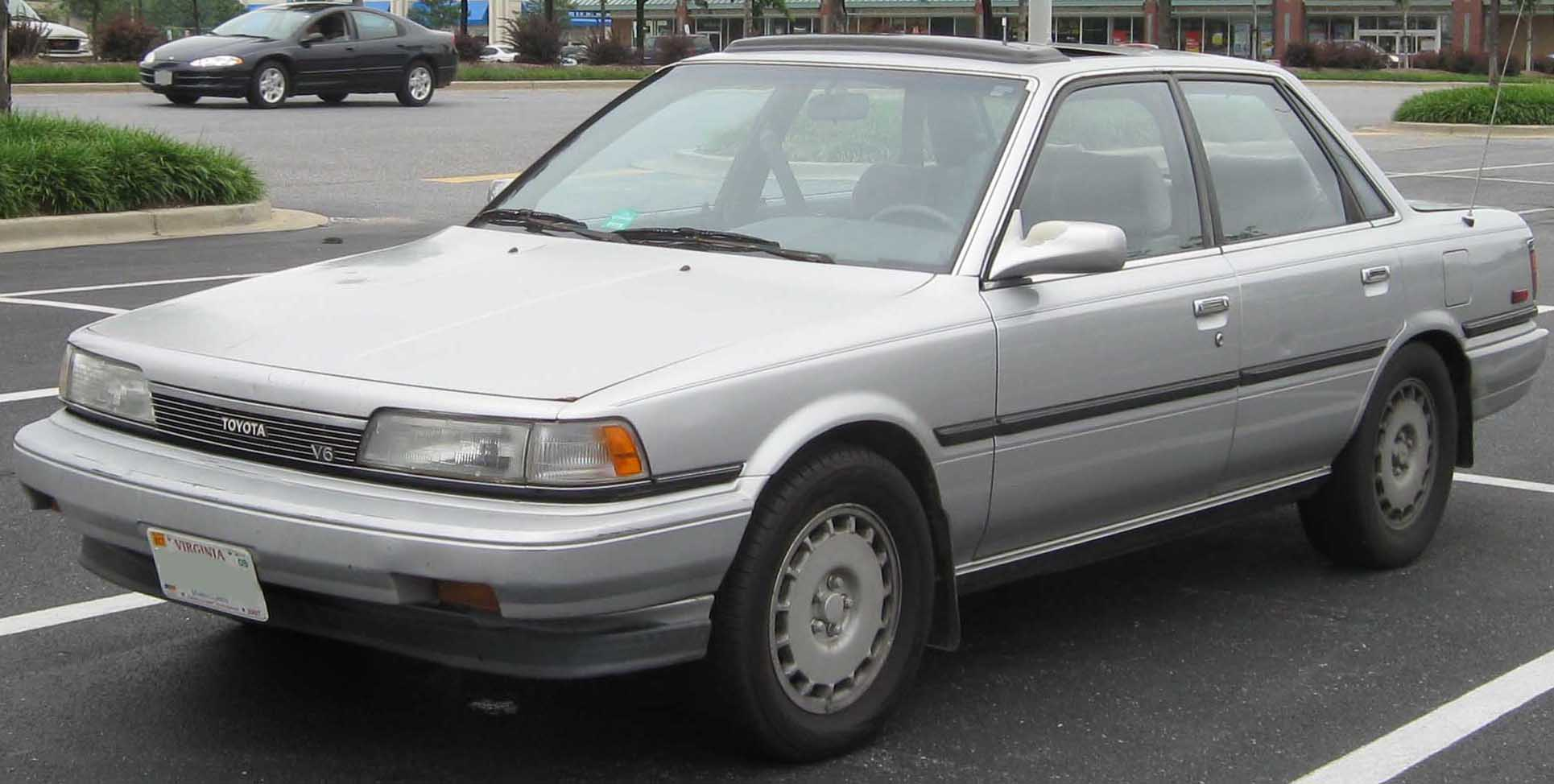
セダン（北米仕様）
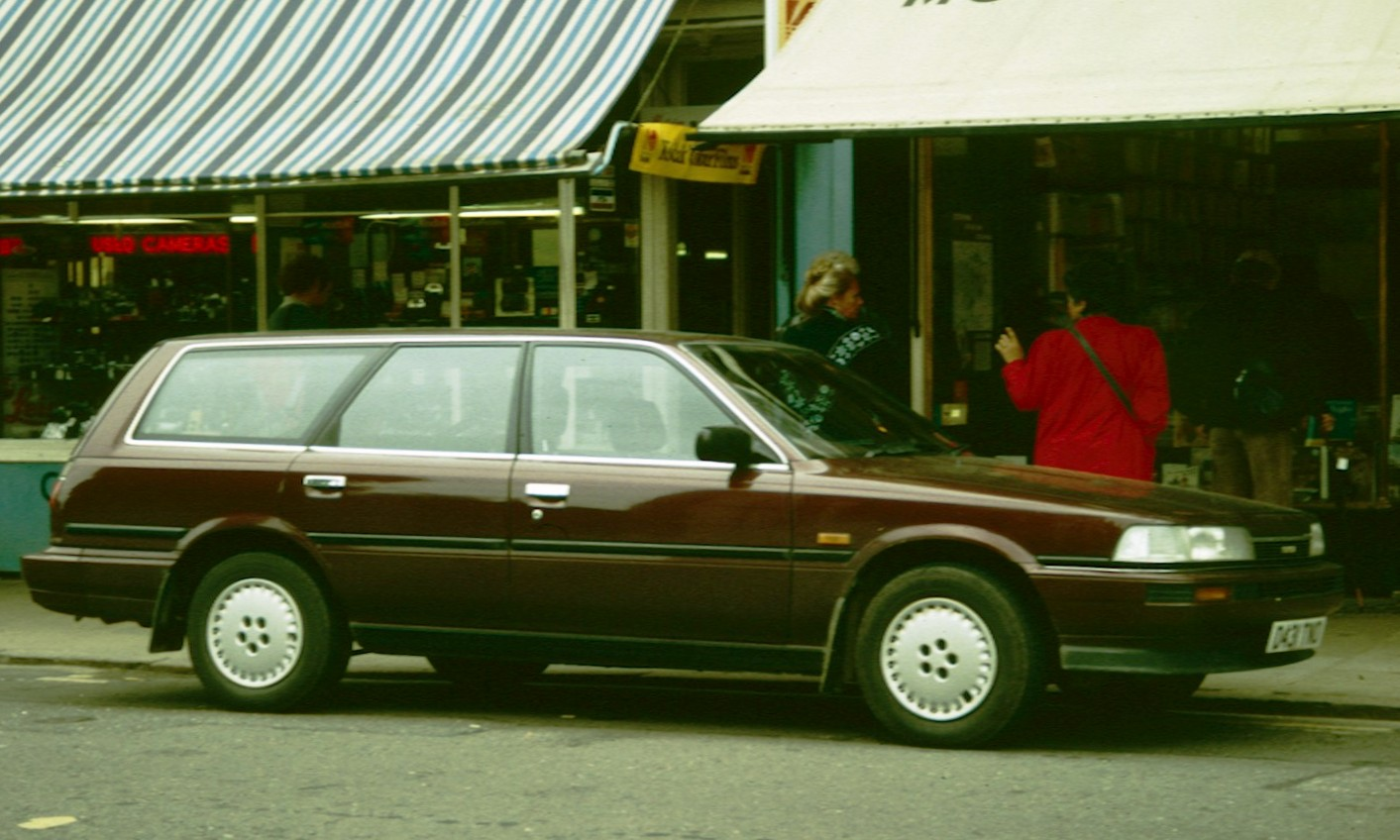
ステーションワゴン（輸出仕様）
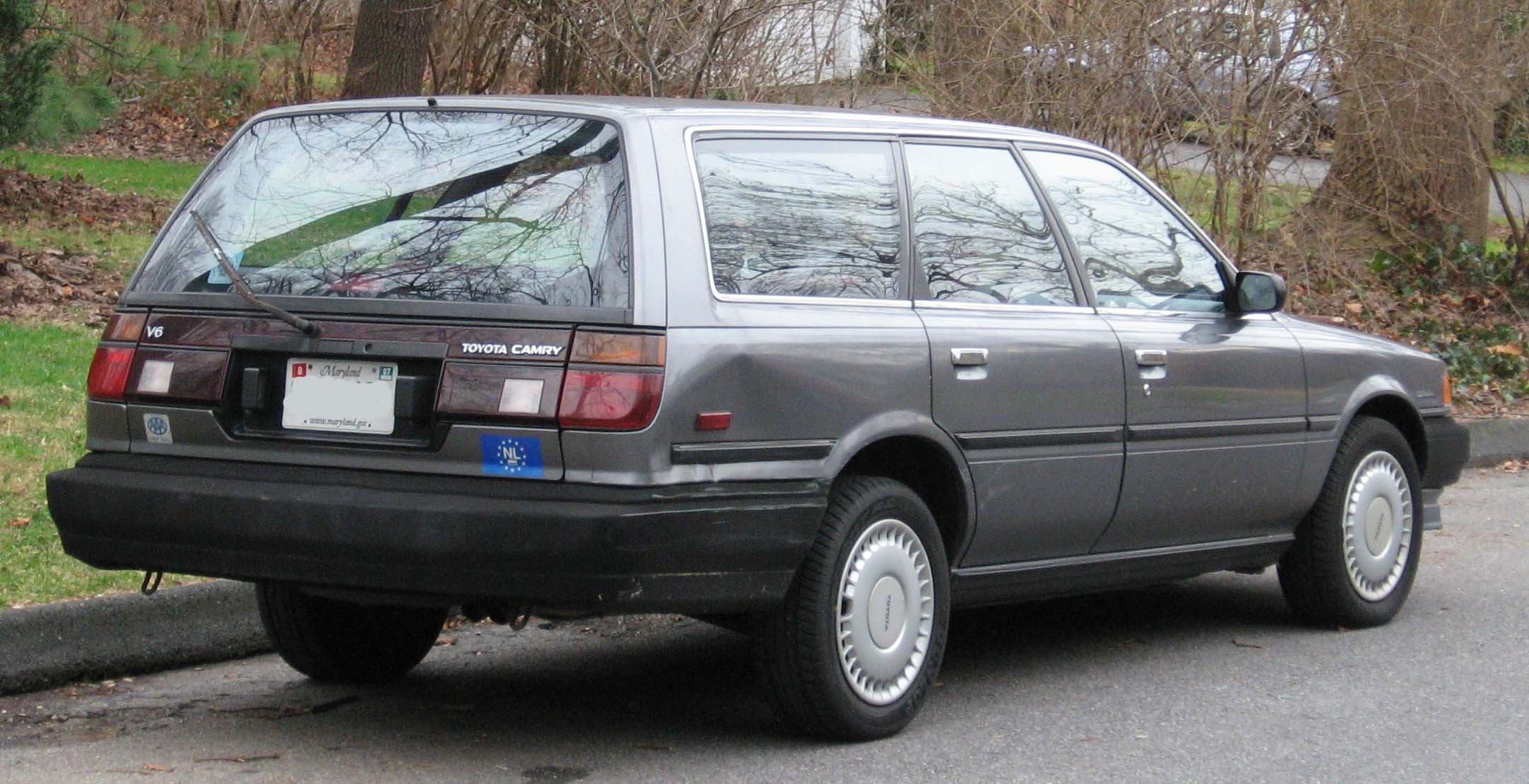
ステーションワゴン （北米仕様）
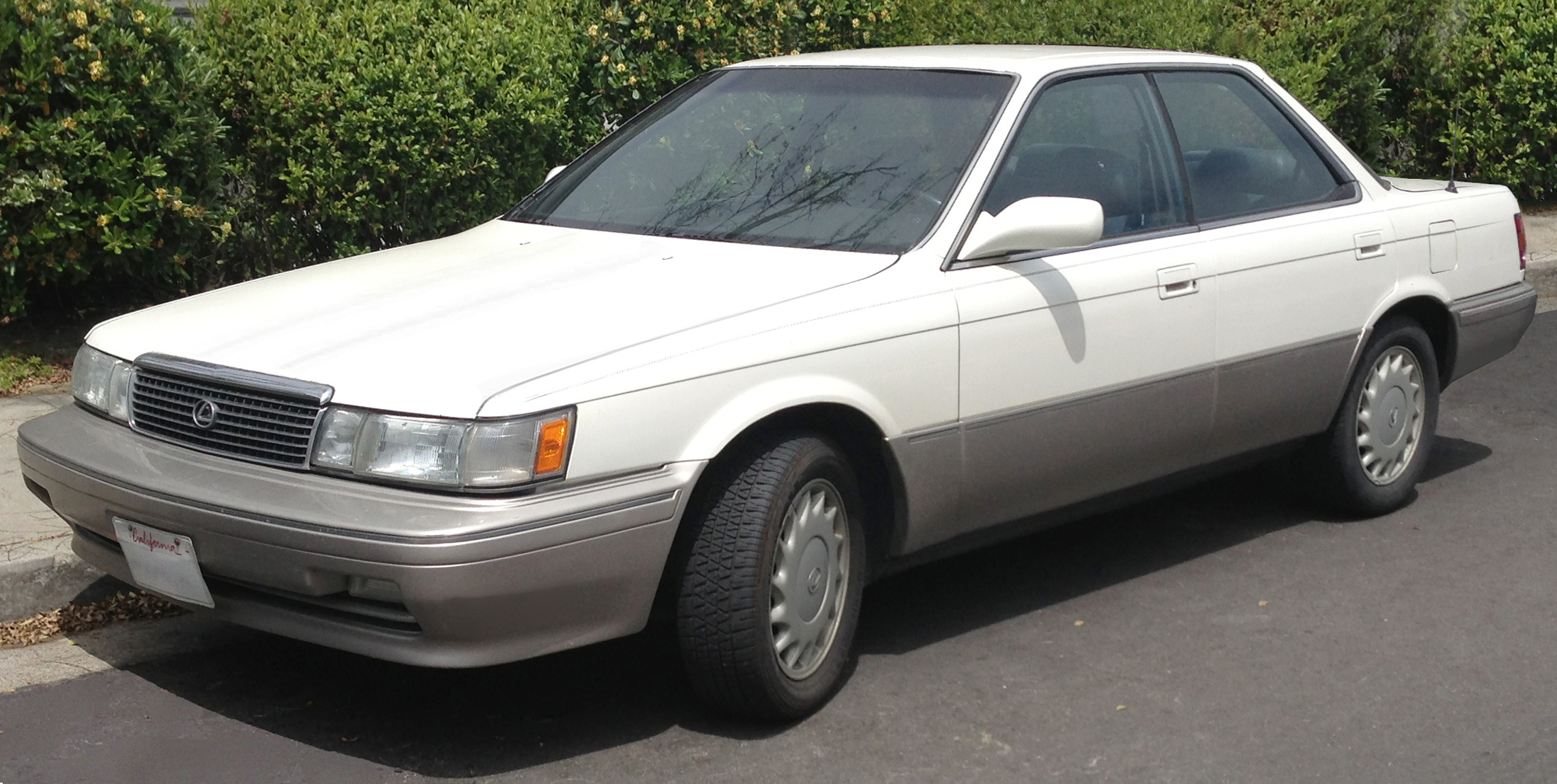
初代レクサス・ES

## 4代目 V3#型（1990年 - 1994年）
- 1990年7月登場。キャッチコピーは「ゆーゆー」「華麗なるクルージング・サルーン」。このモデルより日本仕様と海外仕様が明確に差別化され、海外仕様は3ナンバーボディを持つXV10型として独自の進化を遂げた（日本でも「セプター」として販売）。セダンはプレスドアを採用し、丸みが強調され、初代セルシオのデザインを5ナンバーサイズに縮小したような張りのあるボディとなった。セダンには1.8L（4S-FE型）、2.0L直列4気筒ハイメカツインカムガソリンエンジン（3S-FE型）、ハイオク化されたツインカム3S-GE型と2.0Lディーゼルターボ（2C-T型）が用意された。駆動方式は前輪駆動とフルタイム四輪駆動の2種類。前輪駆動には4WS設定モデルも存在した。バブル期に開発されたモデルであるため装備品や内外装の質感は高い。このモデルでもV6搭載モデルの「プロミネント」は存在した。ボディは4ドアハードトップのみ[注釈 12]。エンジンは当初は従来型と同じV6・2.0Lのみだった。
- 1991年5月 - プロミネントにV6・2.5Lモデルを追加。同時にV6・2.0Lモデルは「プロミネントEタイプ」のみとなる。
- 1992年6月 - マイナーチェンジ。キャッチコピーは「新しい大人の表情」。フロントグリルが大型化されエアコンはオートタイプを全車に標準装備した上に代替フロン仕様となった。同時に、スポーツツインカムの3S-GE搭載のGTとV6・2.0Lモデルの「プロミネントEタイプ」は廃止され、GTの代わりにZXツーリングパッケージが登場、プロミネントはV6・2.5Lに一本化。
- 1994年6月[10] - 生産終了。在庫対応分のみの販売となる。
- 1994年7月 - 5代目と入れ替わって販売終了。カムリプロミネントはこの代を最後に廃止され、ウィンダムに引き継がれた。

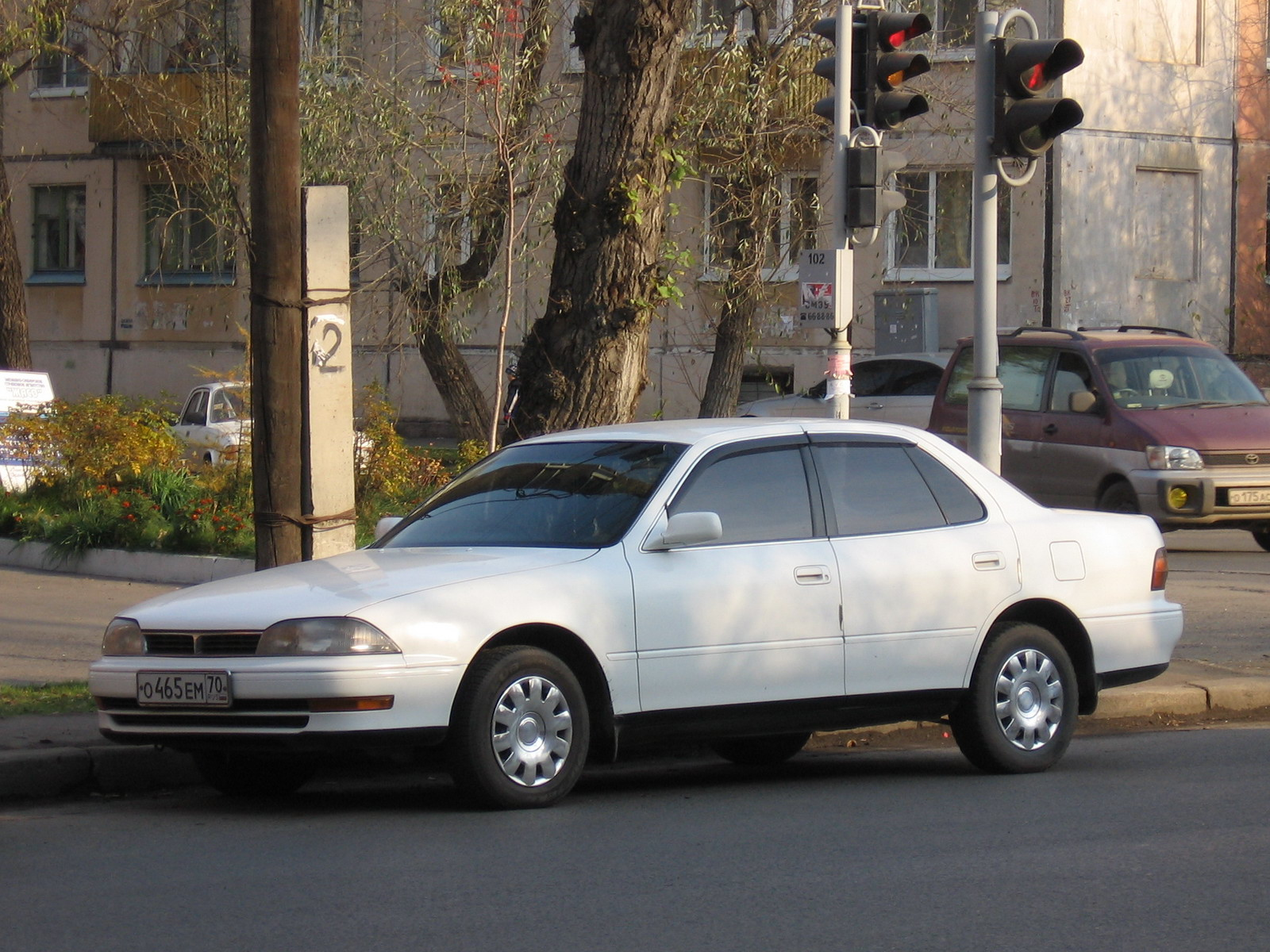
1990年販売型（前部）
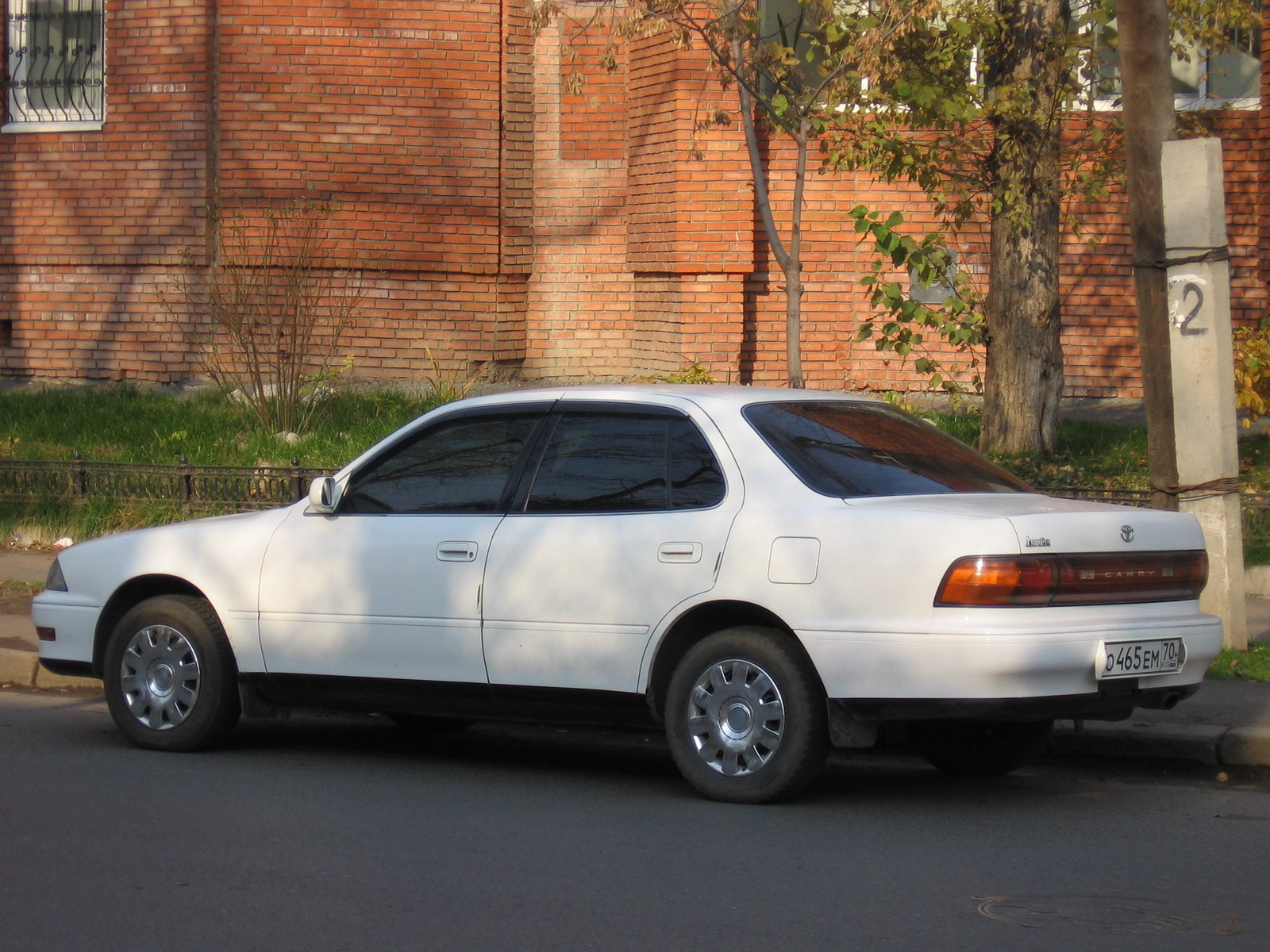
1990年販売型（後部）

## 5代目 V4#型（1994年 - 1998年）
- 1994年7月登場。キャッチコピーは「LIFE」（前期型）、および「妻子あるカムリ」（後期型）。当初は、北米カムリとの部品の共通化率を高めた3ナンバーモデルとして計画されていたが、バブル崩壊に伴う乗用車市場の冷え込みもあり、設計途中で5ナンバーサイズへと変更された。トヨタでは他にビスタアルデオの全高を試作途中に150mmも高めた例もあるが、このような開発末期の大きな設計変更は、全てのメーカーができるものではなく、資金力に勝るトヨタならではのエピソードとなっている。前述のとおりモデルチェンジの時期がバブル崩壊とも重なり、走行性能や耐久性などを維持しつつ大幅なコストダウンを強いられたために装備やドア内張り、天井、各パネル類などインテリアが先代と比較してかなり簡素なものになり[注釈 13]、特に前期型にはフロントグリルのエンブレムがないという、徹底したものであった。ラインナップも削減され、ハードトップは廃止されてセダンのみの設定になった。排気量はガソリンエンジンが、1.8L（4S-FE型）と、2.0L（3S-FE型）、ディーゼルターボエンジンは2.2L（3C-T型）に拡大された。当初はガソリン2.0Lモデルにのみフルタイム四輪駆動の設定があったが、後に2.2Lディーゼルターボにも設定された。
- 1996年6月にマイナーチェンジを実施。CMキャラクターに篠ひろ子を起用。ヘッドランプがマルチリフレクター式に変更された。また、フロントグリルにはカムリのエンブレムが復活している。ABSとデュアルSRSエアバッグは全車標準装備。
- 1996年12月、XV20型カムリグラシアが登場するが、クラスが異なる（カムリはCDセグメント、カムリグラシアはDセグメント）こともあり従来のV40型カムリも併売される。
- 1998年7月、カムリグラシアに統合され販売終了。日本国内専用のカムリはこの代をもって消滅した。なお、姉妹車のビスタはV40型カムリ/ビスタを受け継ぐV50型として、独自のフルモデルチェンジを行っている[注釈 14]。

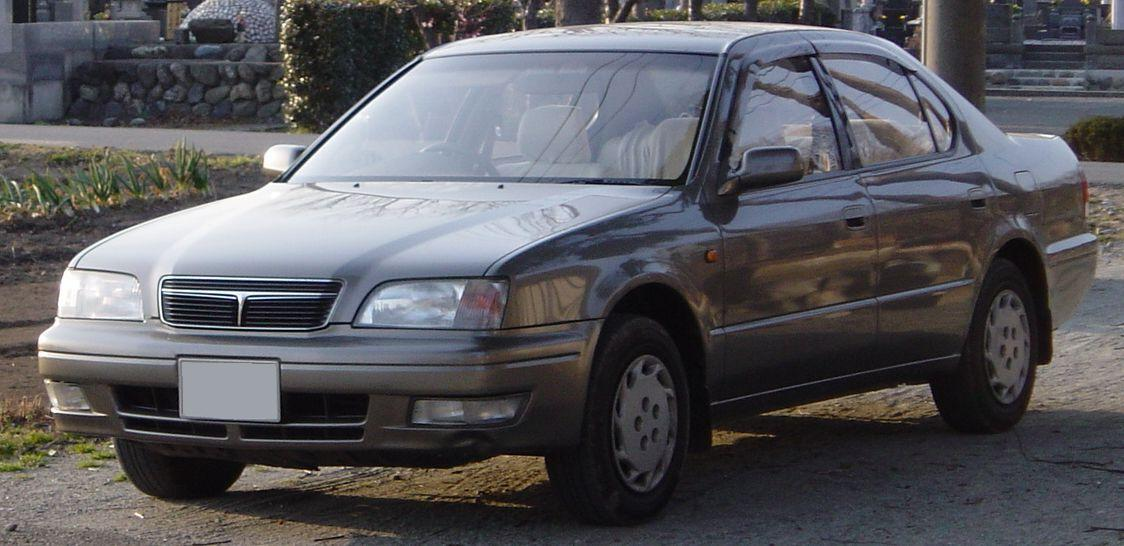
1994年販売型

## 6代目 XV2#型（1996年 - 2001年）
- 1996年12月 - 日本国内専用のV40型カムリと並行する形で、北米市場向けのXV20型カムリを「カムリ・グラシア」（CAMRY GRACIA）の名で日本市場に投入。セプターの後継車種としての役割も担う。3ナンバーサイズとなり、エンジンもセプターと同じ直列4気筒の2.2L（5S-FE）とプロミネント以来のV6エンジン搭載車でもある2.5L（2MZ-FE）を搭載する。この代をもって、フロントにあったカムリ専用エンブレムが廃止される。4年連続北米乗用車販売台数1位。100カ国以上で販売された（日本向けのV6エンジン搭載車はこの代が最後）。ボディタイプはセダンとステーションワゴンの2種類[注釈 16]。日本仕様はこの代からAT車のみとなった。カムリグラシアワゴンにはトヨペット店向けの姉妹車としてマークIIクオリスが発売された。その間、特別仕様車も設定され、「REMIX」（セダンのみ）は北米仕様のバンパーとドアモールを装備した特別仕様、「アメリカンビレットバージョン」（こちらはセダン・ワゴンともに設定された）はエスティマや8代目（E100G型）カローラツーリングワゴン同様、ビレットグリルを内蔵した大型バンパー/フロントグリル等でドレスアップされた特別仕様だった。

- 1999年8月 - マイナーチェンジ。CMキャラクターに西田敏行を起用。セダンは前年7月にV40型カムリの生産が終了したため、「グラシア」のサブネームが取れて「カムリ」の単独名に回帰。ワゴンのみが「カムリグラシア」と呼ばれるようになる。フロントのヘッドランプ類がやや大型化された（セダンはリヤコンビネーションランプも大型化）。一方、ワゴンのリヤコンビネーションランプもクリア部分が若干アンバーに着色され、フロントグリルの中央はCIマークから「GRACIA」のエンブレムに差し替えられた。共通の内容としては、バンパーデザインの変更、内装の質感向上などが挙げられる。なお、このモデルよりセダンがダイハツ工業へ「アルティス」として2000年3月からOEM供給され、7代目・および8代目途中の2010年2月まで10年間供給のあと一時途絶えていたが、2012年5月より9代目のOEM供給が開始された（後述）。
- 同年、オーストラリア、アメリカに続いてタイ・チャチューンサオ県での生産が開始された。これにより従来オーストラリアから供給していた東南アジア市場向けのカムリはタイ生産車に置き換えられた。なおオーストラリアの生産拠点は1994年にポートメルボルンからアルトナに移動している。

- 2001年8月[11] - 生産終了。在庫対応分のみの販売となる。
- 同年9月 - 7代目とバトンタッチして販売終了。

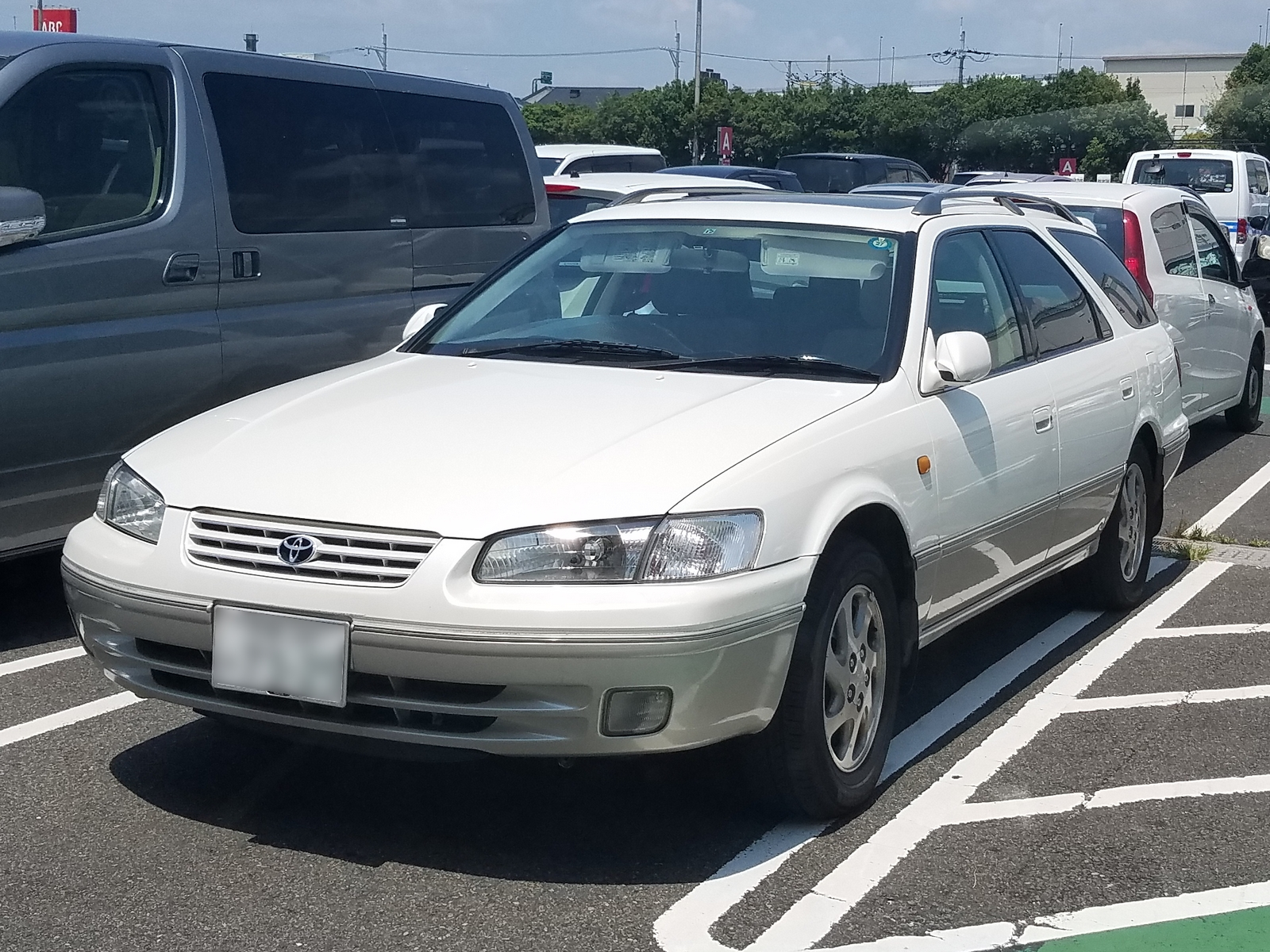
ワゴン 1996年販売型
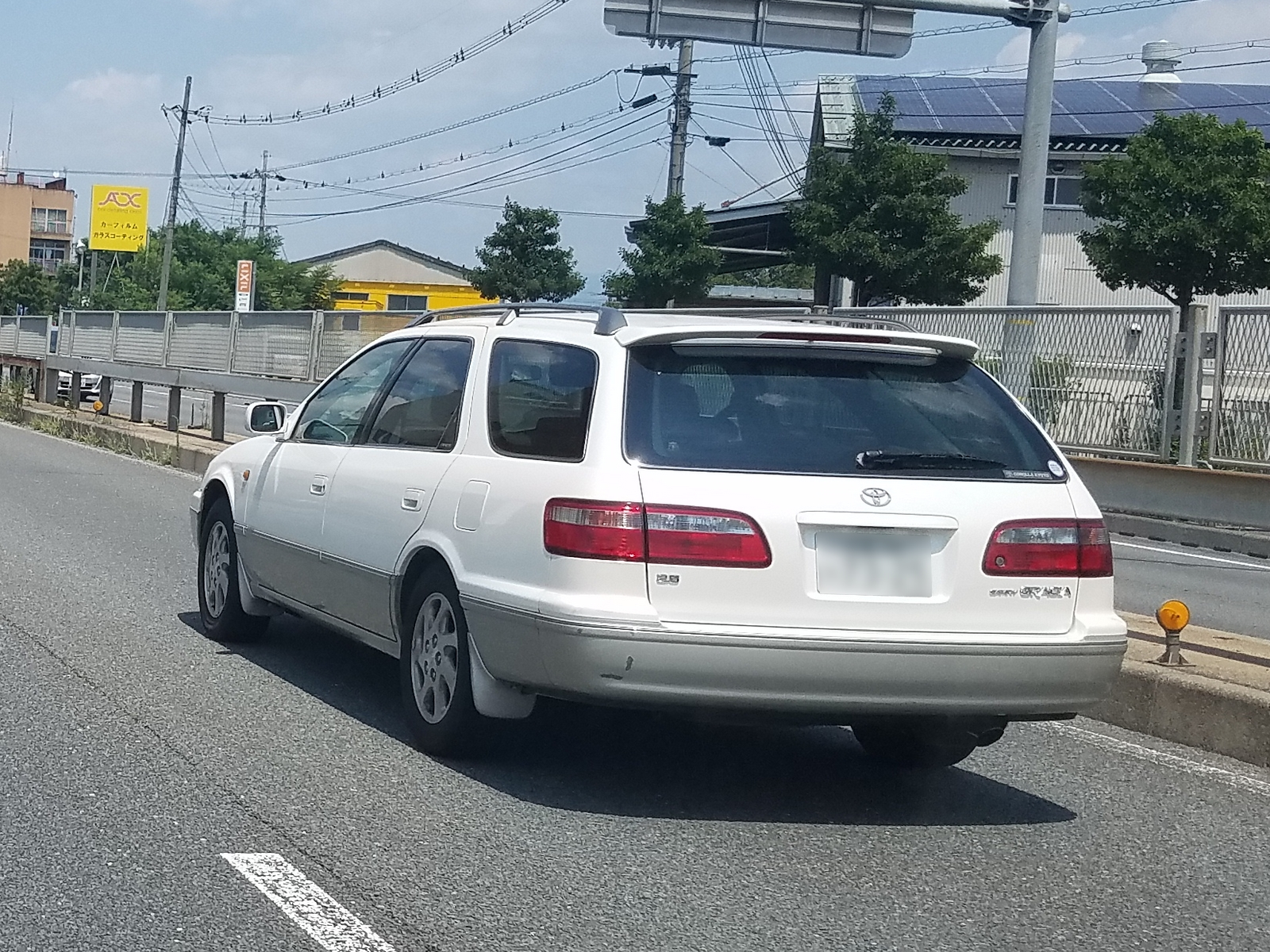
ワゴン 1996年販売型
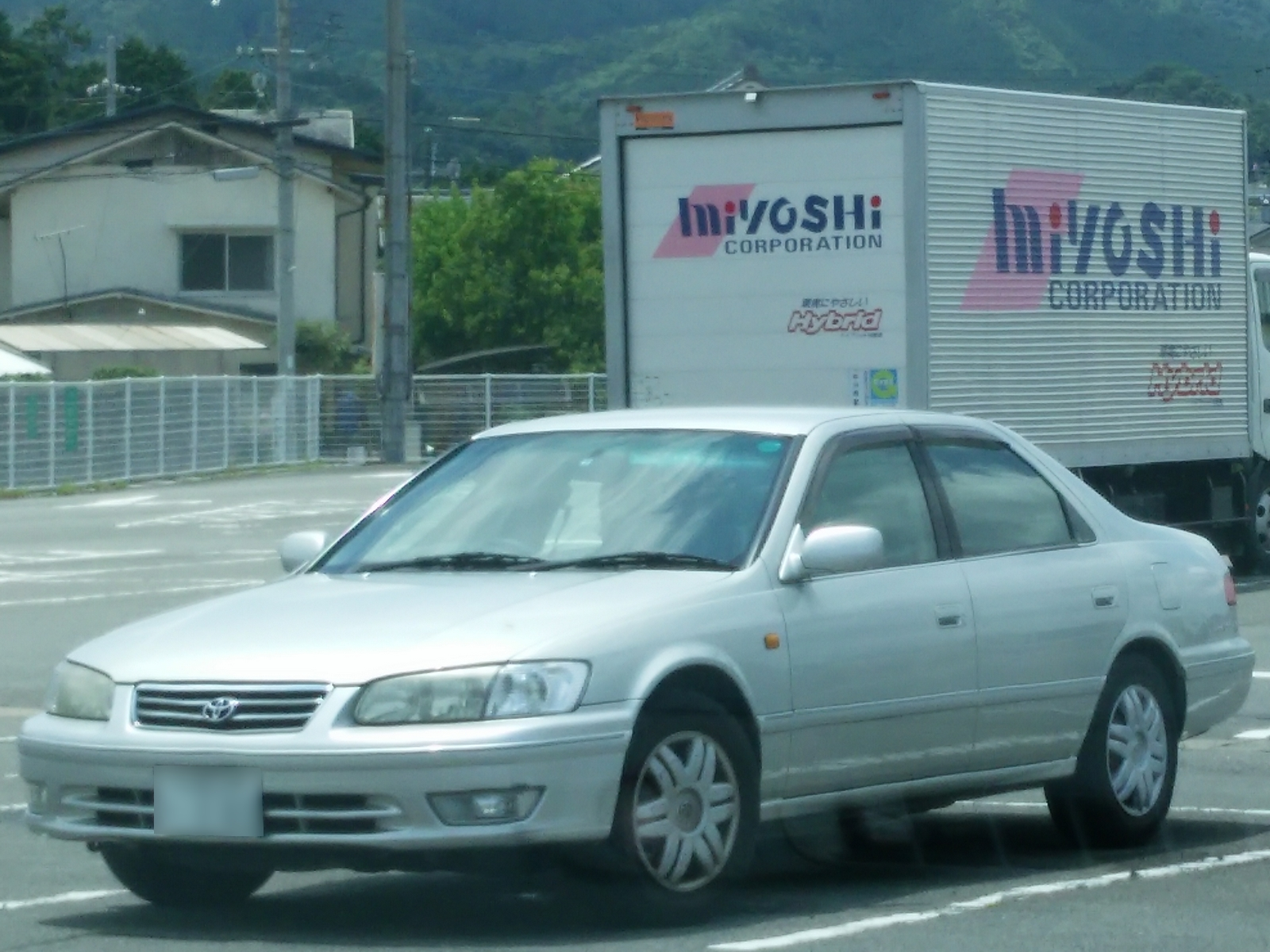
1999年改良型
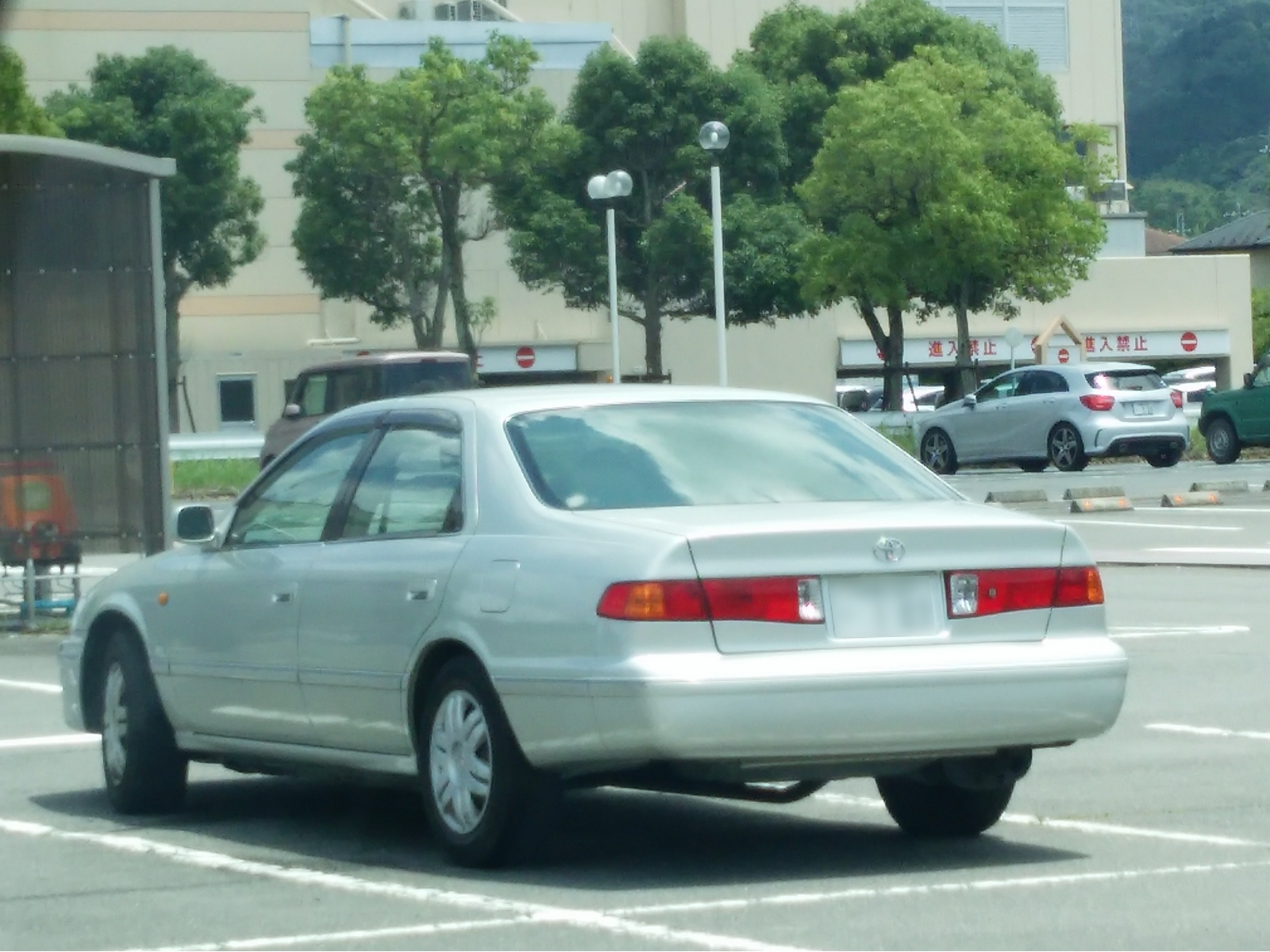
1999年改良型
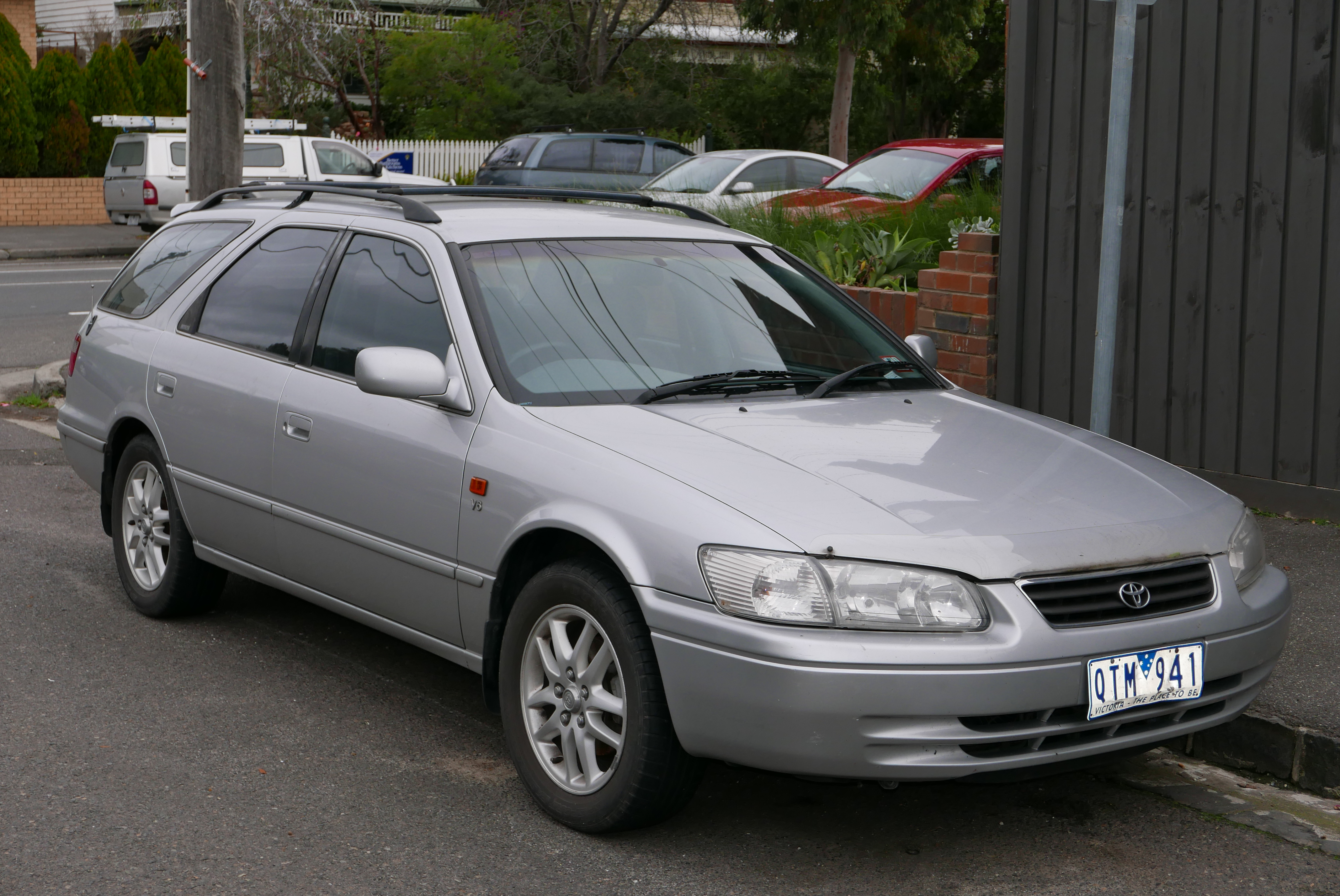
ワゴン 1999年改良型（豪州仕様）

## 7代目 XV3#型（2001年 - 2006年）
- 2001年9月27日登場。このモデルからはセダンのみとなる。日本仕様はV6エンジン搭載車が廃止され、直列4気筒2.4L（2AZ-FE）のみとなった。ウィンダムと共通の新プラットフォームを使用する。型式は本来はXV30型であるが、トヨタの型式命名規則では X ＋Z（この場合はエンジン型式の中のZ）= C となるため、ACV30、MCV30（北米向けV6仕様）となる。このフルモデルチェンジを機にブラックインナー処理のヘッドランプユニットやスポイラーなどを装備したスポーツグレード「Touring」がラインナップに加わった。
- 2004年7月6日 - 一部改良（プレマイナーチェンジ）。内外装を変更。北米仕様のV6エンジンは3.3Lの3MZ-FEが追加され、5速ATが組み合わされた。
- 海外生産はさらに広がり、このモデルから従来の生産地に加え、フィリピン、マレーシア、インドネシア、台湾でも行われている。
- 2005年12月[12] - 生産終了。在庫対応分のみの販売となる。
- 2006年1月 - 8代目と入れ替わり販売終了。

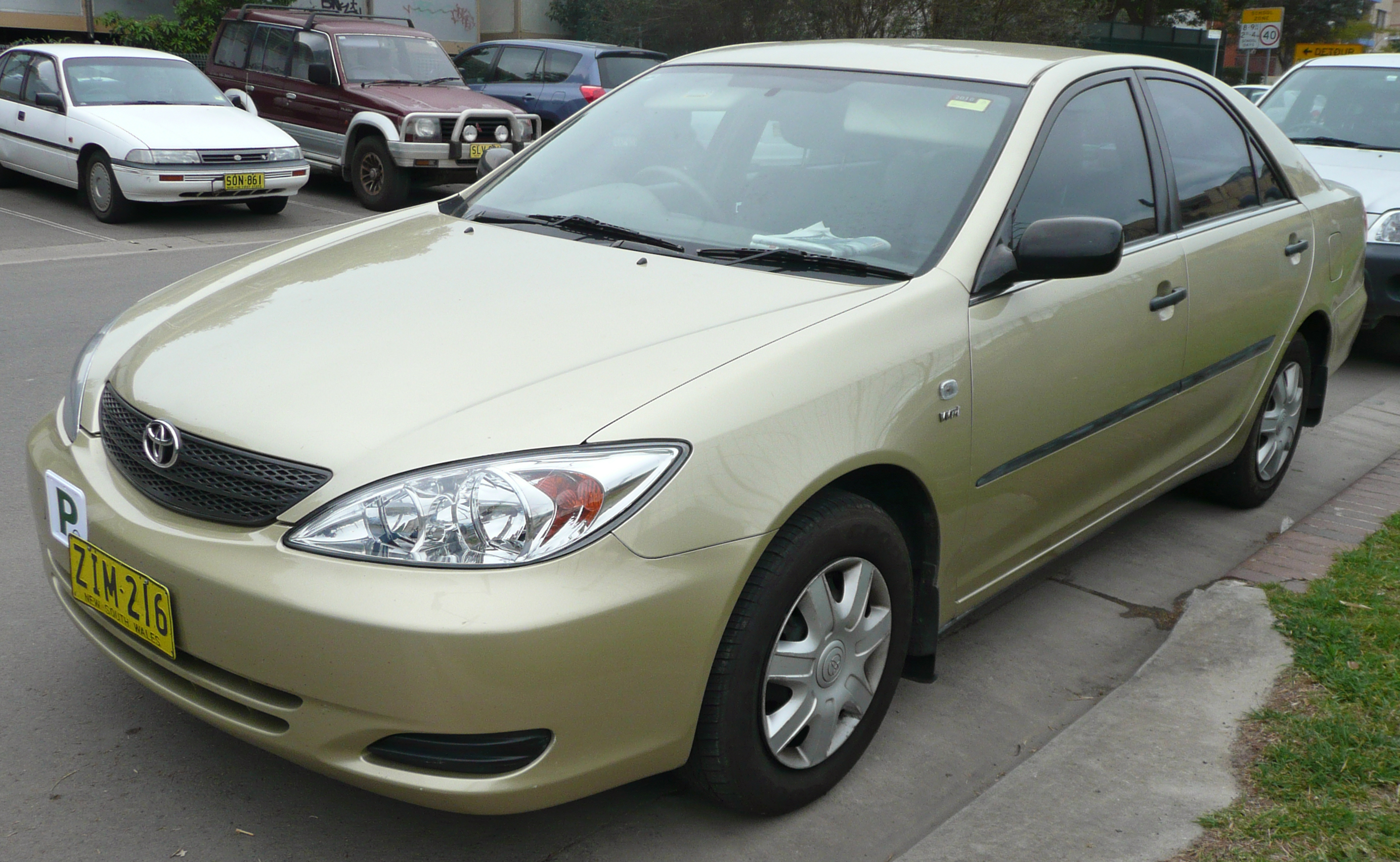
2001年販売型
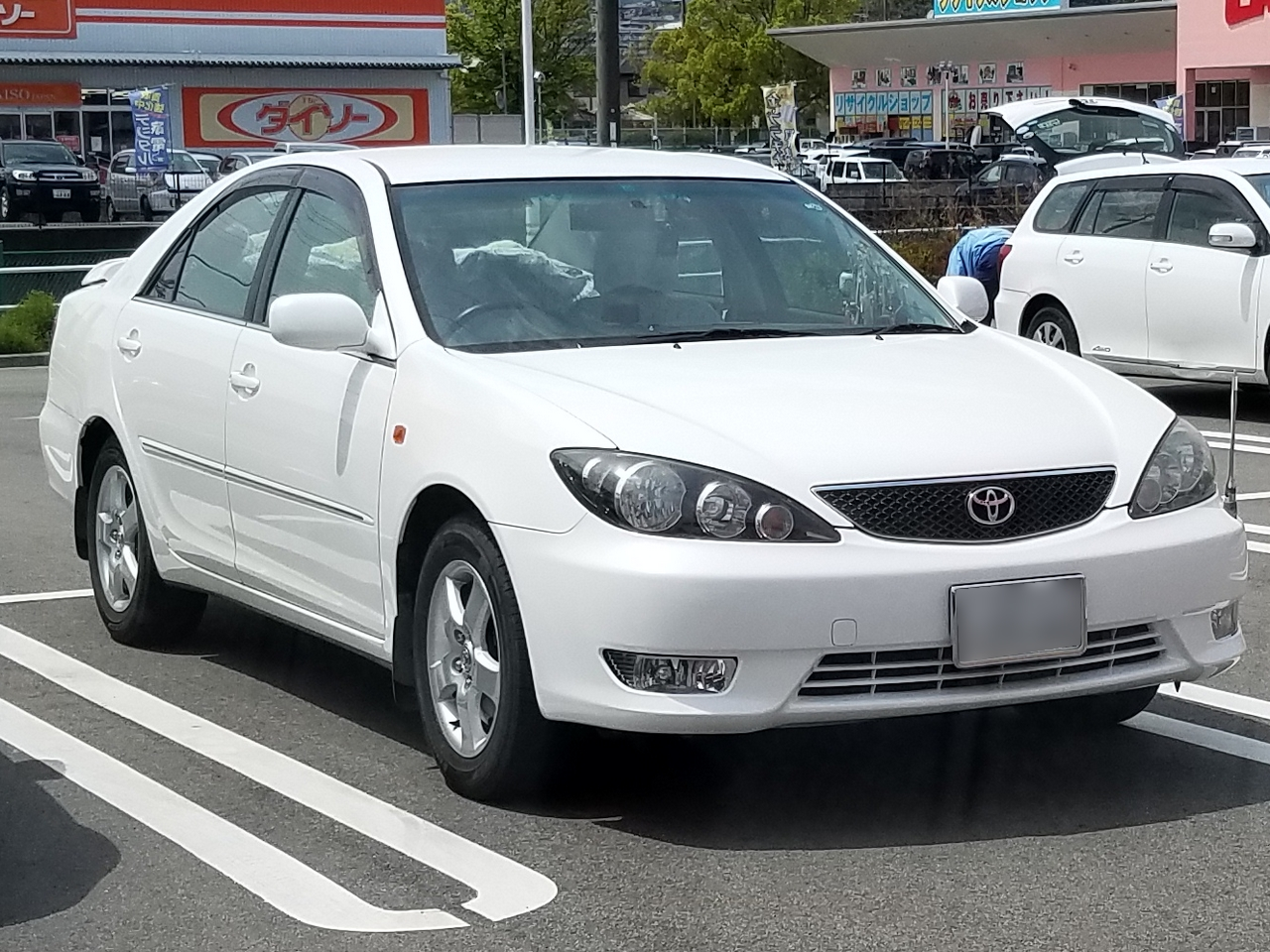
2004年改良型 ツーリング フロント
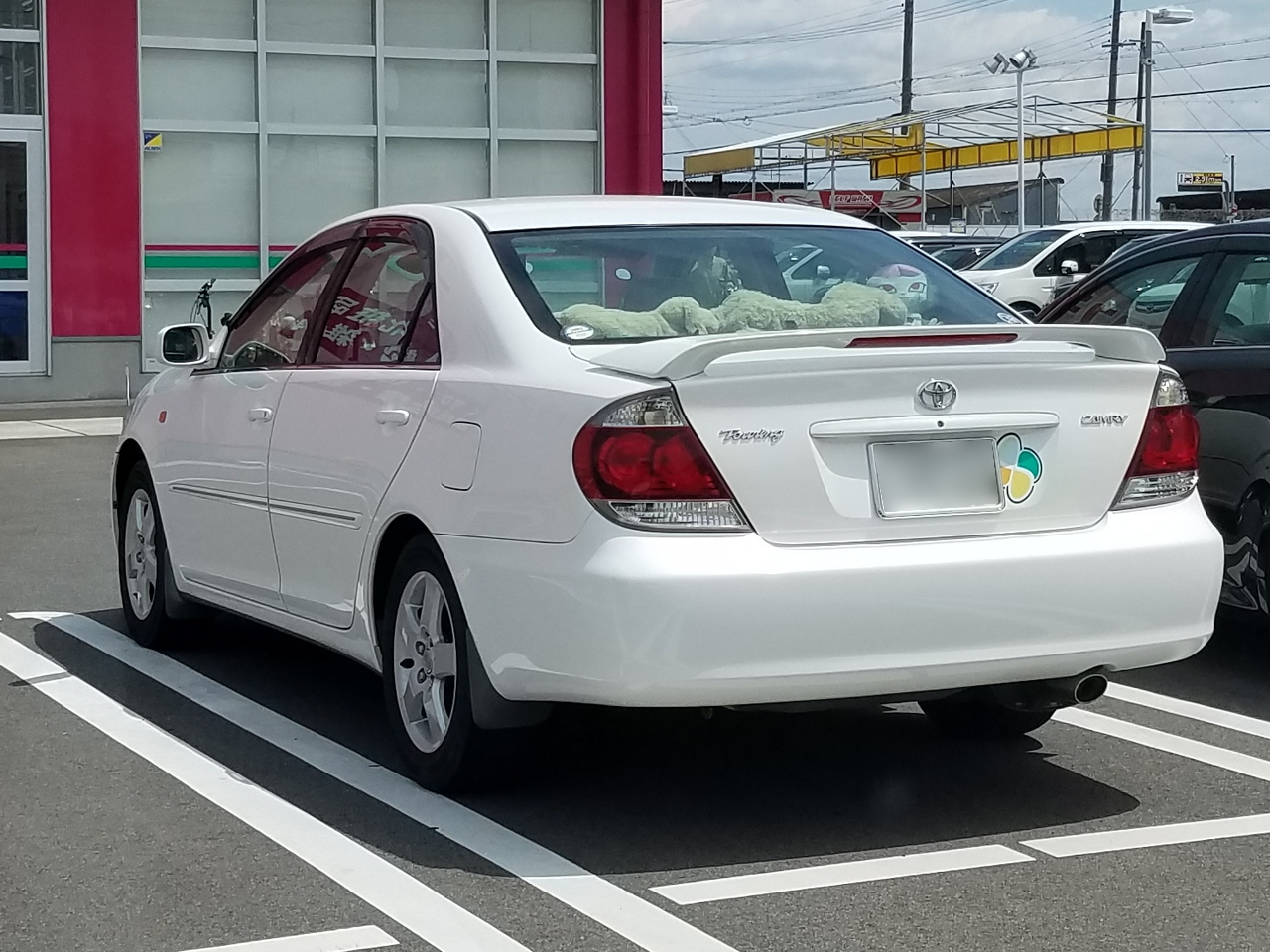
2004年改良型 ツーリング リア
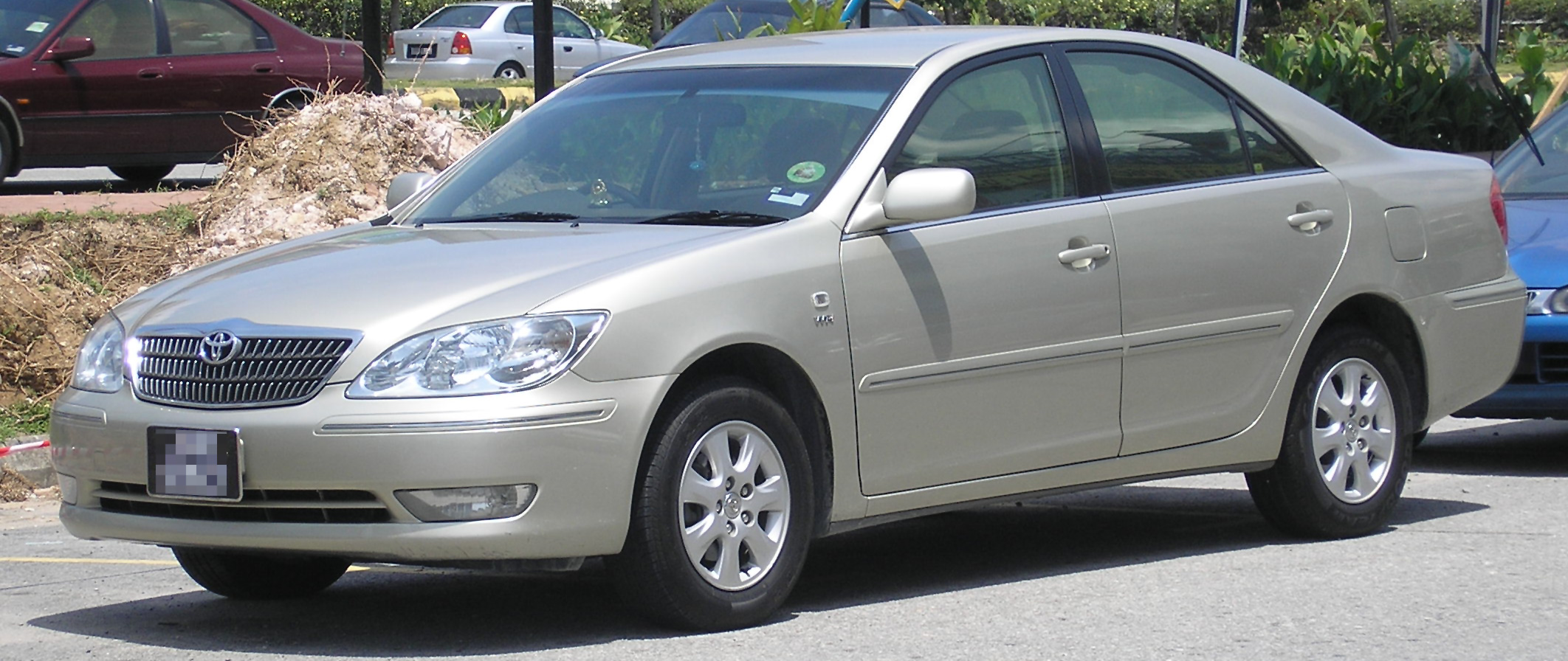
東南アジア仕様
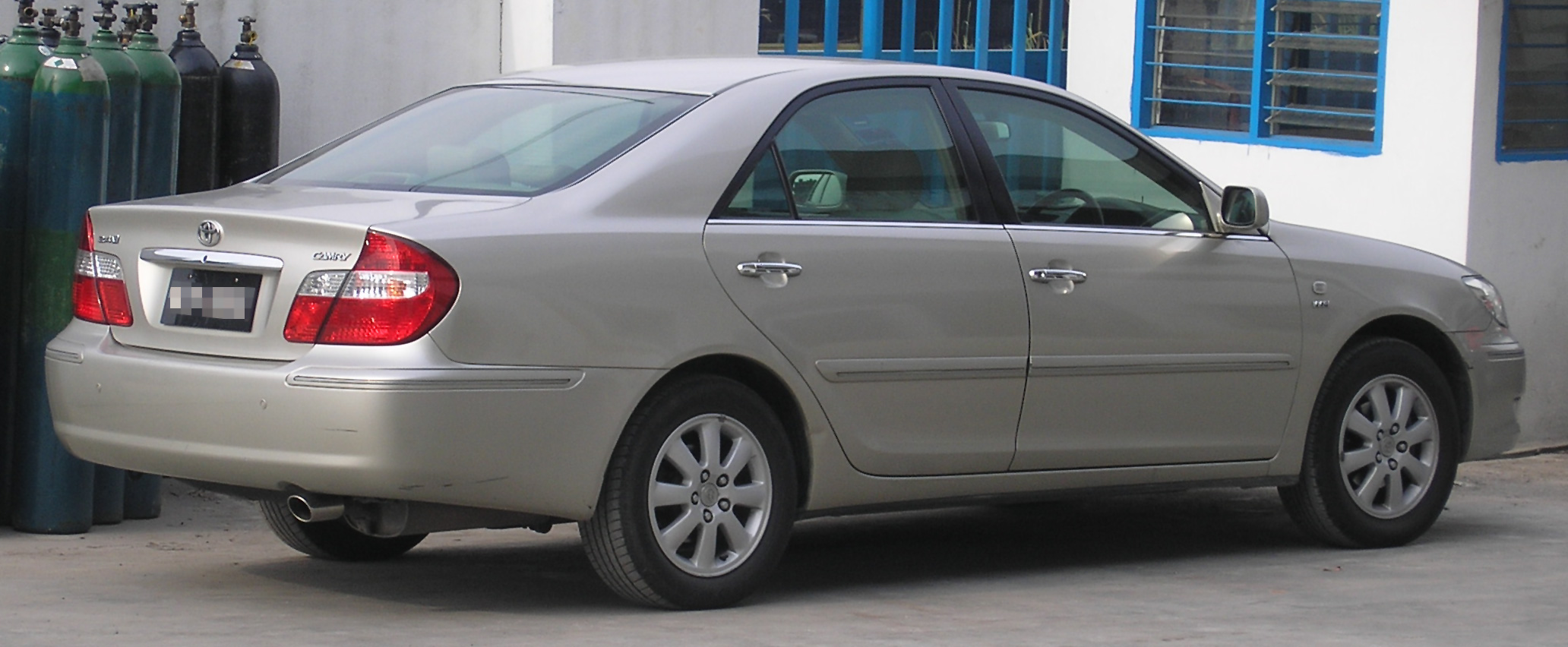
東南アジア仕様（リア）

## 8代目 XV4#型（2006年 - 2011年）
- 2006年1月30日に登場。目標月間販売台数は国内では1,000台、北米では30,000台。
  - エクステリアデザインは、今までのカムリのイメージを覆すスタイリッシュでアグレッシブなものとなる。2006年2月をもって生産終了されたウィンダムを統合する役目もあるため、今回のモデルではさらに上質感に磨きをかけた。そのひとつとして日本仕様には本皮革シートや専用鍍金グリル、HDDナビゲーションを標準装備した「G ディグニスエディション」を新たに設定。ウィンダムの代替需要にも応えられる内容とした。日本仕様はベージュ内装でエアロパーツの設定もないが、北米仕様にはSE、オセアニア仕様にはスポルティーボと呼ばれるスポーティなモデルが存在しており、3本スポークステアリングを装備し、内装色もブラックである。また、横幅がセルシオ並みに拡大され、エンジンは従来と同じ直列4気筒2.4Lだが、馬力が159馬力から167馬力となった。北米仕様にはV型6気筒3.5L仕様やハイブリッド仕様も設定されたが、日本では販売されなかった。シフトは5速AT（四輪駆動車は4速AT）。北米仕様のV6モデルには6速AT（シーケンシャルシフト付き）が採用されているほか、中近東、オセアニア仕様などには5速MTも設定されている。オセアニア仕様は日本同様、直列4気筒エンジンのみの設定である。ただし、カムリをベースに前後デザインを変更した上級車種がオーリオン（Aurion）として発表されており、こちらはV6のみの設定となる。また、アジア仕様（中国、台湾、東南アジア諸国に投入）のデザインもオーリオンにほぼ準じたものとなっており、日米版カムリとは大きく異なる。なお、車名エンブレムは「CAMRY」から「CAMRy」となり、北米向けのトヨタ車のリアエンブレムは、1989年にトヨタが現在のトヨタマークを導入した以降も、これまではトヨタマークと「TOYOTA」のローマ字が併用されてきたが、この8代目カムリ以降のピックアップトラックやSUVを除くトヨタ車からは、「TOYOTA」のエンブレムが外され、日本仕様同様にトヨタマークのみとなった。直4エンジンの形式は7代目と同様の理由でACV40となるが、V6仕様はGRエンジンのため、R＋X=SとなるためGSV40となる。
- 2007年4月より北米にあるSUBARUの保有する工場の生産ラインを使用し、北米向けカムリの生産が行われている[13]。
- 2007年7月に外装色ラインナップと内部インパネまわりの色調が変更された。
- 2007年12月 - ロシア サンクトペテルブルク郊外のShusharyに建設されたトヨタ・モーター・マニュファクチャリング・ロシアの工場でもカムリの生産が開始された。
- 2009年1月13日 - マイナーチェンジ。
  - フロント周り（グリル・バンパー・ヘッドランプなど）を一新するとともに、フォグランプ・リアガーニッシュなどにはメッキ加飾を施したほか、ボディカラーにはベージュメタリックとダークグリーンマイカを追加。
  - 内装ではオーディオ・ヒーターコントロールパネルの色調をホワイトに変更し、シートデザインも変更。また、新デザインのサイドターンランプ付ドアミラー（トヨタ・iQと同一型番のものを流用）やVSC・TRC（四輪駆動車を除く）が標準装備化されたほか、自動防眩インナーミラー（一部グレード）やバックモニターも新たに採用され安全性も向上されたが、一部グレードでは助手席用のパワーシートが手動式になる等の装備の簡素化も行われた。
- 2009年10月20日 - 韓国トヨタ自動車を介して韓国での発売を開始。ラインナップは2.4Lと同ハイブリッドの2種。
- 2010年2月 ｰ 姉妹車のダイハツ・アルティスの販売終了に伴いダイハツ工業へのOEM供給を一時終了。
- 2011年9月[14] - 生産終了。在庫対応分のみの販売となる。
- 2011年10月 - 9代目と入れ替わる形で販売終了。

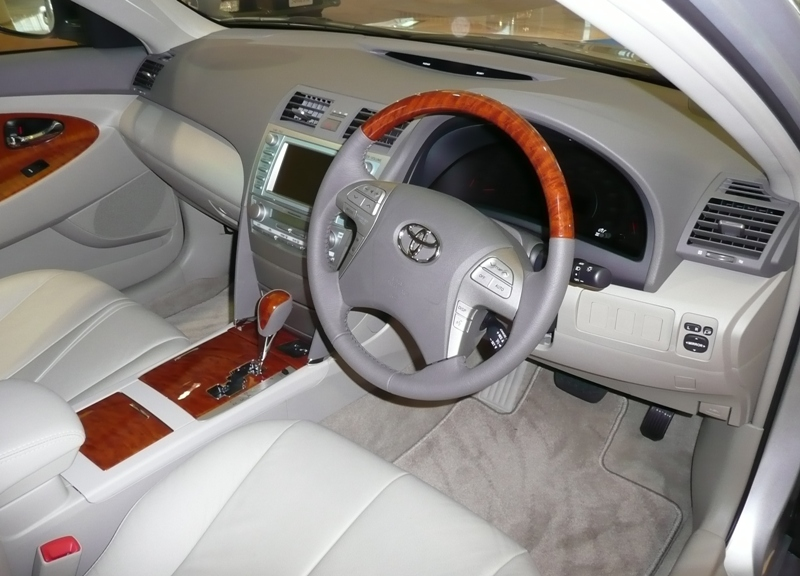
車内
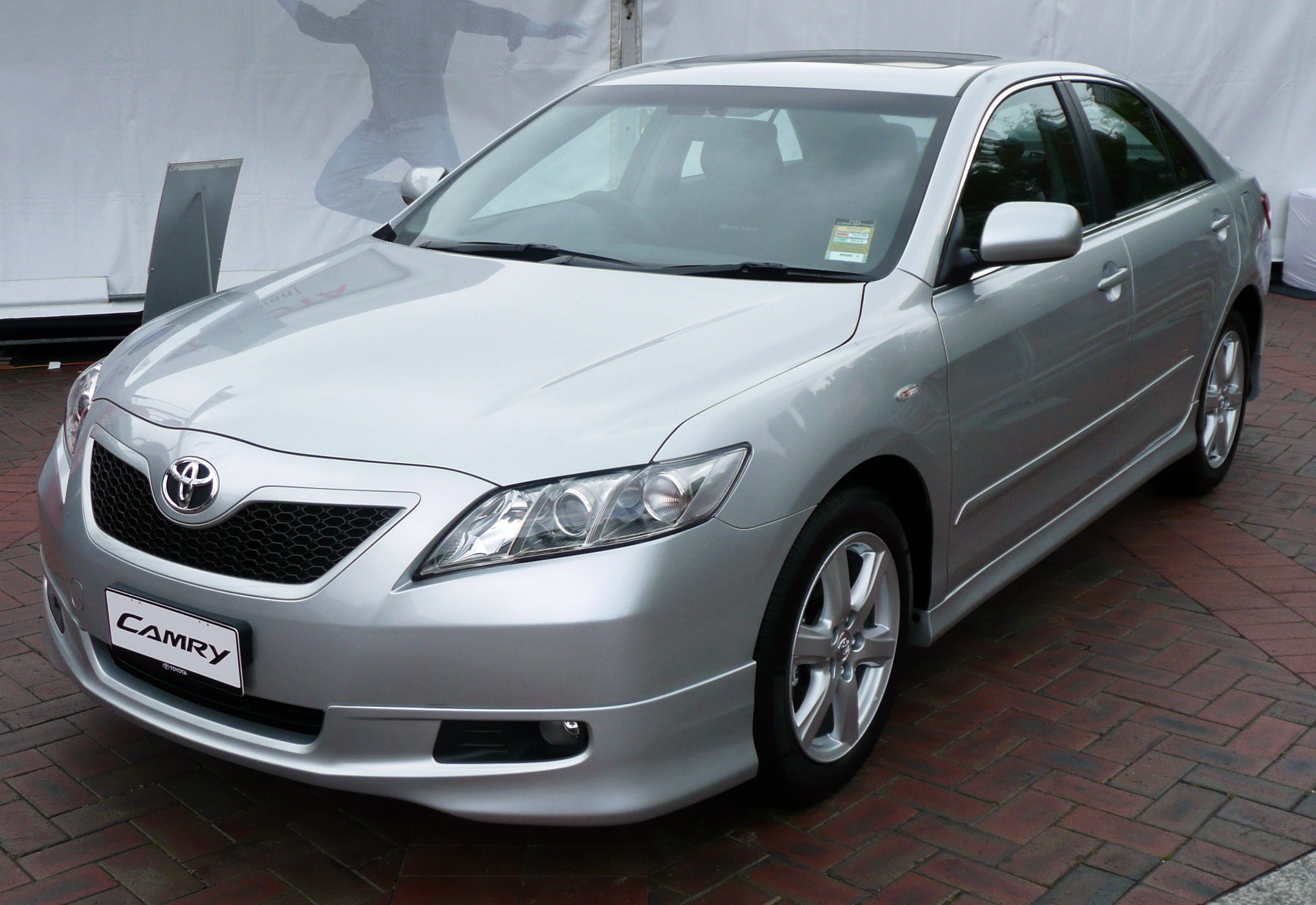
スポルティーボ
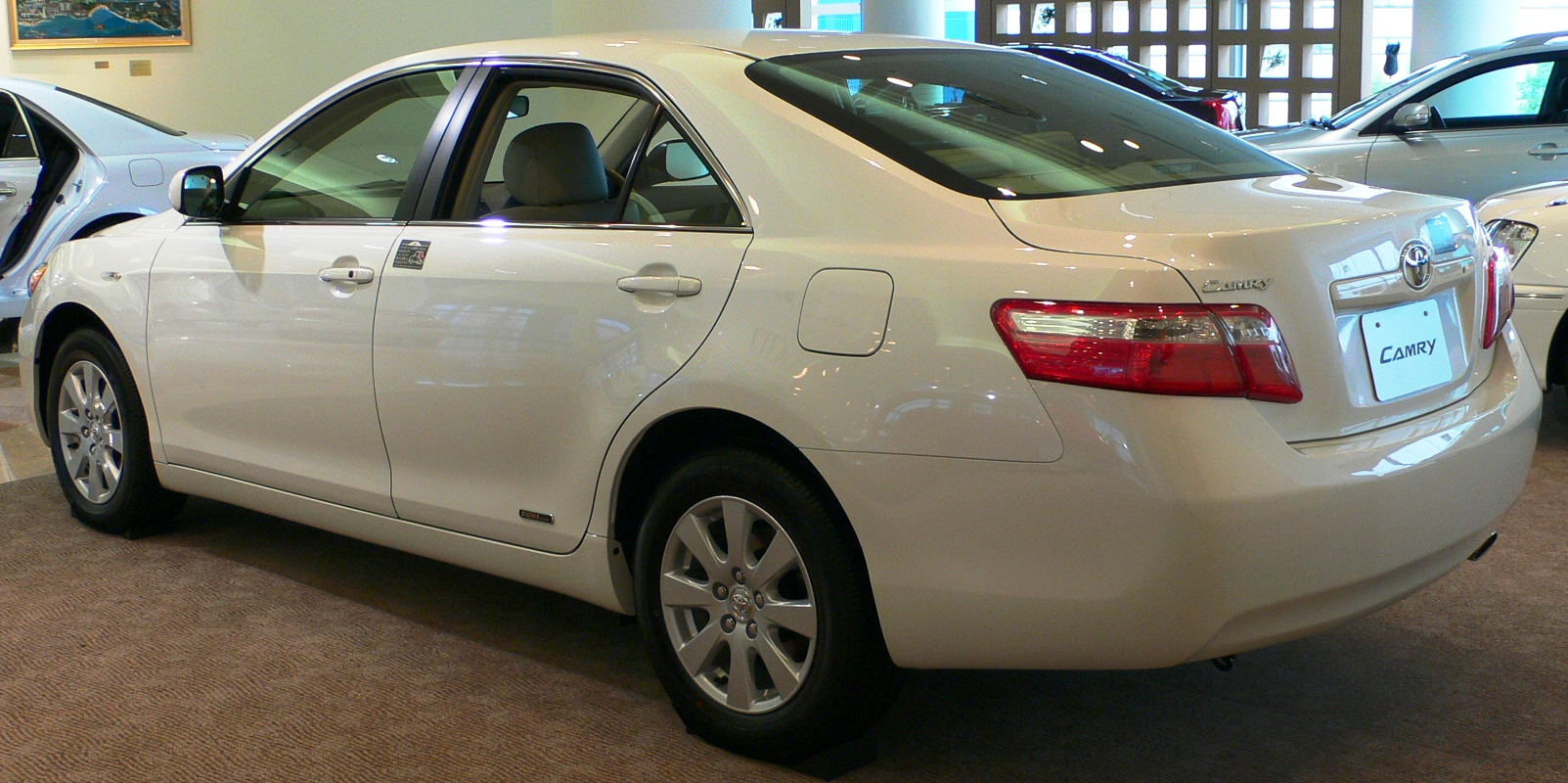
8代目カムリ 2006年販売型 後部
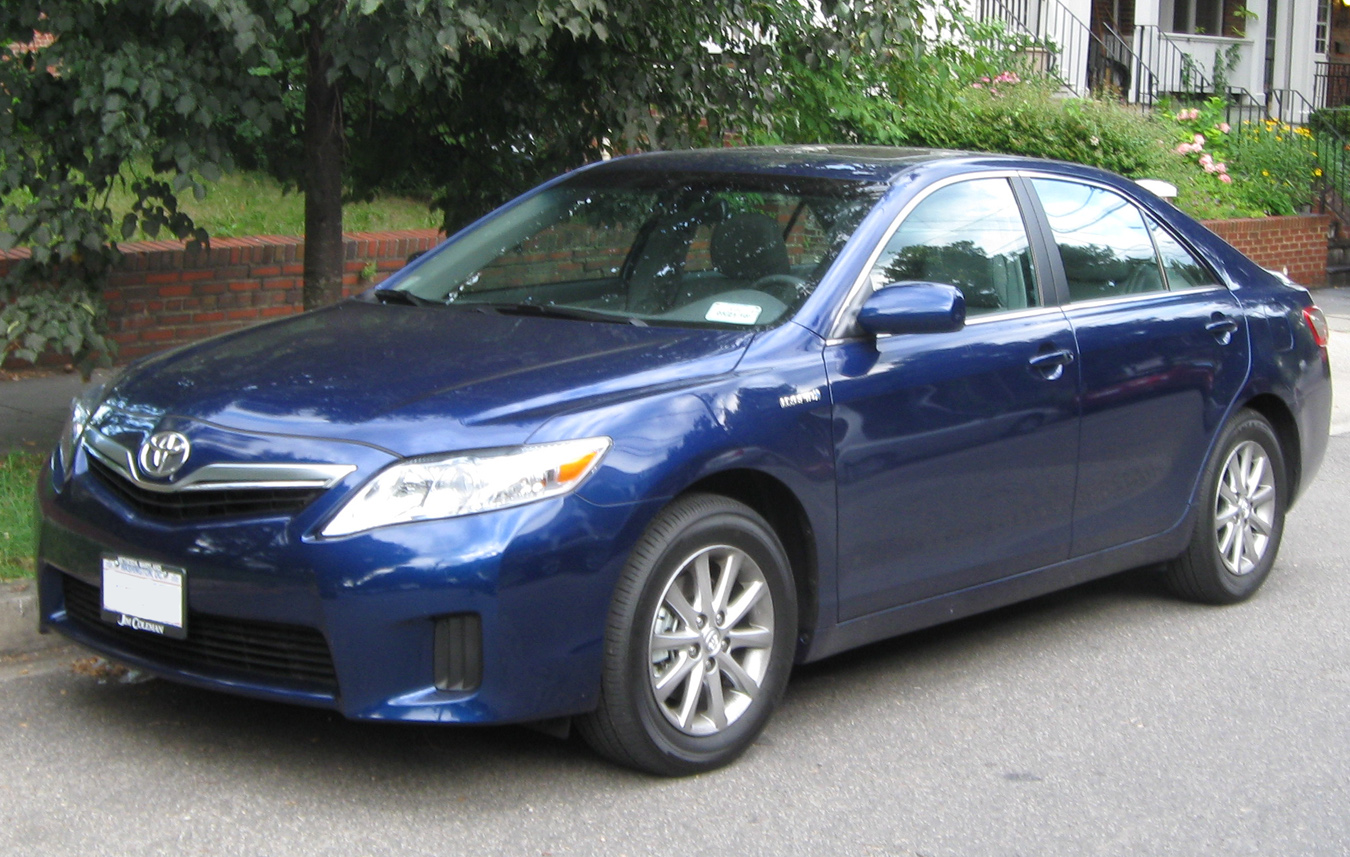
カムリハイブリッド 北米仕様 前部
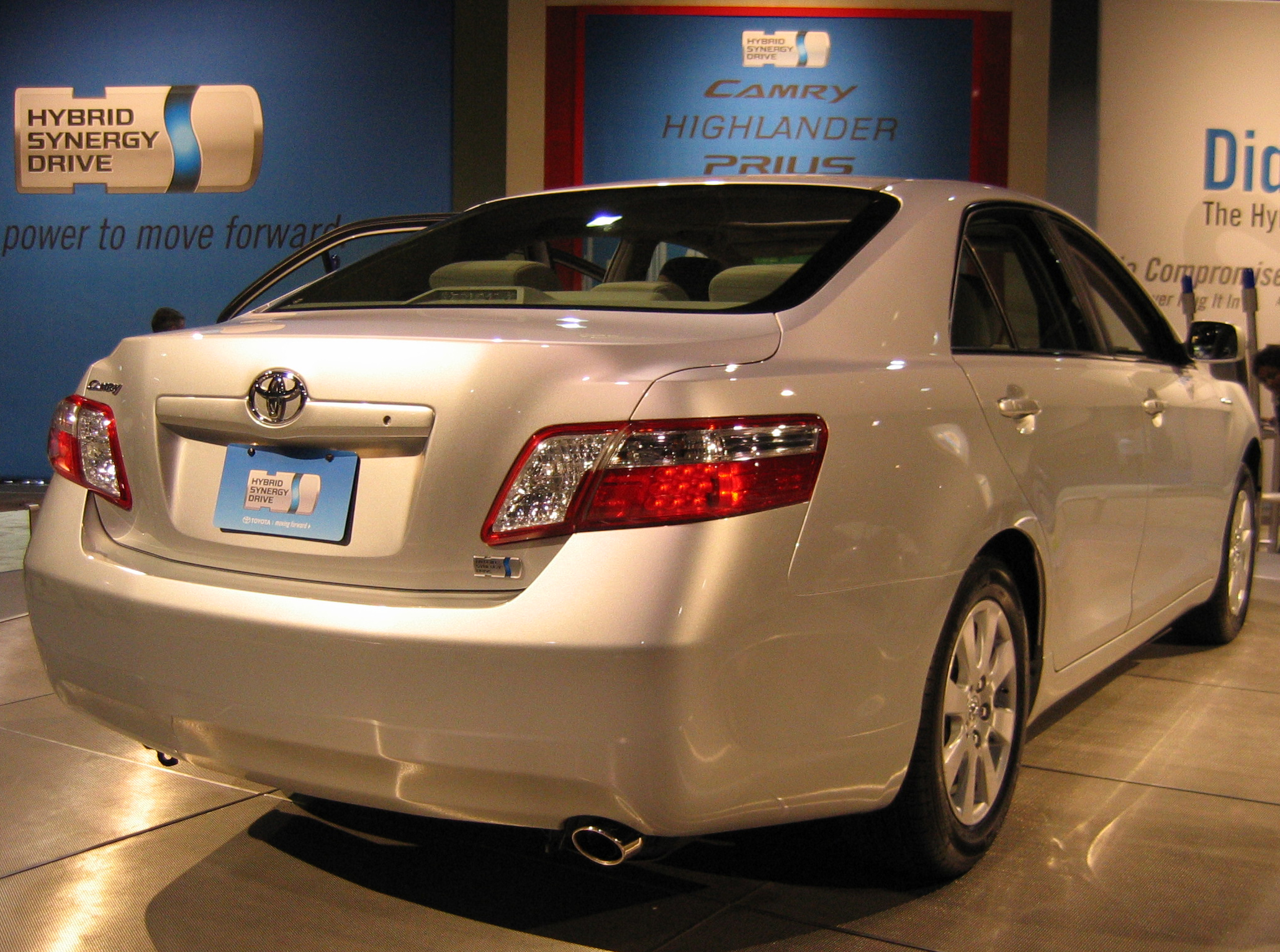
カムリハイブリッド 北米仕様 後部
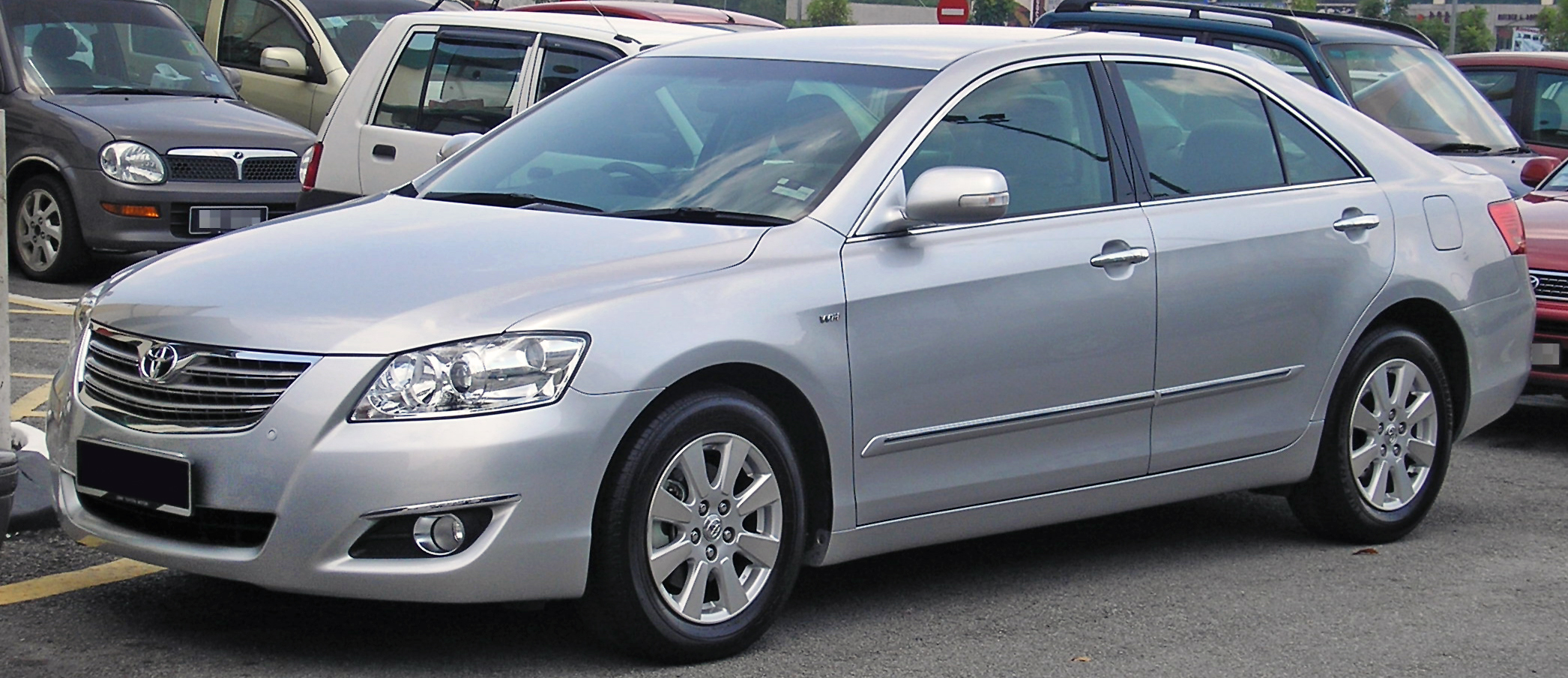
アジア仕様 前部
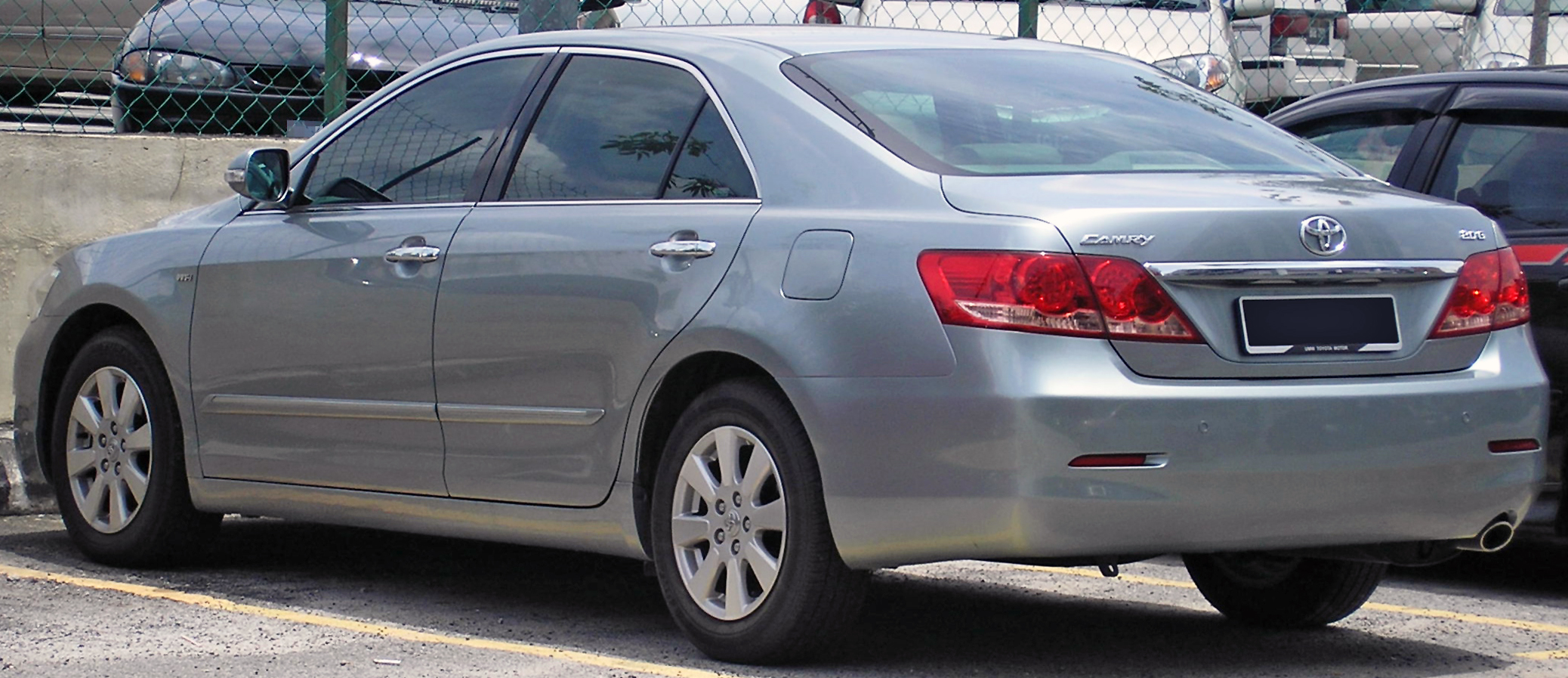
アジア仕様 後部

### オーストラリア製カムリ・ハイブリッド
トヨタ・オーストラリアは2009年12月、同国ビクトリア州のアルトナ工場において、カムリ・ハイブリッドの生産を開始した。同モデルはオーストラリアにおいて2010年2月から販売開始される。生産は年間10,000台が予定され、うち300台はニュージーランドへ輸出される計画である。フロントグリル、テールランプなどが独自意匠となっている。

## 9代目 XV5#型（2011年 - 2017年）
- 2011年
  - 6月30日 - 社長の豊田章男自らが出演するティーザー動画をネット上で公開。この中で新型カムリを2011年秋に北米市場に投入することを明言[17]。
  - 8月23日 - 北米市場向けカムリをフルモデルチェンジ。同年10月より発売すると発表。2.5L直4と3.5LV6、2.5Lハイブリッド（直4＋モーター）の3種のエンジンを用意。ガソリンエンジン車には6速AT、ハイブリッドにはCVTが組み合わされる。生産は先代同様にTMMKもしくはSIA。
  - 8月25日 -トヨタ・ウクライナが国際版カムリを公開。北米版とは異なる前後デザインが与えられている[18]。
  - 9月5日 - 日本国内向けカムリをフルモデルチェンジ。日本市場では元来地味な印象の強いカムリを、世界市場のベストセラーとして日本市場で引き立たせるため、日本市場では3代目プリウス（ZVW30型）の大ヒット以降急速に普及が進んでいるハイブリッド車のみの設定とした[注釈 17]上で価格設定を抑えた。エクステリアはグリルや日本仕様専用のフロントバンパーのデザインを除いて国際版カムリに準ずる。
    - パワートレーンは新開発のミラーサイクルエンジン・2AR-FXE型を採用したリダクション機構付THS-IIを搭載。グレードはベースとなる「ハイブリッド」、17インチアルミホイールや本皮革ステアリング、運転席パワーシート等を追加した「ハイブリッド"Gパッケージ"」、さらにこれらにHDDナビゲーションシステムや本皮革シート＆助手席パワーシート、クルーズコントロール等を追加した「ハイブリッド"レザーパッケージ"」の3種を用意。トランスミッションはTHS-IIのため電気式無段変速機のみ。
    - 本来ならばトヨタのハイブリッド専用モデルは全てのトヨタの販売店で販売される方針ではあるが、セグメントは1つ上ではあるものの車体寸法が近くハイブリッド車の設定があるクラウンや、逆に同一セグメントでハイブリッド車の設定がないマークXとの競合を避けるためにあえて投入されていないという見方もある。また、国際版にガソリン車もある関係上、トヨタのハイブリッド専用車でありながら、シフトレバーはアクアと同じ通常のゲート式フロアシフトとなる。
    - Cd値を0.28としたことで空力性能を向上させるとともに、車体も先代比で約100kgの軽量化、ハイブリッド化に伴う重量増を考慮しても約40kgの増加に抑えられている[19][注釈 18]。結果、JC08モード燃費でアッパークラスのセダンで最高値となる23.4km/Lを実現し、「平成27年度燃費基準+20%」を達成。同時に「平成17年基準排出ガス75%低減レベル（☆☆☆☆）」の認定も取得している。
    - Kプラットフォームは先代からのキャリーオーバーで、ボディサイズも先代とほとんど変わらないが（ホイールベースに至っては同寸）、内外装は居住性や空力性能を保ちつつ、高級感や存在感のあるセダンスタイルを追求したデザインとなり、ハイブリッドシステムの圧倒的な静粛性に加え、風切音を低減した高遮音性ウィンドシールドガラスを採用するなど、走行中でも会話がしやすい静粛性能を実現。なお、先代で設定のあった四輪駆動車とプリクラッシュセーフティシステムは廃止されている（後者はのちに後期型で復活）。

  - 10月 - 香港およびマカオでハイブリッド車とガソリン2.5L車を導入開始。
  - 11月8日 - 中国にて広汽トヨタが新型カムリ（凱美瑞）を発表。中国仕様は無印（標準仕様）、よりスポーティーなSEの2グレードがラインナップされる。パワートレーンは直4 2.0L+パドルシフト付き4ATもしくは直4 2.5L+パドルシフト付き6ATとなる。また、カムリHEVも併せて発表された。日本仕様とはフロントバンパーのデザインが異なる[20]。なお、発表に先立ち10月から2.5L車に搭載される2AR-FEおよび2AR-FXEエンジンの生産が広汽トヨタエンジンにて開始された[21]。
  - 12月7日 - オーストラリアにて新型カムリ発表。北米版カムリをベースに現地市場に合わせてサスペンションのセッティングなどが変更されている。エンジンは直4 2.5Lのみでハイブリッド仕様も設定される[22]。

- 2012年
  - 1月 - 北米生産車を韓国に輸出することを発表（同月18日、韓国で発表・発売）。これは円高対策と米韓FTA発効に伴う措置で、アメリカで生産される自動車は「アメリカ製日本車」でも関税が低減（将来的に撤廃）されることを活用したものである[23]。
  - 2月 - 台湾の国瑞汽車は従来の2.0Lと2.5Lに加え、ハイブリッド車も生産開始することを発表。同月15日より生産を開始した[24]。
  - 3月15日 - タイ王国にて新型カムリ発売。ゲートウェイ工場で生産が行われ、ASEAN域内にも輸出が行われる[25]。エンジンは直4 2.0L、2.5L、2.5Lハイブリッドの3種類が設定される。
  - 4月4日 - インドネシアにて新型カムリ発売。2.5Lおよび2.5Lハイブリッドのラインナップとなる。
  - 4月17日 - オーストラリアにてカムリの上級車種となる新型オーリオンを発表。こちらは国際版カムリをベースとし、前後の意匠はロシア・ウクライナ仕様と共通。エンジンはV6 3.5Lのみとなる[26]。
  - 5月10日 - ダイハツ工業にアルティスとしてOEM供給を開始。約2年ぶりにOEM供給を再開することとなり、ダイハツ初の乗用ハイブリッドカーとなる。
  - 8月24日 - インドで発売。エンジンは北米仕様と共通の2.5L・2AR-FEのみでエクステリアは国際版を採用。ベンガルール近郊のビダディにあるトヨタ・キルロスカ・モーター (TKM) 第2工場にて生産される[27]。
  - 9月3日 - 一部改良。
    - 「ハイブリッド」を除く全グレードでリアサイドとバックガラスにUVカット機能付ソフトプライバシーガラスを標準装備し、ミリ波レーダーで隣の車線を走行する車を検知し、ミラーの死角に入っているとLEDインジゲーターで知らせるブラインドスポットモニターをオプション設定した。また、クルーズコントロールが「ハイブリッド"Gパッケージ"」にも標準装備されたほか、ボディカラーには新色としてレッドマイカメタリックが追加され、全8色となった[28]。
- 2013年
  - 1月21日 - 韓国カー・オブ・ザ・イヤーにおいて、総合で最高点を獲得し、大賞に選ばれた[29]。
  - 8月28日 - インドでカムリハイブリッドが発売。生産はカムリ同様TKM第2工場にて行われる。カムリハイブリッドはインドで量産が行われる最初のハイブリッド車となり、インドはトヨタがハイブリッド車の生産を行う9番目の国となる[30]。
  - 9月2日 - 一部改良[31]。
    - ボディカラーはオリーブマイカメタリックと入れ替えでダークブルーマイカを、「ハイブリッド"レザーパッケージ"」の内装色にはシェルをそれぞれ追加。さらに、安全性に配慮するため、リア左右席ELR付3点式シートベルトにプリテンショナー&フォースリミッター機能を追加した。
    - 「ハイブリッド」ベースの特別仕様車「ハイブリッド"Gパッケージ・PREMIUM BLACK"」を発売。「Gパッケージ」の装備（クルーズコントロール、運転席パワーシート、本皮革ステアリング、17インチアルミなど）に加え、シリーズ初となるLEDヘッドランプ（スモーク調エクステンション）&LEDフロントフォグランプを装備するとともに、自動防眩インナーミラー、アルミホイールのクロムメタリック塗装化、ファブリック&合成皮革コンビシート、インパネ・ステアリングホイール・パワーウィンドゥスイッチベースなどに木目調（ダークブラウン）加飾を、ドアトリムオーナメント&ドアアームレストに合成皮革を採用した。
- 2014年
  - 4月16日 - ニューヨークにおいて北米仕様の2015年モデルを発表。ルーフを除く他のパーツを全面変更。その変更規模は総数3万点の部品のうち約2,000点に及ぶ。車の骨格から全面的に見直し、エクステリアを87%変更するなど、ほぼフルモデルチェンジに近い内容であった。さらにスポーツグレードとして「XSE」を設定した。
  - 9月9日 - 日本・香港・マカオ仕様のハイブリッド車をマイナーチェンジ[32]。日本仕様のCMキャラクターとして松田聖子を起用。
    - フロントデザインはヘッドランプ・フロントバンパー・ラジエーターグリルを変更し、LEDクリアランスランプを装備。リアデザインはコンビネーションランプ・バンパー・ガーニッシュを変更し、リフレクターを下端に配するなど外観の変更は比較的大規模だが、北米仕様に比べ変更規模は標準的。なおこのマイナーチェンジモデルからはフロントバンパーは国際版カムリと共通のバンパーとなる。
    - 内装ではウィンカー・ハザードの電子音の音色をクラウンと同一の音色に変更。また瞬間燃費やエコドライブレベルなど様々な情報を表示する4.2インチTFTカラーのマルチインフォーメーションディスプレイを新たに装備したほか、スイッチ形状（オーディオ・ヒーターコントロールパネル）やヒーターコントロールパネルの液晶表示を変更。ステアリングホイールは新デザインの3本スポークとなり、不評だったファブリックの内装材も変更した。「ハイブリッド"レザーパッケージ"」・「ハイブリッド"Gパッケージ"」には、ミリ波レーダー方式のプリクラッシュセーフティシステム、ブレーキ制御機能付レーダークルーズコントロール、レーンディパーチャーアラート（LDA）、オートマチックハイビームの4点のセットオプションを新たに設定したほか、「トヨタスマートセンター」と通信し、「エージェント」・「Apps（アップス）」・「オンラインケア」を提供するT-Connect SDナビゲーションシステムを「ハイブリッド"レザーパッケージ"」に標準装備、「ハイブリッド"Gパッケージ"」にメーカーオプション設定した。
    - 足回りにチューニングを施し、高速安定性や路面からの振動低減を実現したほか、ドアに防音材を追加し、カーペットの改良を行うことで静粛性を向上した。また、「ハイブリッド」にメーカーオプション設定の16インチアルミホイール（センターオーナメント付）を装着した場合、JC08モード燃費を2.0km/L向上（25.4km/L）した。
- 2015年
  - 5月12日 - 特別仕様車「ハイブリッド"Gパッケージ・PREMIUM BLACK"」を発売[33]。「ハイブリッド」をベースに、「Gパッケージ」の装備内容に加え、LEDのヘッドランプやフロントフォグランプ、スーパークロムメタリック塗装を施した17インチアルミホイールを特別装備。内装はファブリック&合成皮革コンビネーションの専用シート表皮やソフトレザードアトリムオーナメントを採用し、インパネや本革巻き3本スポークステアリングホイールなどにダークブラウンの木目調加飾を施した。併せて、ベース車も一部改良を行い、装備内容の見直しを行った。
  - 10月6日 - 一部改良[34]。リアバンパーにメッキモール加飾を施し、エアコンレジスターの加飾やシフトノブを意匠変更。さらに、ウインドシールドガラスとフロントドアガラスにIR（赤外線）カット機能を採用したほか、サンバイザーにチケットホルダーを追加した。
- 2017年
  - 5月8日 - 台湾仕様（ガソリン、ハイブリッド共）を改良。日本仕様とは少々異なるフロントマスクを採用[35]。
  - 7月 - 10代目の登場により日本での生産・販売終了。
  - 10月3日 - トヨタ・オーストラリアの完成車製造事業撤退に伴い、オーストラリアにおける製造が終了。同時に1963年のティアラ生産開始から54年続いたトヨタにおけるオーストラリア現地生産は幕を下ろした。トヨタ・オーストラリアが生産した車種では、3代目から通算して最多となる約216万8000台が製造された[8]。
- ロシアや一部のアジア地域では2018年まで製造販売された。

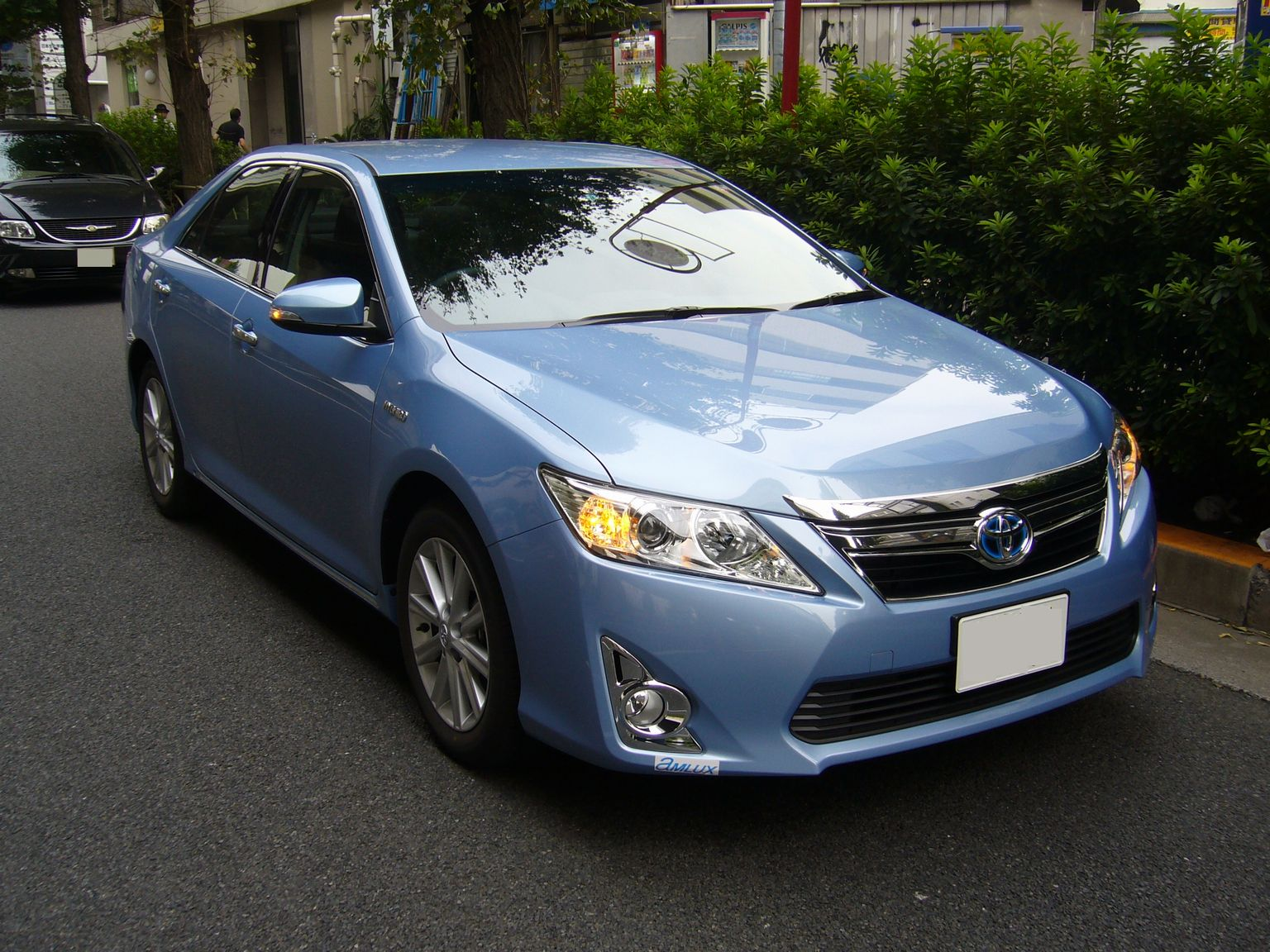
2011年販売型 前部
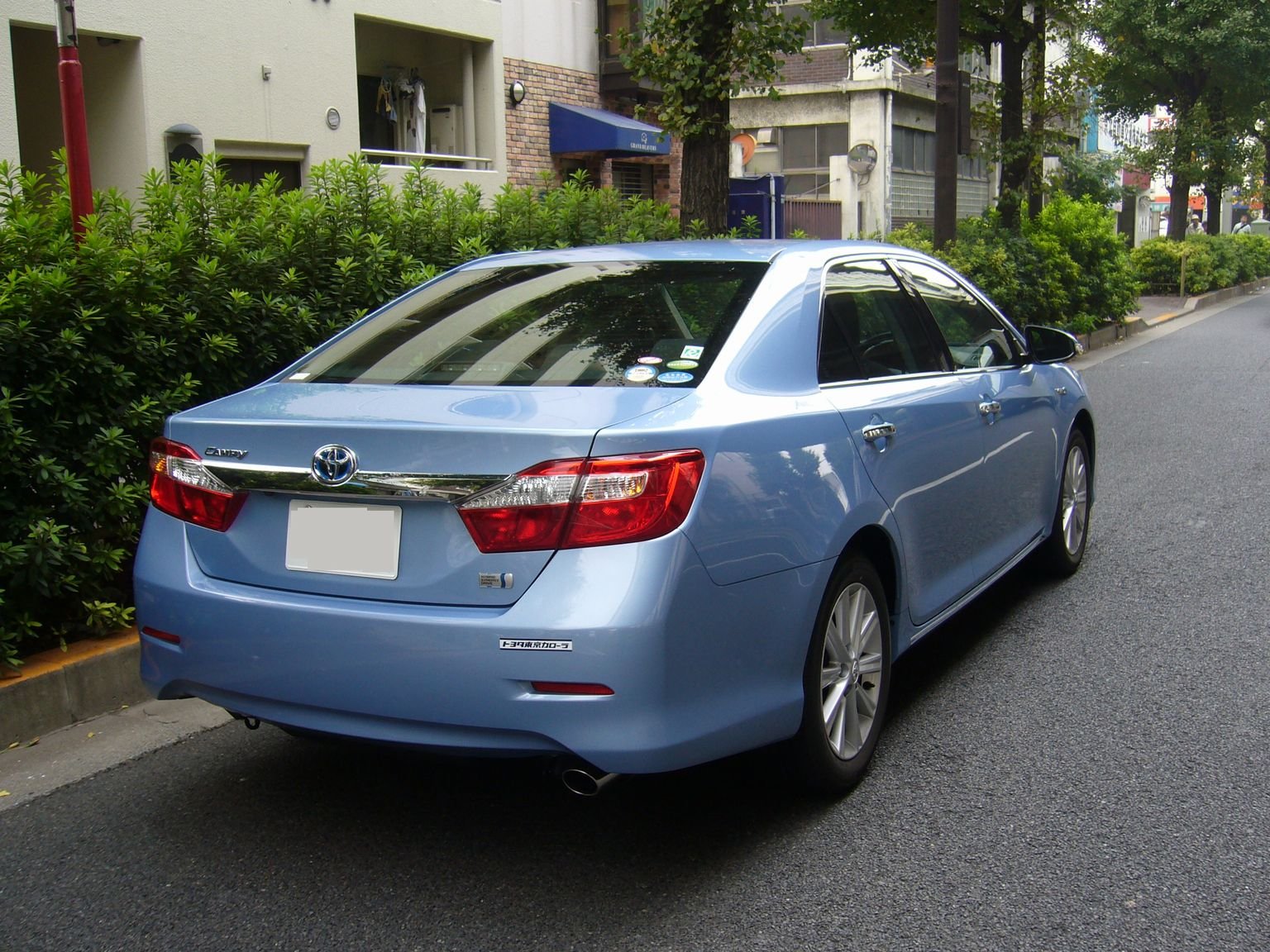
2011年販売型 後部
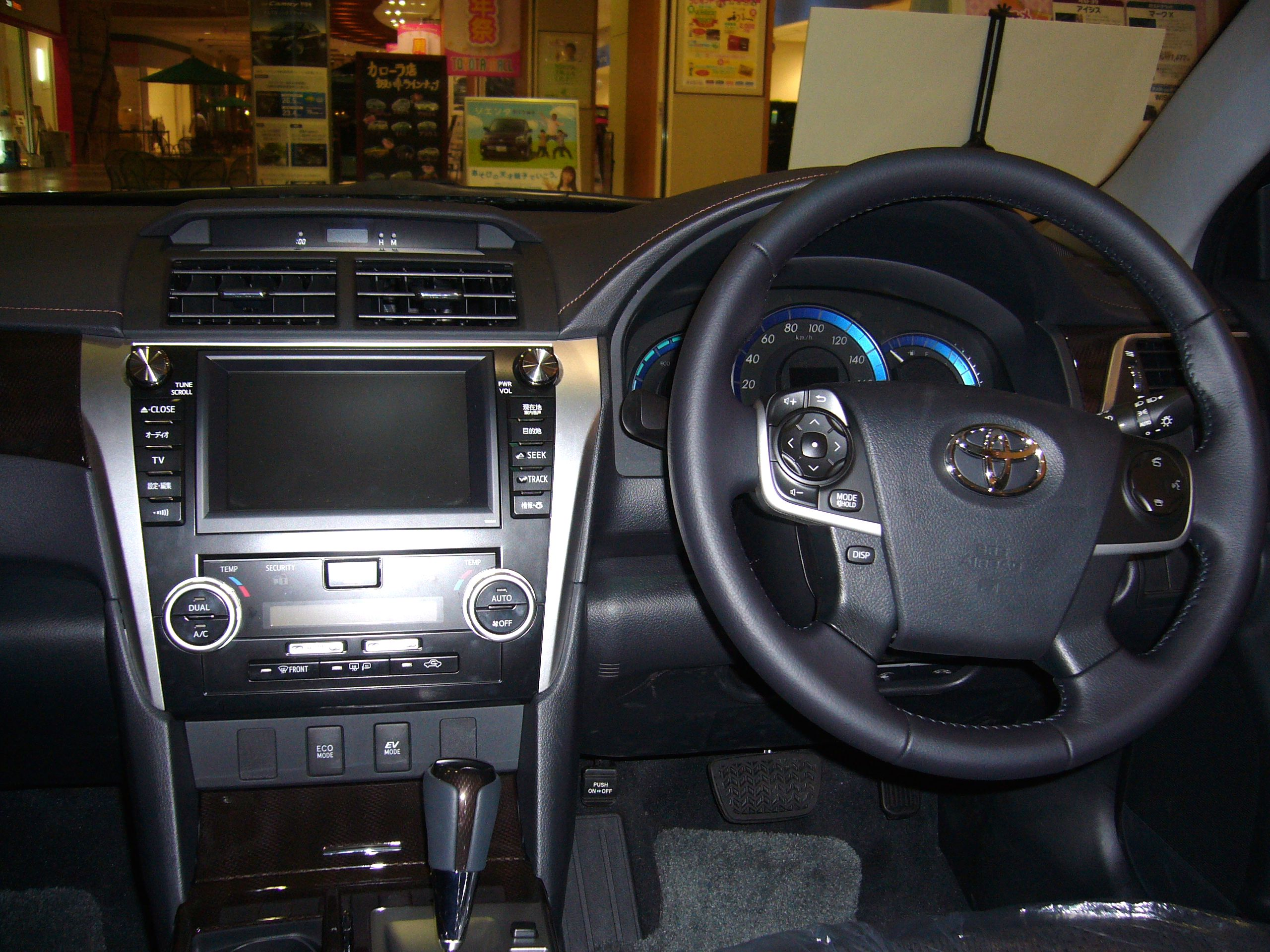
2011年販売型 室内
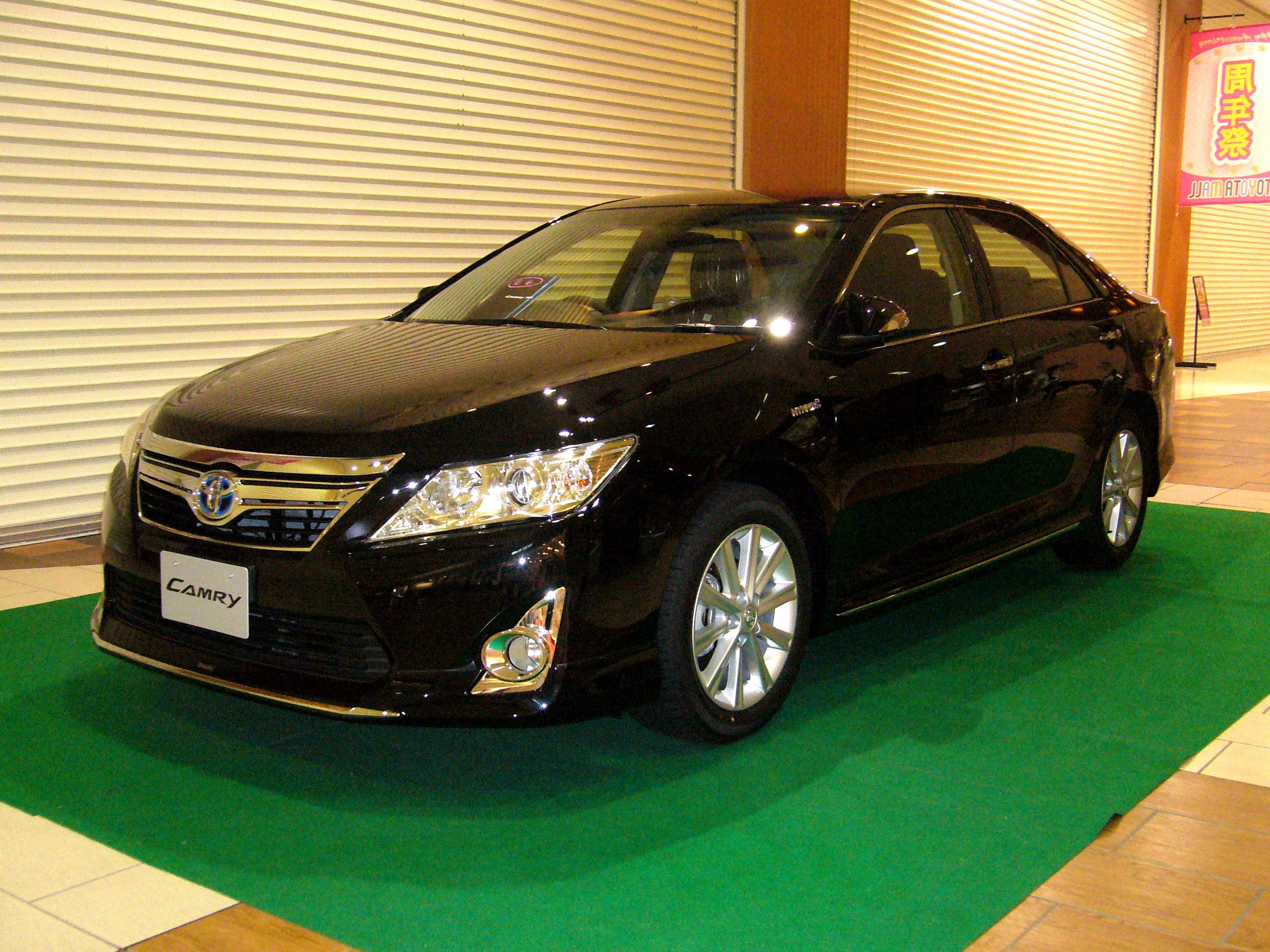
2011年販売型 モデリスタ製エアロパーツ装着車 前部
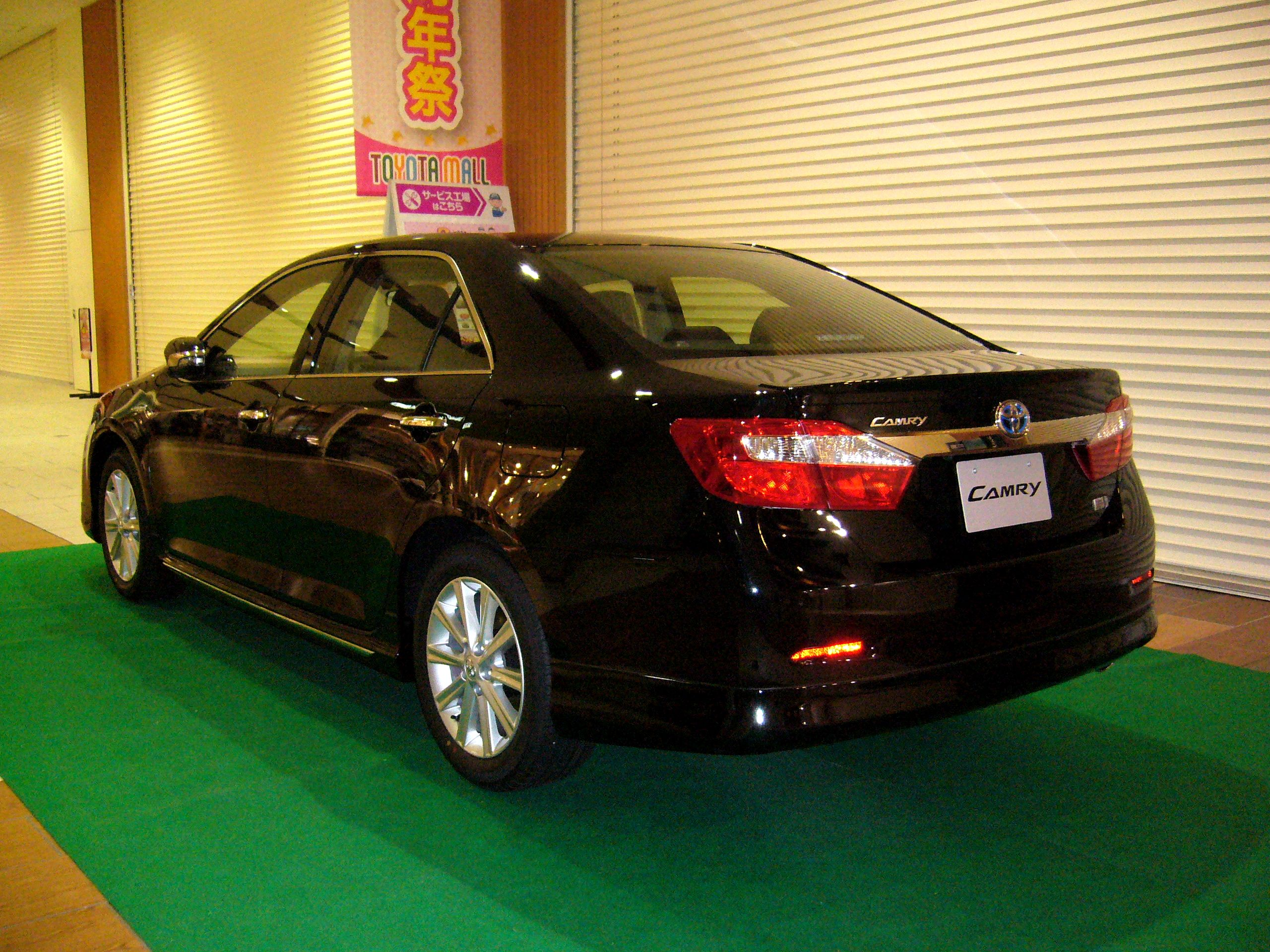
2011年販売型 モデリスタ製エアロパーツ装着車 後部
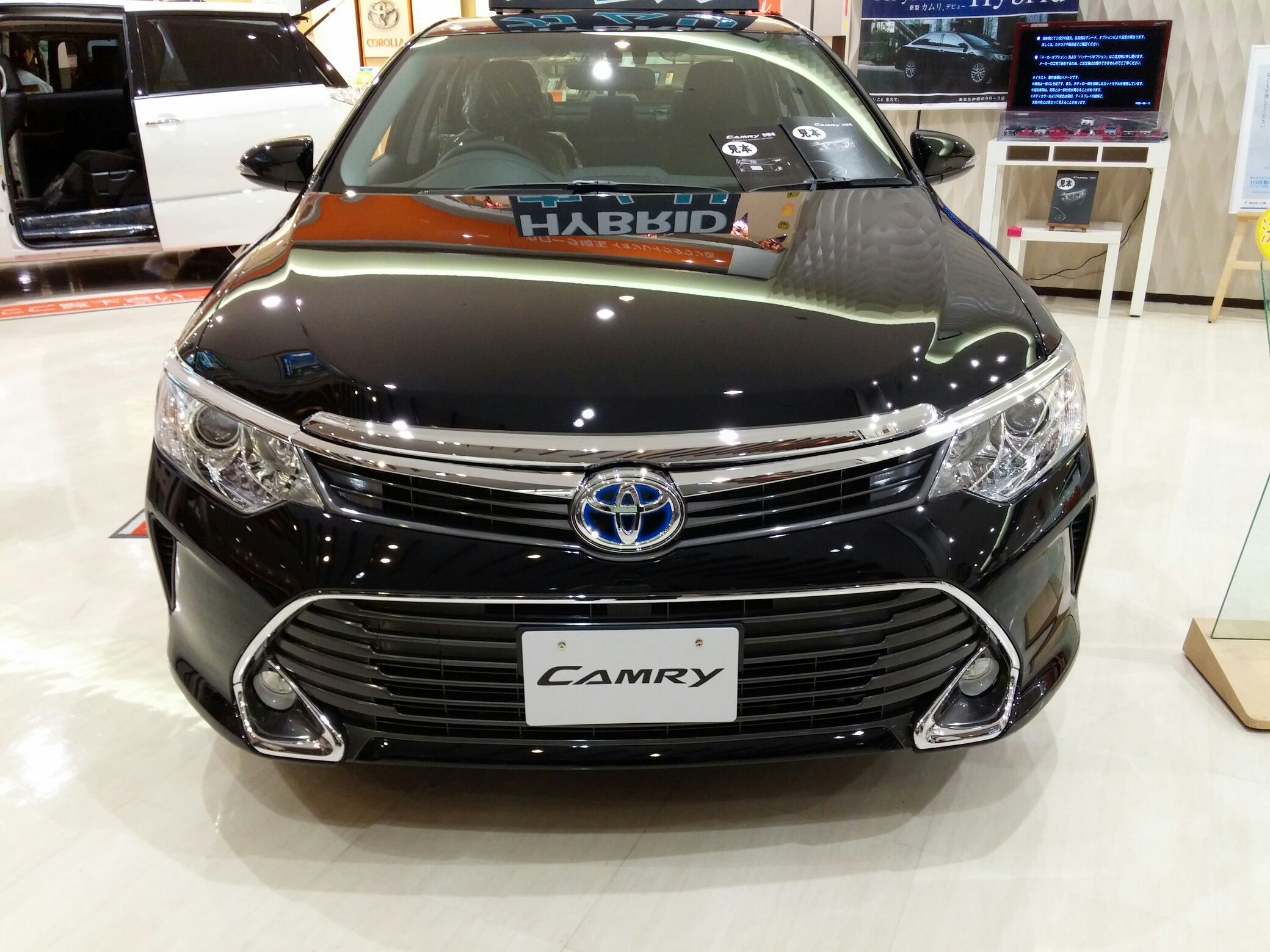
2014年改良型 前部
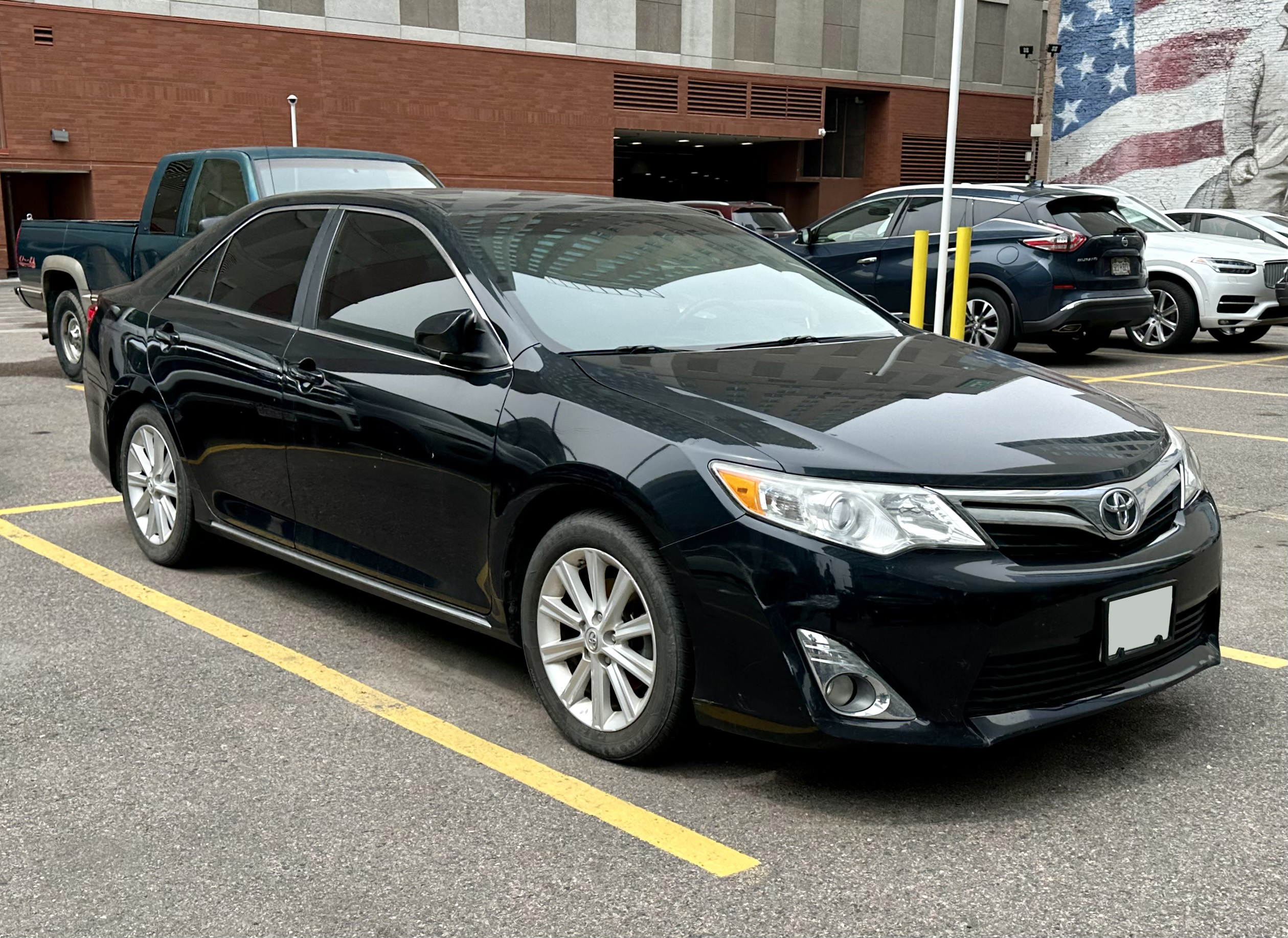
北米/韓国仕様　2011年販売型 前部
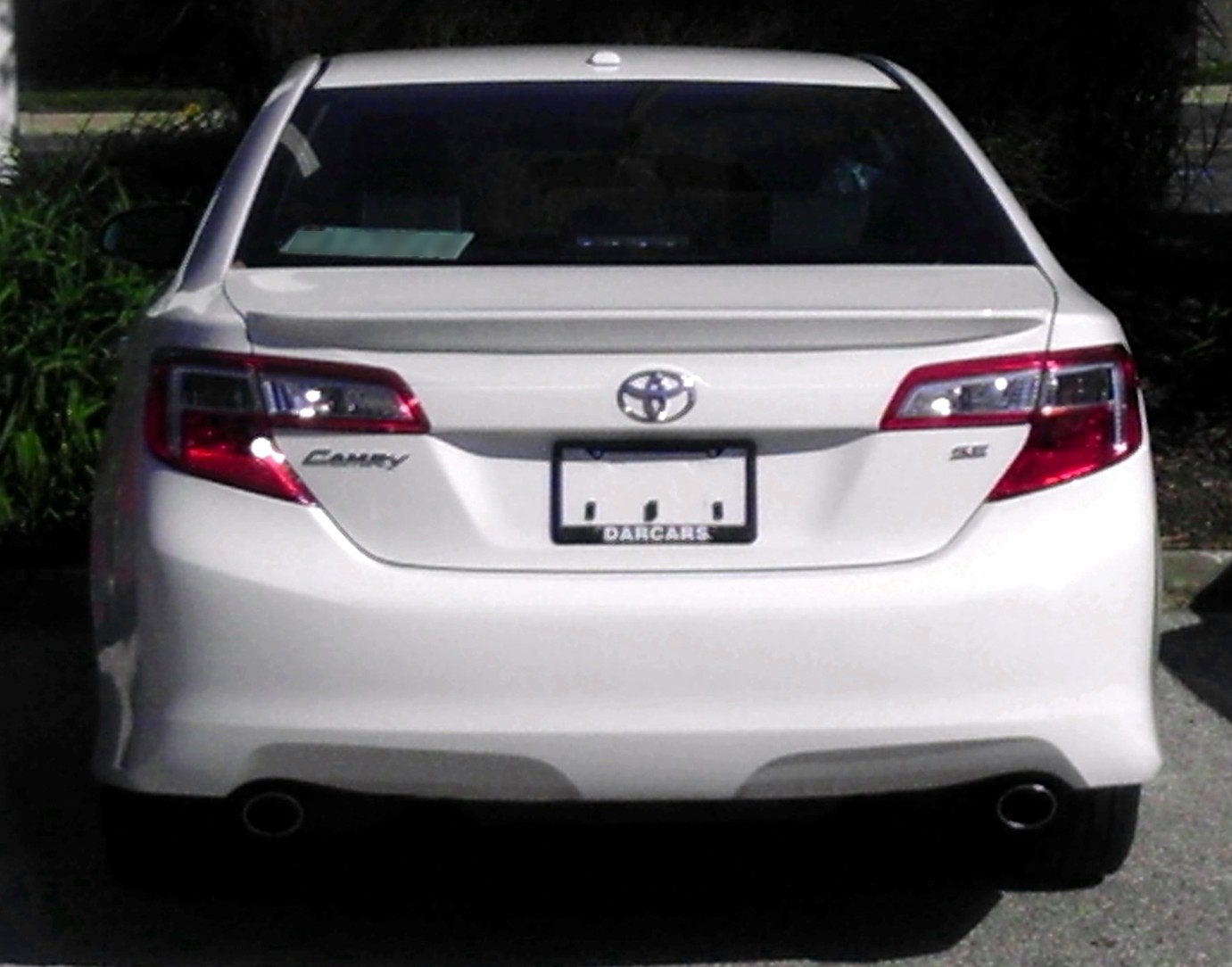
北米/韓国仕様　2011年販売型 後部
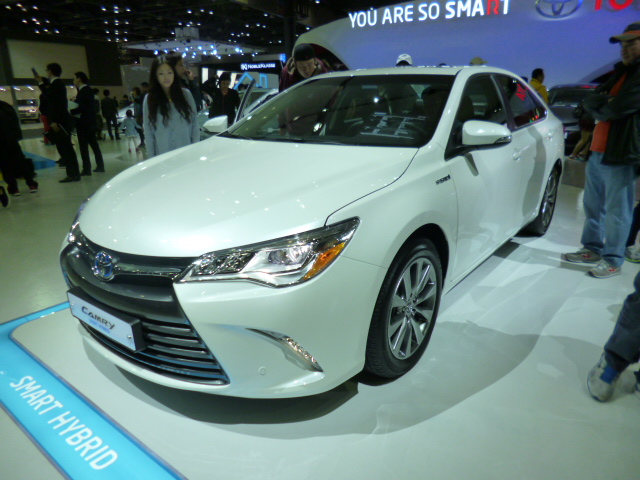
北米/韓国仕様　2014年改良型 前部
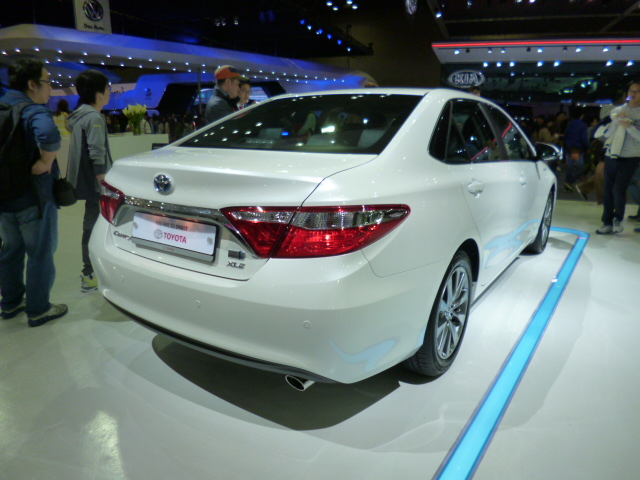
北米/韓国仕様　2014年改良型 後部
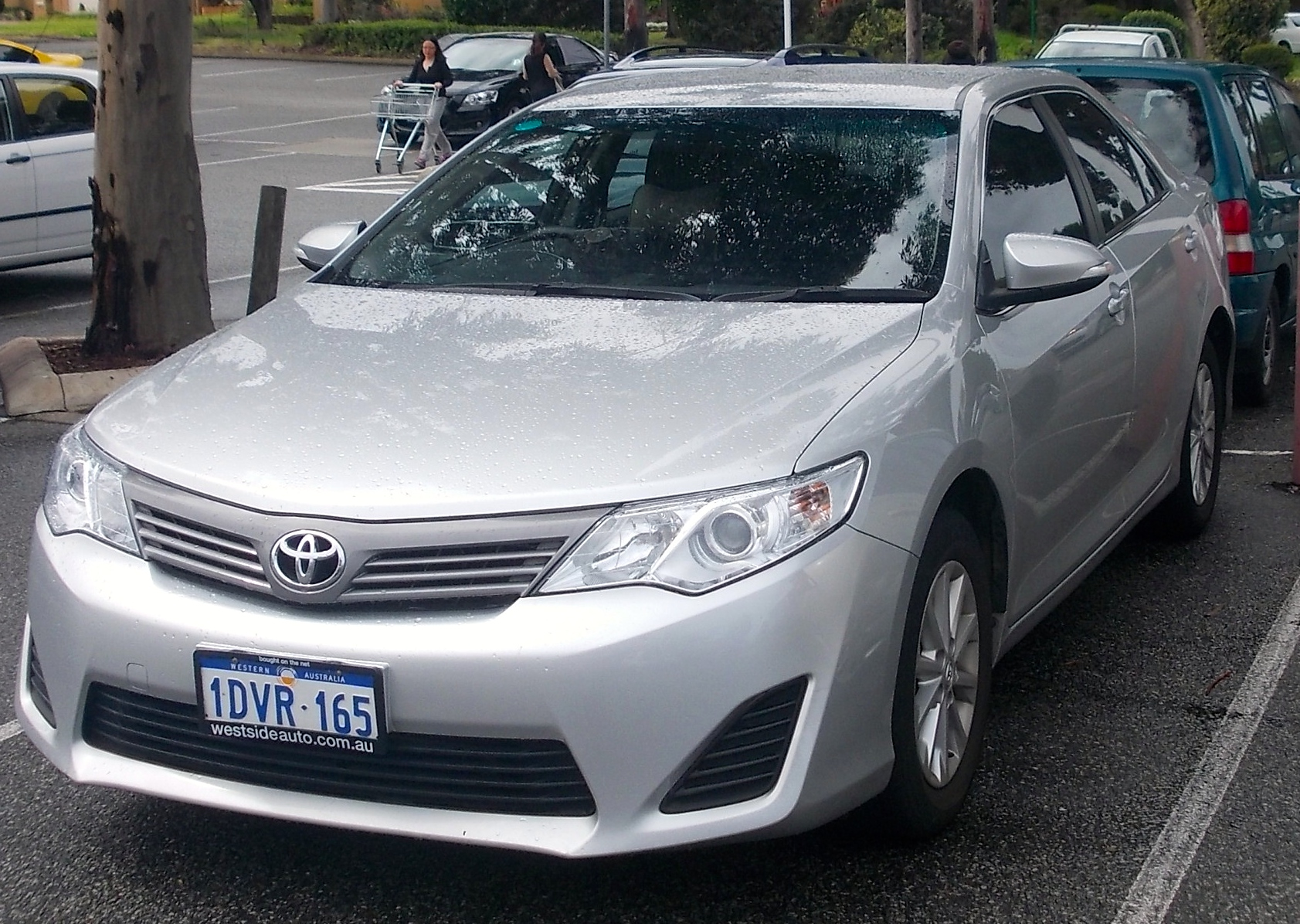
豪州仕様 カムリ Altise 2011年販売型
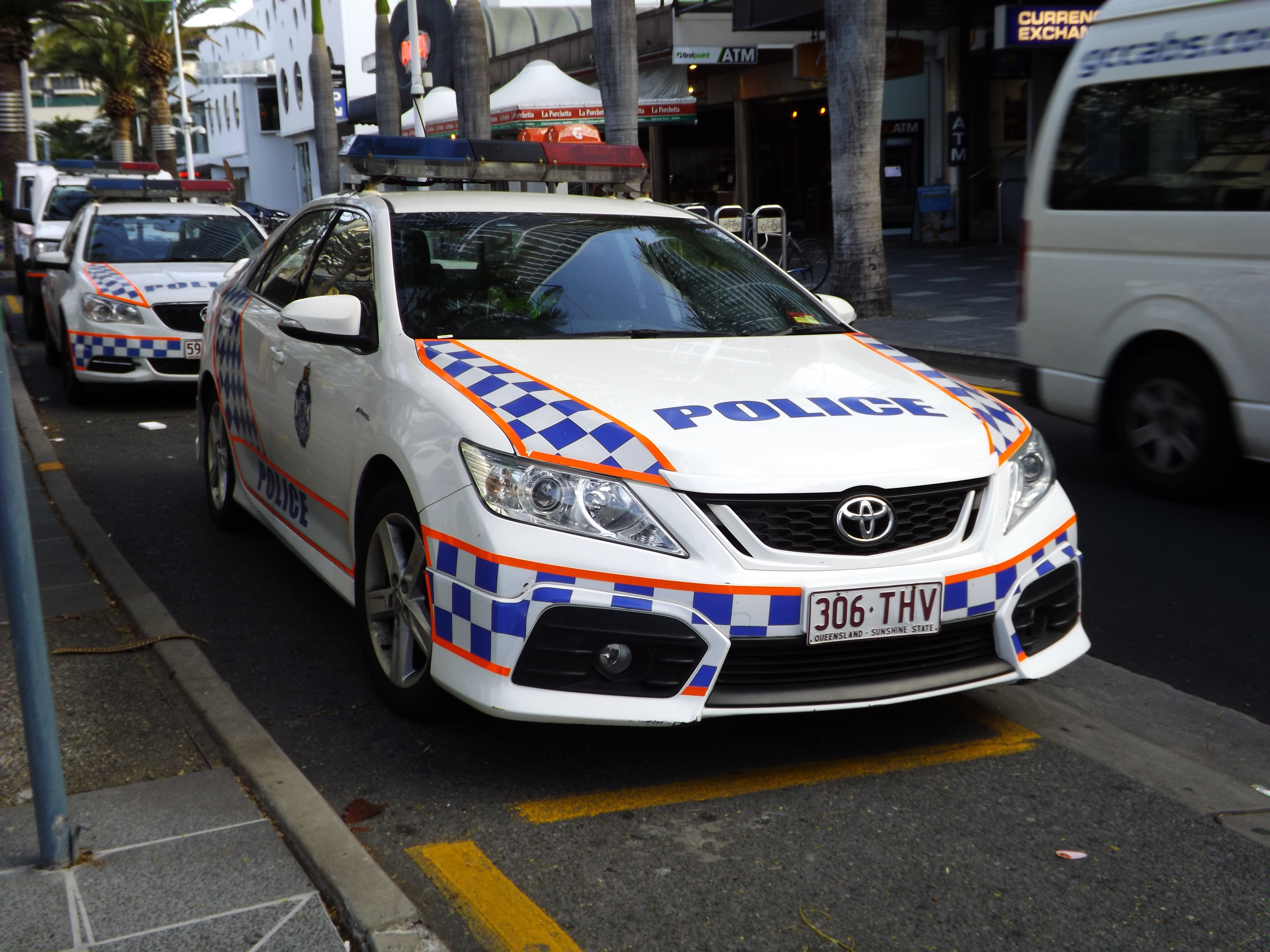
豪州仕様 オーリオン Sportivo SX6 2011年販売型 (警察車輛)
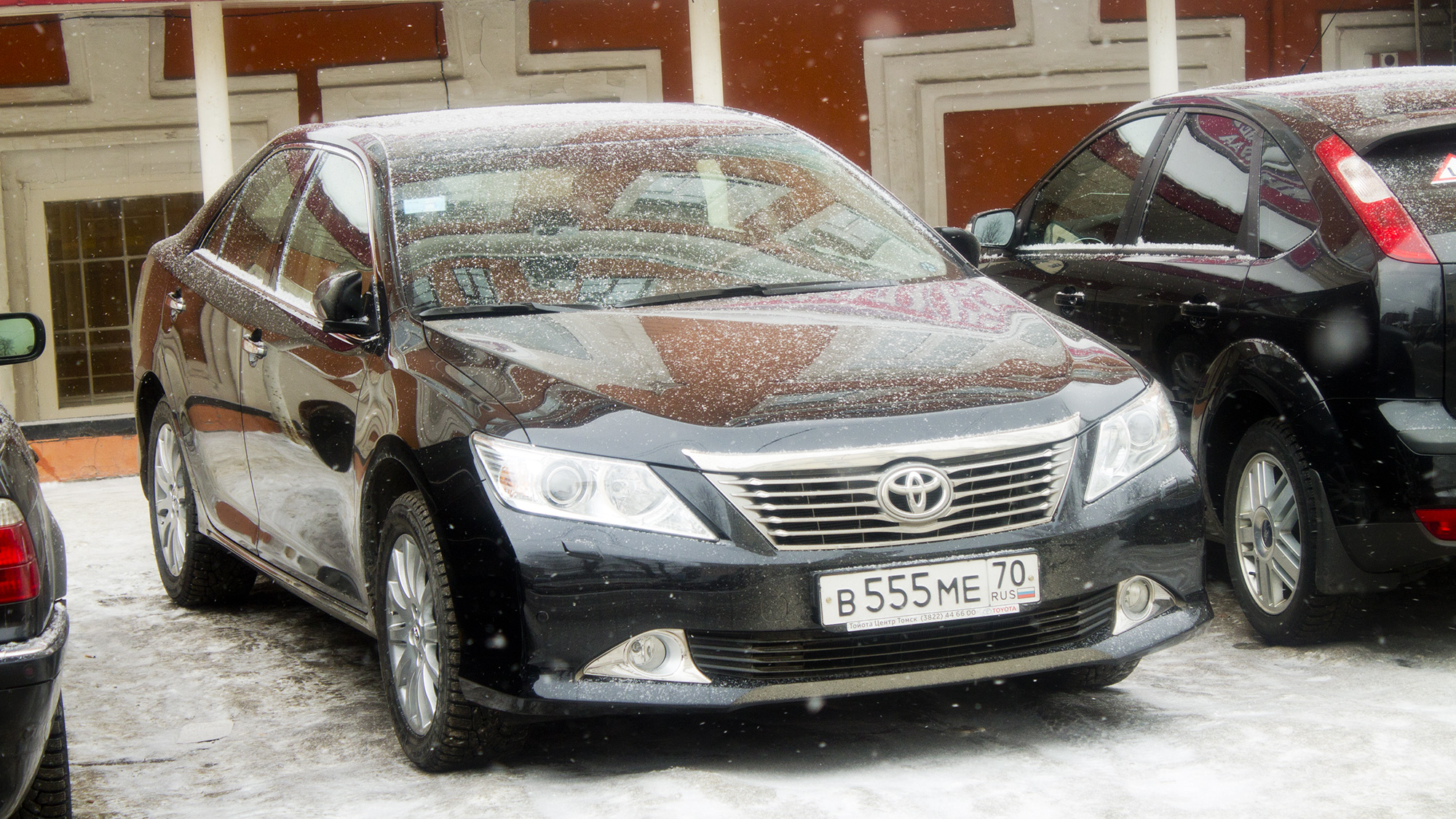
ロシア仕様 2011年販売型 前部
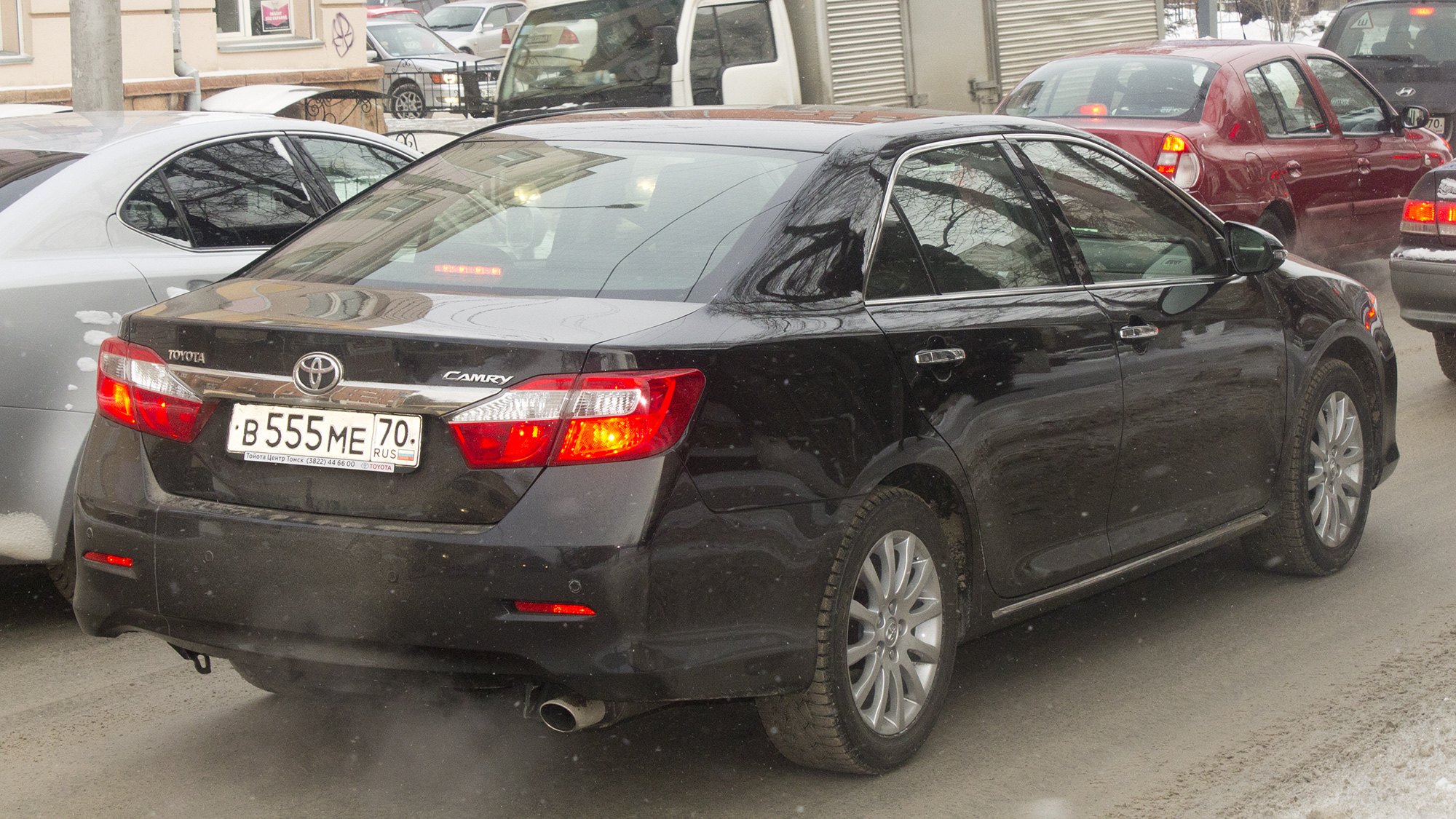
ロシア仕様 2011年販売型 後部
ダイハツ・アルティス 2011年販売型
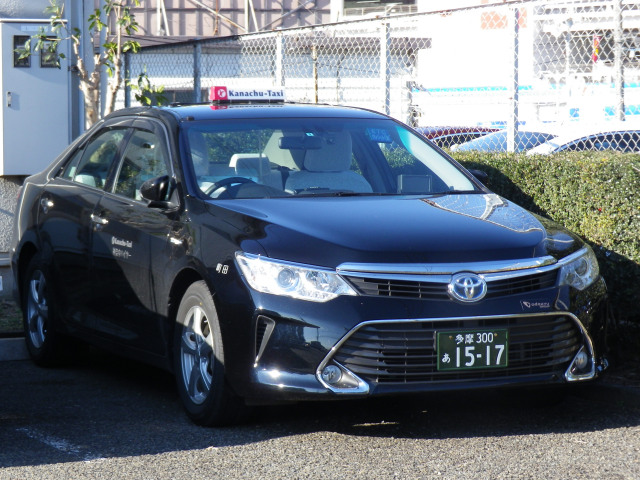
タクシー 2014年改良型

## 10代目 XV7#型（2017年 - 2024年）
日本仕様は2017年7月10日にフルモデルチェンジ。「TNGA」に基づき、プラットフォームやパワートレーンなどを完全新開発した点が大きな特徴である。取扱店は従前からのカローラ店に加え、トヨペット店とネッツ店でも併売されることとなった。

### デザイン
エクステリアは、TNGAに基づきエンジンおよび乗員レイアウトを下げることにより、低重心シルエット化。大人しい印象だった9代目モデルとは一転し、躍動感にあふれ、スポーティな印象を与えるデザインとした。フロントは、トヨタ車独自のフロントフェイスである「キーンルック」を進化させ、アッパーグリルはスリム化、立体的なロアグリルと対比させるデザインとした。また、LEDヘッドランプは3層に重なったLEDクリアランスランプを備えたBi-Beam LEDヘッドランプとなった。サイドは低重心感を表現するためフードとフェンダーを低く構え、ベルトラインも低い位置に設定。ルーフの後端が延長され、サイドウインドウをコンパクトな形状に変更した。リアは9代目では左側に配置していた車名ロゴをバックドアガーニッシュ上に移動している。
ボディサイズは先代モデルと比較して全長は+35mm、全幅は+15mm拡大。一方、全高は25mm低くなっている。また、ホイールベースは50mm延長され2,825mmとなっている。
インテリアは、TNGAに基づき部品の小型化やレイアウトの見直しを行い、インストルメントパネルの張り出しを抑えるとともに、エンジンフード・カウル・ベルトラインを下げて視界を改善している。また、センタークラスターパネルはナビゲーション（「G"レザーパッケージ"」に標準装備）とヒーターコントロールパネルを一体化し、段差や見切りが限りなく少なく面一に近い仕様の「フラッシュサーフェス」デザインを採用した。また、パーキングブレーキにはカムリ初となる電動式を採用。

### メカニズム
トヨタ車では初となる液体封入式のエンジンマウントを4点すべてに採用して最適配置。サスペンションはフロントに新開発のマクファーソンストラット式を、リアにはダブルウィッシュボーン式を採用。パワーステアリングにはラック平行式電動パワーステアリングを採用したほか、ステアリングコラムを新開発し、剛性を高め、操舵感を向上している。
パワートレインは、TNGAを導入した完全新設計の次世代エンジン「ダイナミックフォースエンジン」と、改良を加えたハイブリッドシステム「THS II」を組み合わせて搭載。エンジンは全く新しい形式名を与えられた「A25A-FXS」型。また、モーターも新開発の「2NM」型が搭載された。世界トップクラスの熱効率41%を達成し、動力性能・燃費は大きく向上。システム最高出力は先代比で4kW（6PS）向上し155kW（211PS）を発生する。また、海外市場向けに搭載されるV型6気筒3.5Lエンジン「2GR-FKS」型は301HPの出力を発生する（北米仕様の数値）。2019年には日本でも北米仕様のXSEグレードをベースにトムスからC35の名前でV6エンジン搭載車が日本国内でも発売される。またトランスミッションは電気式無段変速機を継続採用するが、新たに6速シーケンシャルシフトマチックを備えた。(Direct Shift-CVT)
ハイブリッド用バッテリーをリアシート背面から床下へ移動したことでトランク容量が先代の440Lから525Lへ拡大され、国内仕様においては7代目以来となる全面トランクスルー機構が復活した。
日本国内仕様のハイブリッド用バッテリーはリチウムイオン電池のみとなる。

### 安全性
衝突回避支援パッケージ「Toyota Safety Sense P」を全車に標準装備するとともに、後退時の死角に左右後方から接近する車両を検知して自動的にブレーキ制御を行う「リヤクロストラフィックオートブレーキ」をトヨタ車として初採用した。

### 年表
- 2017年
  - 1月10日 - 北米国際自動車ショーで新型カムリ（米国仕様）を世界初披露[37]。
    - 同時に、日本では全国のトヨタカローラ店に加え、トヨペット店およびネッツ店（東京地区は東京トヨタでも販売）を通じ、2017年夏頃の発売を予定、と発表。

  - 7月10日 - フルモデルチェンジ[38]。
    - グレード構成は、「X」、「G」、「G"レザーパッケージ"」の3タイプ。「X」は、16インチタイヤ＆スチールホイール（樹脂フルキャップ[シルバー塗装+ダークグレー塗装]付）、UVカットグリーンガラス（リアドア・バックウインドゥ）、運転席6ウェイ（前後スライド＋リクライニング＋シート上下）マニュアルフロントシートなどを装備し、JC08モード燃費で33.4km/Lの低燃費を実現した標準グレード。「G」は、17インチタイヤ＆アルミホイール（シルバー塗装/センターオーナメント付）、マフラーカッター、LEDリアコンビネーションランプ、UVカット機能付ソフトプライバシーガラス（リアドア・バックウインドゥ）、運転席8ウェイ（前後スライド＋リクライニング＋シート上下＋チルトアジャスター）パワーフロントシート、充電用USB端子（2個/コンソールボックス後部）などを装備した上級グレードとなる。最上級仕様の「G"レザーパッケージ"」は「G」をベースに、シート表皮をパーフォレーション付の本革に、ドアトリム・アームレスト（ドア・リアセンター）・コンソールボックス表皮をソフトレザーにそれぞれ変更するとともに、18インチタイヤ＆アルミホイール（切削光輝+シルバー塗装/センターオーナメント付）、カラーヘッドアップディスプレイ、シートヒーター（運転席・助手席）、T-Connect SDナビゲーションシステムを追加している。
    - ボディカラーは、先代から継続設定される「シルバーメタリック」、「アティチュードブラックマイカ」、「ダークブルーマイカメタリック」、新設定の「エモーショナルレッド」（メーカーオプション）、「スティールブロンドメタリック」、に加え、新規開発色の「プラチナホワイトパールマイカ」（メーカーオプション）、「グラファイトメタリック」の全7色を設定した。
- 2018年
  - 4月 - 衝突回避支援パッケージの名称を「Toyota Safety Sense P」から、「Toyota Safety Sense」に変更[39]（公式発表無し）。
  - 8月1日 - 一部改良[40]。併せて、新グレード「WS」が追加設定された。
    - 「WS」はWorldwide&Sportyの頭文字をとったもので、スポーティなデザインと上質感を両立させた新グレード。「WS」と「WS"レザーパッケージ"」が設定される。
      - エクステリアでは、フロントアッパーグリル、フロントロアグリル、フロント/リヤバンパー、サイドマッドガードを専用デザインに変更するほか、カラードアウトサイドドアハンドル、リヤスポイラー、左側2本出しのマフラーカッターを装備。また、「WS"レザーパッケージ"」には、切削光輝+ブラック塗装のアルミホイールも追加される（「WS」はメーカーオプションにて装備可能）。フロント/リヤバンパーのデザイン変更に伴い、既存グレードに対して全長が25mm延長された。
      - インテリアでは、パドルシフトと専用シートを装備。シート表皮は、「WS」が合成皮革×ファブリック、「WS"レザーパッケージ"」は本革（デザインパーフォレーション付）を採用する。また、インストルメントパネルオーナメントには専用の金属調パネル（テクスチャーメタル調）を装備。
      - 走行性能では、より応答性の高い操舵フィーリングとフラットな走りを追求したサスペンションチューニングを実施。
      - ボディカラーは「WS」系専用色として、「アティチュードブラックマイカ×プラチナホワイトパールマイカ」、「アティチュードブラックマイカ×エモーショナルレッドII」、「アティチュードブラックマイカ×ダークブルーマイカメタリック」の3種類の専用ツートーンカラーを設定（いずれもメーカーオプション）。

    - 既存グレードの一部改良では、ドアミラーがオート電動格納式となったほか、インテリジェントクリアランスソナーは「G」、「G"レザーパッケージ"」では標準装備化（「WS」系も標準装備）。また、新たに「X」でもメーカーオプションで選択可能となった。また、「X」以外の全グレードにJBLプレミアムサウンドシステム（9スピーカー）がメーカーオプションとして新規設定された。また、ボディカラーの設定を変更。「エモーショナルレッド」に替わり、新色「エモーショナルレッドII」を追加（いずれもメーカーオプション）。
- 2019年9月30日 - 一部改良並びにE-Four搭載車を追加設定（一部改良モデルは10月1日発売、E-Four搭載車は12月16日発売）[41]。
  - 新たにディスプレイオーディオ（DA）及びDCM（車載通信機）が全車に標準装備された。これにより、スマートフォンとの連携（SmartDeviceLink・Apple CarPlay・Android Auto対応）やコネクティッドサービスの利用が可能となった。さらに、「G」と「WS」の「レザーパッケージ」にはT-Connectナビキットも標準装備され、ナビゲーション操作も可能なほか、「X」・「G」・「WS」はエントリーナビキット又はT-Connectナビキットのどちらかを選択（いずれも販売店装着オプション）することが可能である。安全面では、「G」と「WS」の「レザーパッケージ」に、ブラインドスポットモニターとリアクロストラフィックオートブレーキ（パーキングサポートブレーキ[後方接近車両]）が標準装備された。
  - E-Four搭載車は電気式4WDシステムを用い「レザーパッケージ」を含むすべてのグレードに設定される。4WD車の設定はカムリでは8代目以来、ハイブリッド専用車になってからは初設定。WLTCモードによる燃料消費率（JC08モードによる数値も併記）並びに排出ガスに対応し、「平成30年排出ガス基準75%低減レベル（☆☆☆☆☆）」認定を取得したほか、「G」と「WS」（「レザーパッケージ」を含む）は「2020年度燃費基準+50%」、「X」は「同+40%」を達成している。
- 2020年
  - 5月1日 - 東京都を除く全て地域での全車種併売化に伴い、トヨタ店での取扱が開始された（前述のとおり、東京都では発売当初より東京トヨタでも販売されており、2019年4月の直営ディーラーの統合によりトヨタモビリティ東京の取扱となっている）。
  - 8月5日 - 一部改良および特別仕様車「WS"Black Edition"」を発売[42]。
    - インテリジェントクリアランスソナーを従来メーカーオプション設定だった「X」にも標準装備化されたことで全車標準装備となり、ブラインドスポットモニターとリアクロストラフィックオートブレーキを「G」と「WS」にも標準装備して安全面が強化された。
    - 今回の一部改良で2WD車もWLTCモードによる燃料消費率並びに排出ガスに対応し、「平成30年排出ガス基準75%低減レベル（☆☆☆☆☆）」認定を取得したが、WLTCモードへの移行に伴い、「G」と「WS」の2WD車（「レザーパッケージ」を含む）は「2020年度燃費基準+40%」達成となった。
      - 特別仕様車「WS"Black Edition"」は、前身のセリカ カムリが誕生してから40周年の記念仕様。「WS」をベースに、パーフォレーション加工を施したレッド（ブラックの設定も可能）の本革シートを採用するとともに、ブラック塗装の18インチアルミホイール、スモーク調のフロントロアグリルモールディング、スモークエクステンション加飾が施されたヘッドランプやリアコンビネーションランプを特別装備した。さらに、フロント席にシートヒーターを追加し、助手席には4ウェイ（前後スライド+リクライニング）のパワーシートが装備された。ボディカラーは全色オプションとなり、モノトーンはプラチナホワイトパールマイカ、エモーショナルレッドIIに、特別設定色のプレシャスブラックパールを追加した3色、ツートーンはアディチュードブラックマイカと組み合わせたプラチナホワイトパールマイカとエモーショナルレッドIIの2色が設定される。
- 2021年2月1日 - 一部改良[43]。
  - フロント周り（バンパー・ロアグリル・ヘッドランプ）やリアコンビネーションランプ加飾、アルミホイールなどのデザインが変更（一部グレードを除く）され、インストルメントパネルの加飾も変更。標準装備のディスプレイオーディオを8インチから9インチにサイズアップされた。
  - ボディカラーはシルバーメタリックを廃止する替わりに新規設定色となるプレシャスメタル（メーカーオプション）を追加。ダークブルーマイカメタリックは「WS」（「レザーパッケージ」を含む）専用色に移行するとともに、「WS」（「レザーパッケージ」を含む）専用のツートーン（メーカーオプション）はアティチュードブラックマイカ×ダークブルーマイカメタリックが廃止され、2色に整理された。
  - 予防安全パッケージ「Toyota Safety Sense」は機能が向上され、レーントレーシングアシストの追加やドライバー異常時対応システムが採用されるとともに、レーダークルーズコントロールにカーブ速度抑制機能が追加され、プリクラッシュセーフティには夜間の歩行者と昼間の自転車運転者を検知対象に加え、交差点右折時の対向直進車・右左折時の対向方向から来る歩行者検知機能、緊急時操舵支援機能、低速時加速抑制機能等が追加された。また、「G」と「WS」（各グレードの「レザーパッケージ」を含む）には、パノラミックビューモニターのオプション設定が追加された。
- 2022年8月1日 - 一部改良[44]。
  - ボディカラーのうち、赤系（メーカーオプション）のエモーショナルレッドIIをエモーショナルレッドIIIに差し替え（「WS」(「レザーパッケージ」を含む)専用でメーカーオプション設定されているアディチュードブラックマイカ×エモーショナルレッドIIも同様にアディチュードブラックマイカ×エモーショナルレッドIIIへ差し替え）。「G"レザーパッケージ"」は内装色にオーカーを新設定した（注文時の指定が必要）。
  - 「G」・「WS」（それぞれの「レザーパッケージ」を含む）に装備されている充電用USB端子をType AからType Cに変更された。
- 2023年4月10日 - 同年12月下旬をもって日本国内モデル、および、日本国内で生産した香港・マカオ向けの輸出用モデルの製造終了が発表された[45]。次期型は海外専売車となる[46]。日本国内における後継車はなく、クラウンやプリウスに統合される予定。一方、香港・マカオ向けは2023年4月現在の時点においてカムリ以外、セダン型乗用車が存在しておらずカムリの販売終了後は事実上、現地におけるトヨタブランドのセダン型乗用車からそのまま完全撤退することとなる。

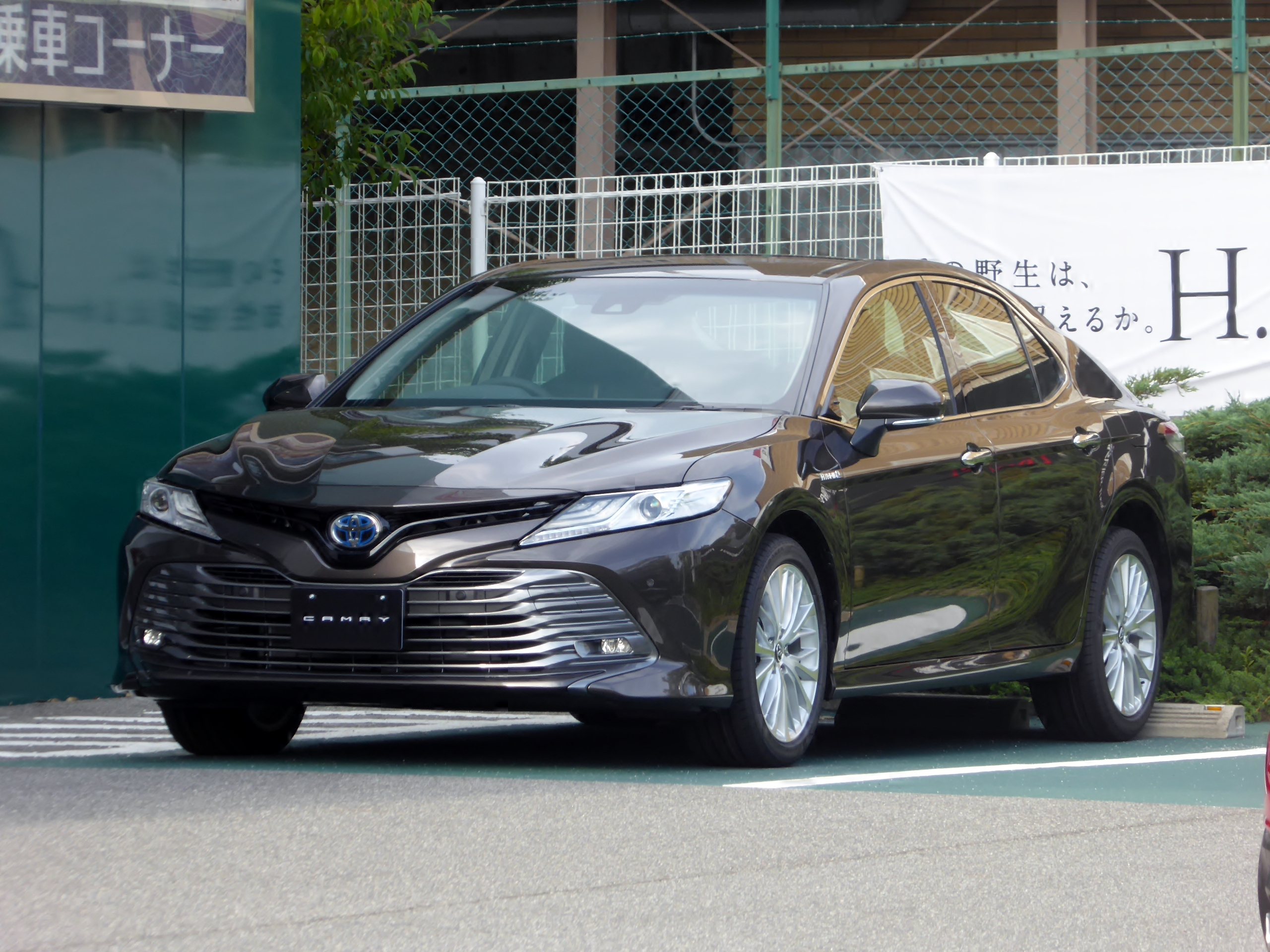
2017年7月販売型 G "レザーパッケージ"
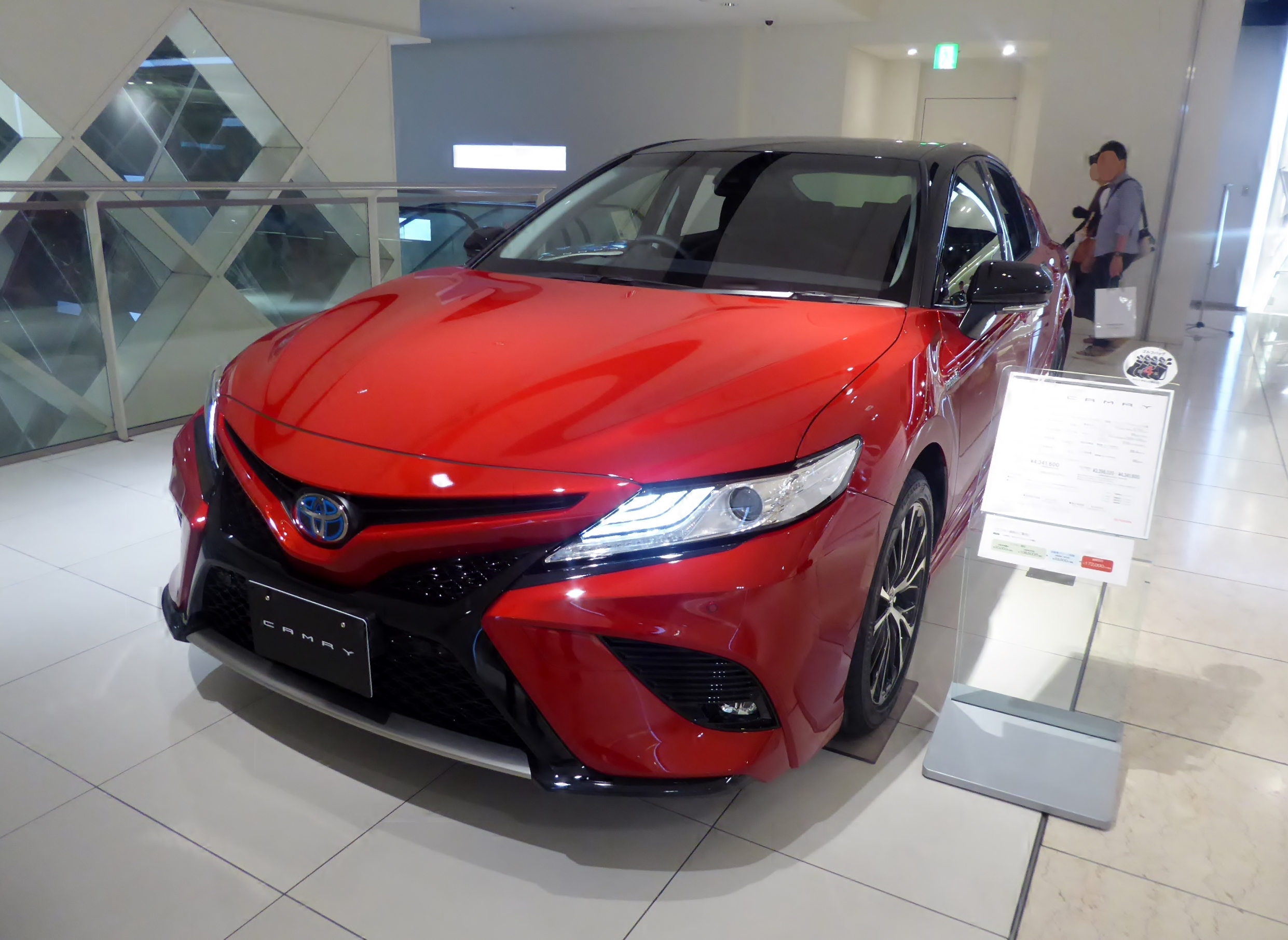
2018年8月販売型 WS "レザーパッケージ" 前部
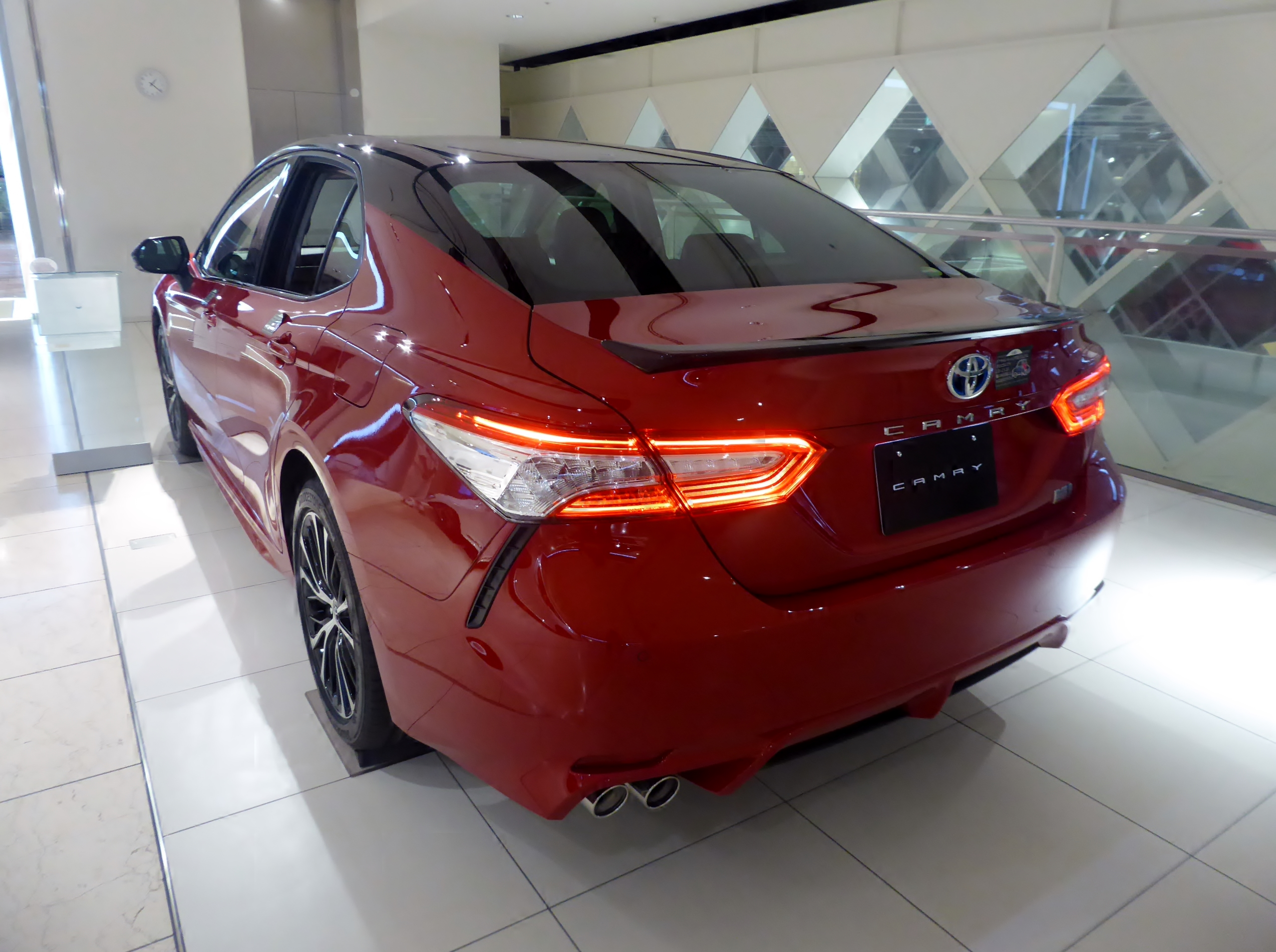
2018年8月販売型 WS "レザーパッケージ" 後部
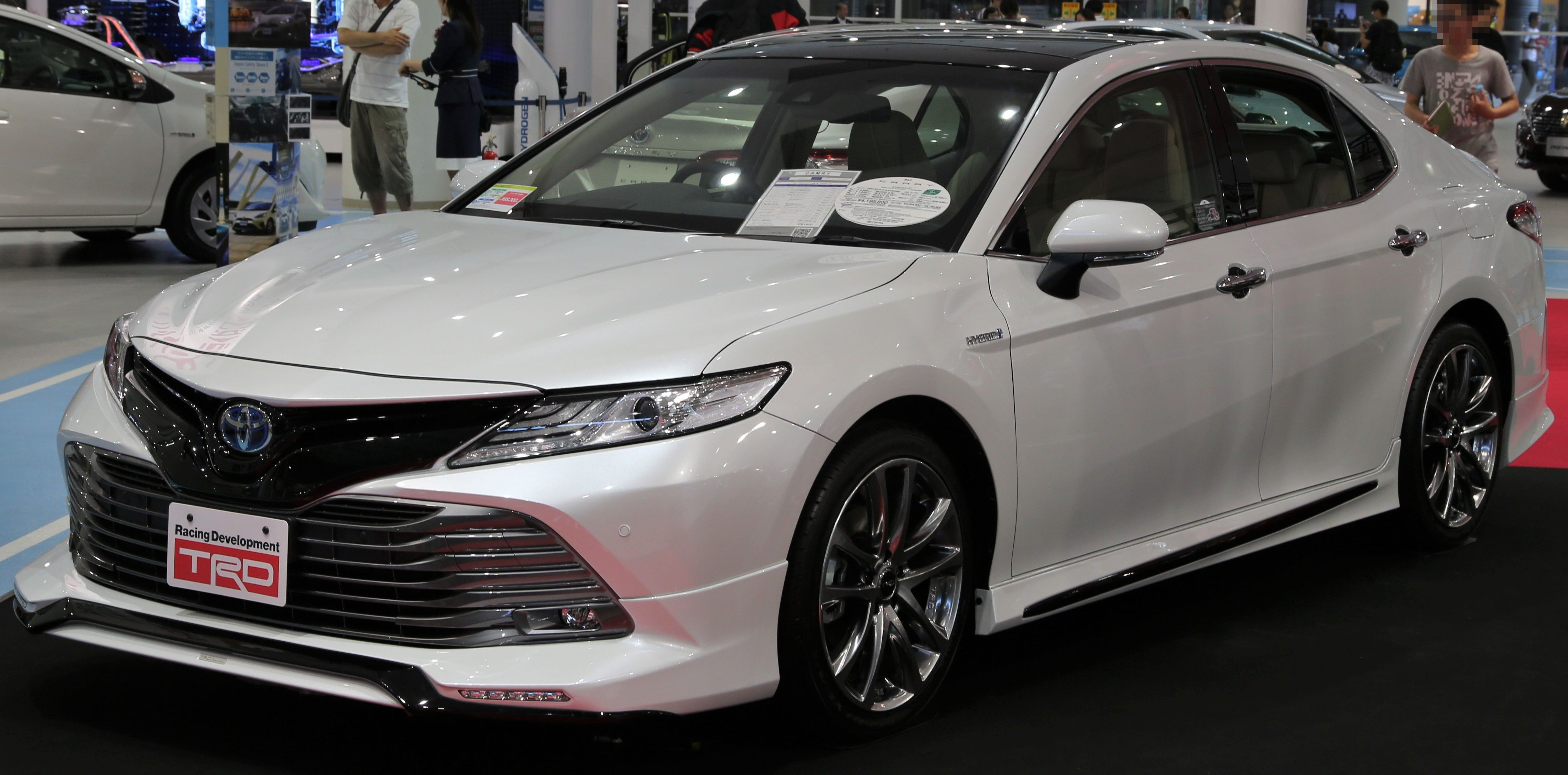
TRD
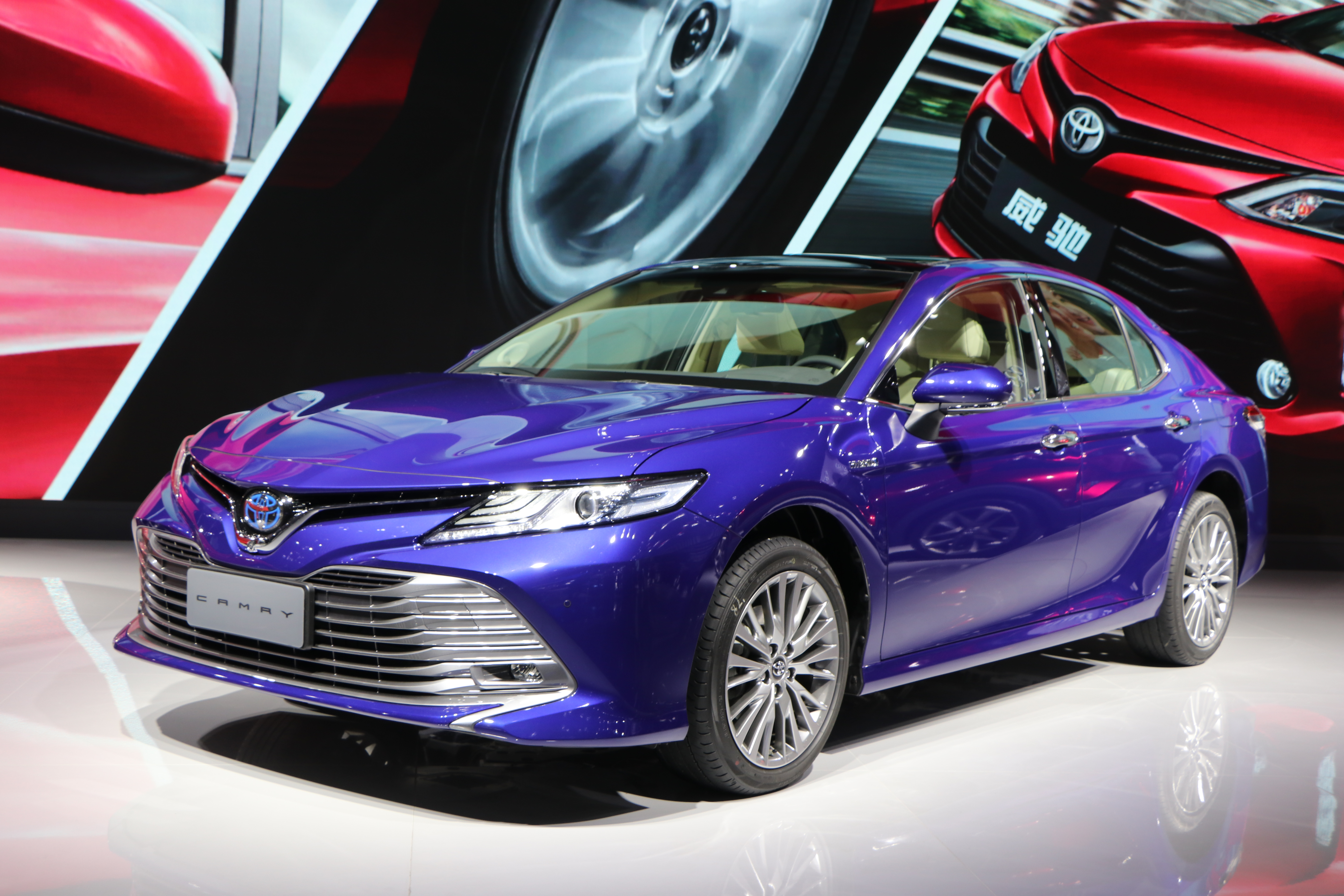
中国仕様 HEV
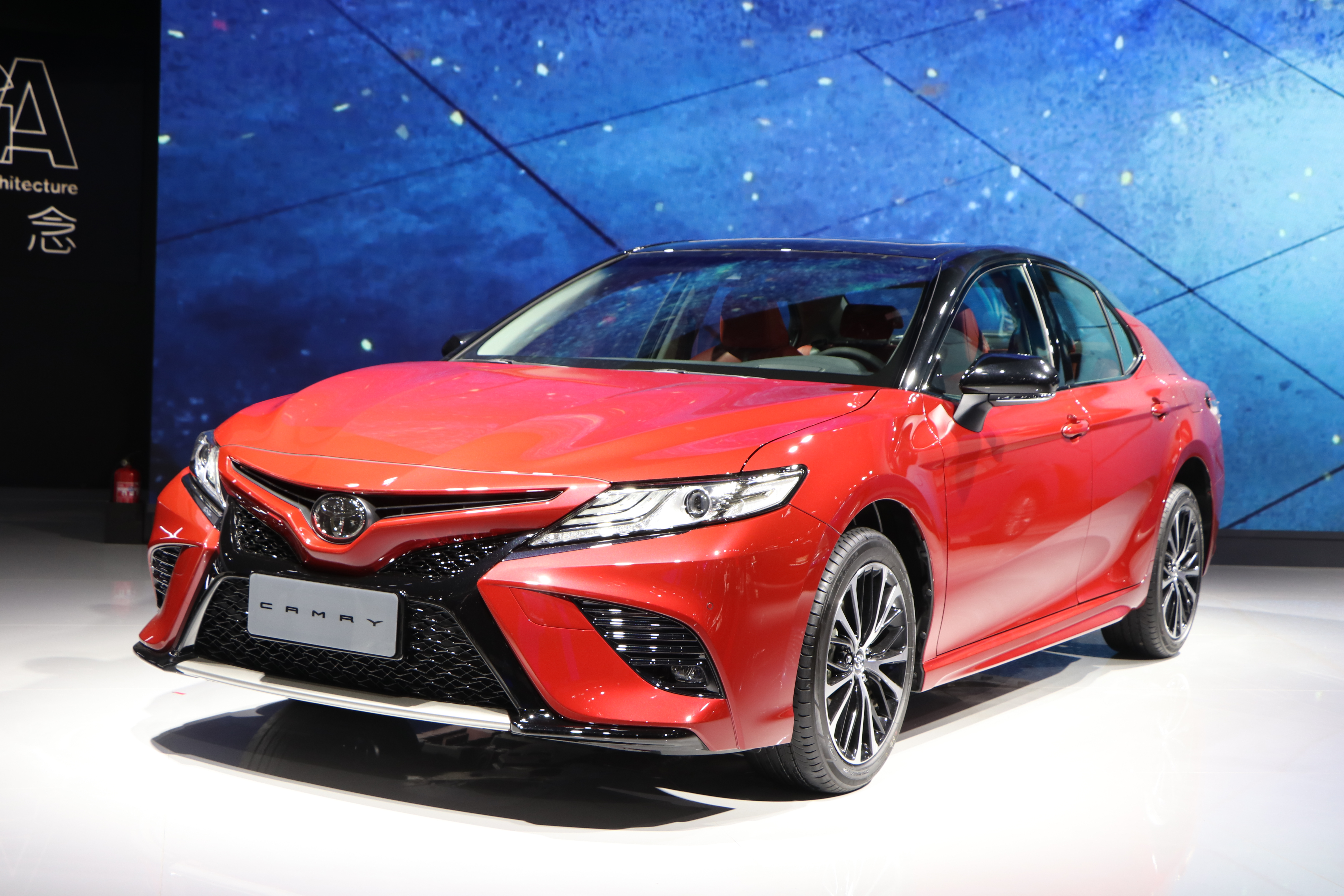
中国仕様 Sportivo
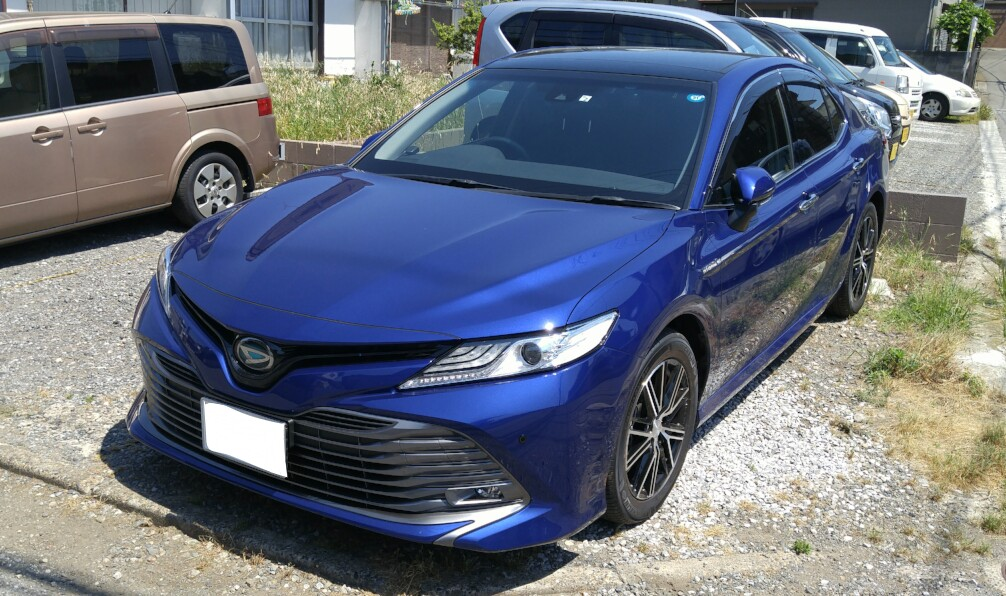
2017年7月販売型 ダイハツ・アルティス
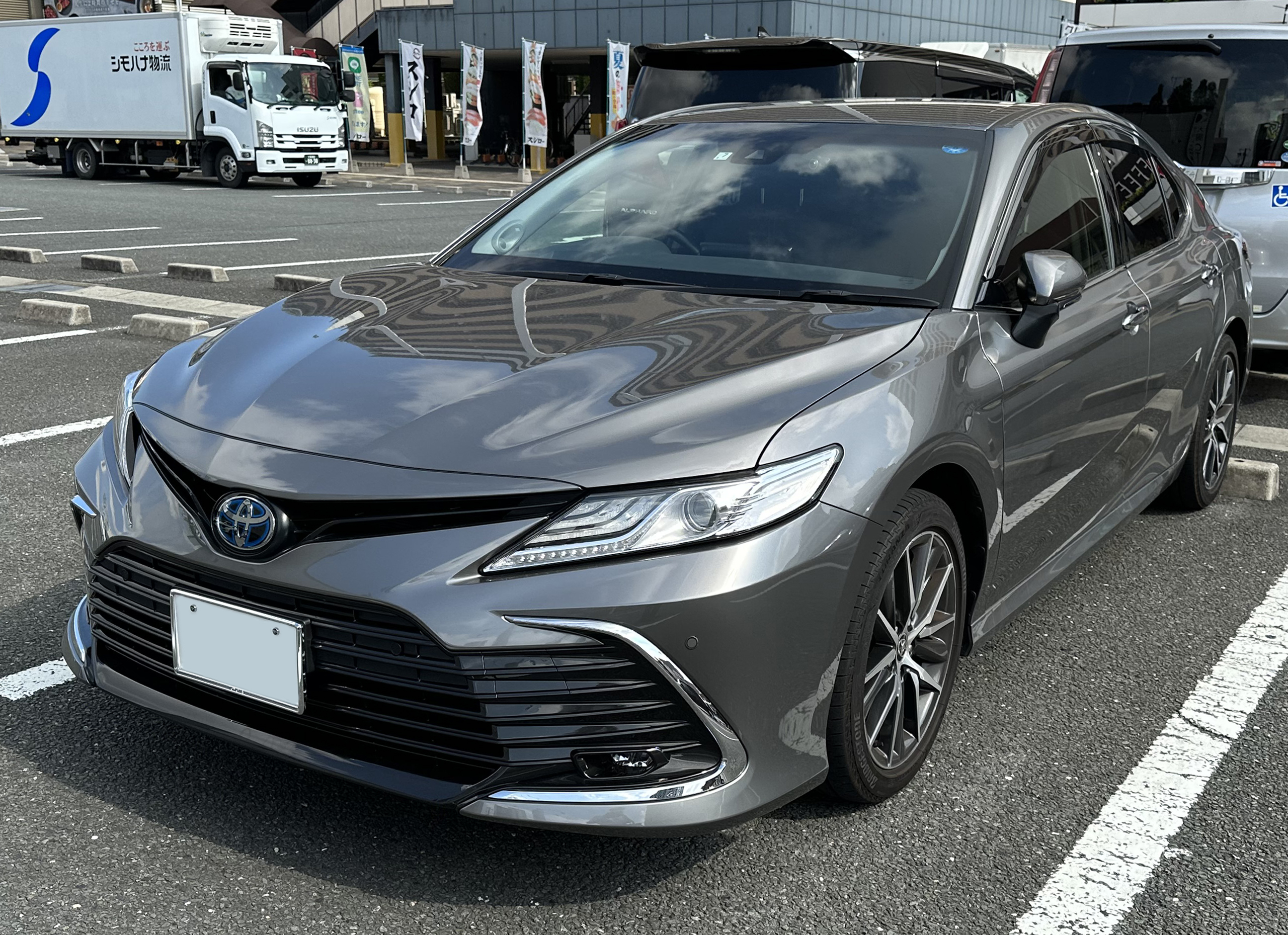
2021年2月改良型 G"Leather Package" 前部
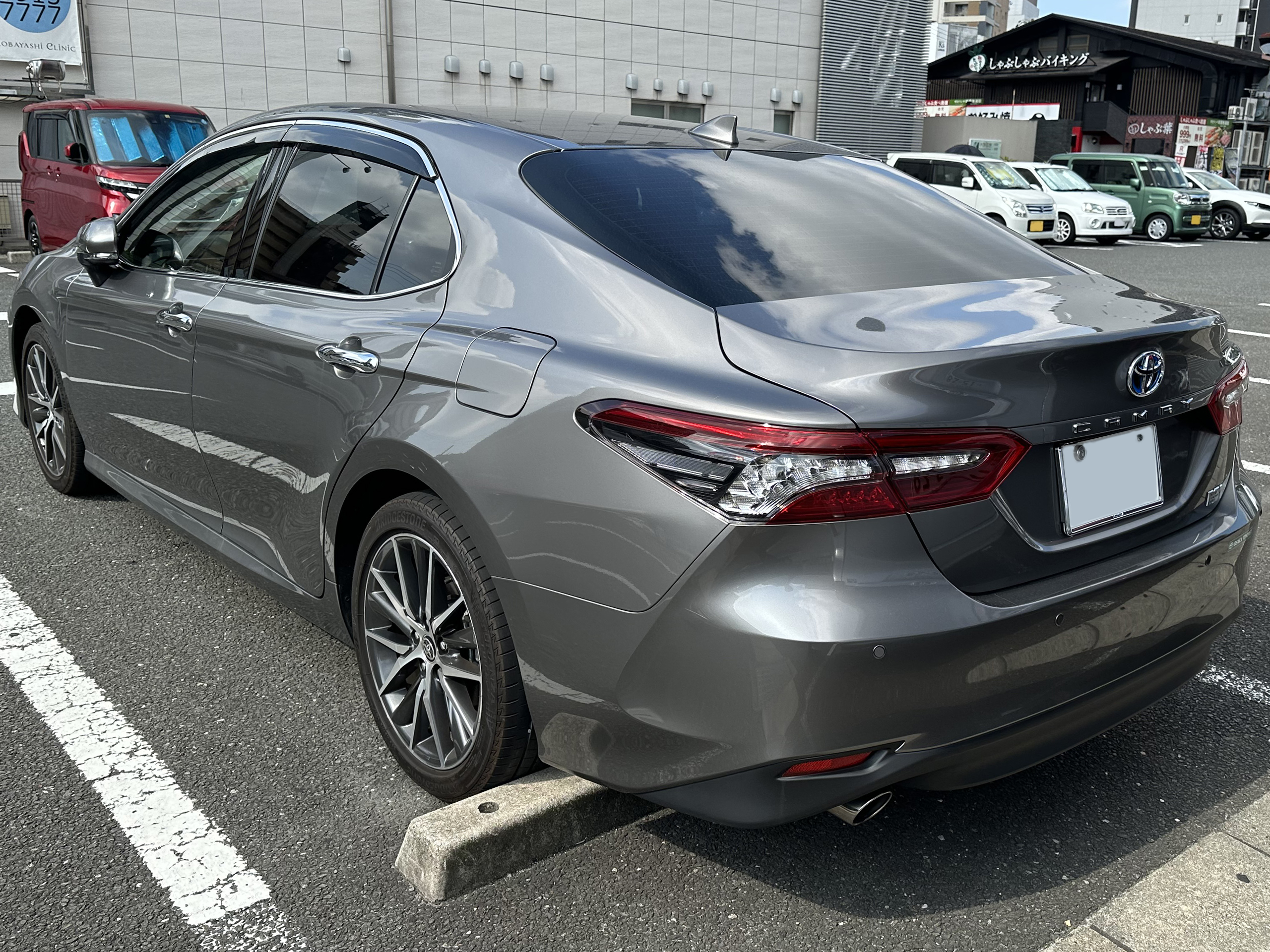
2021年2月改良型 G"Leather Package" 後部
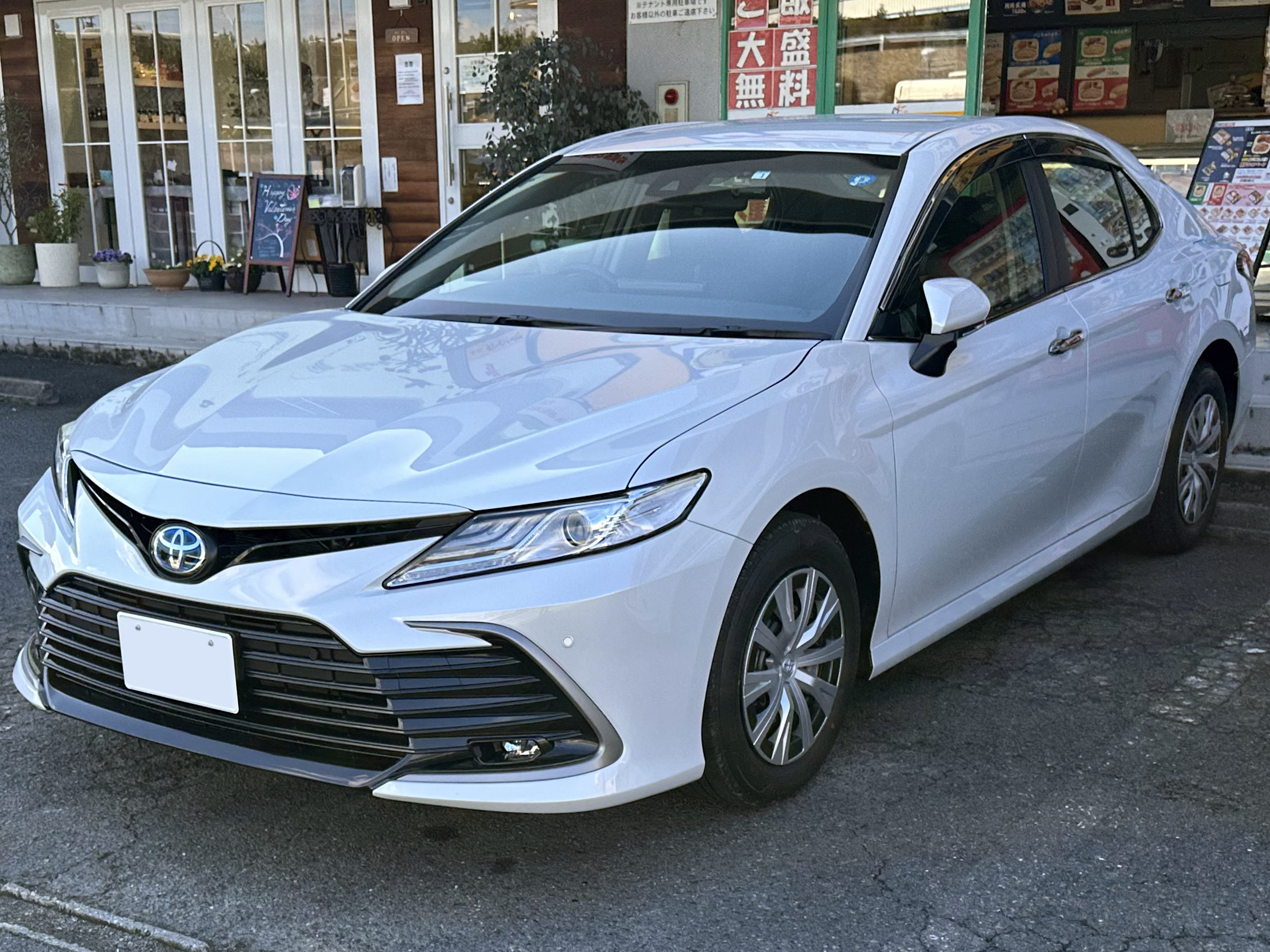
2021年2月改良型 X 前部
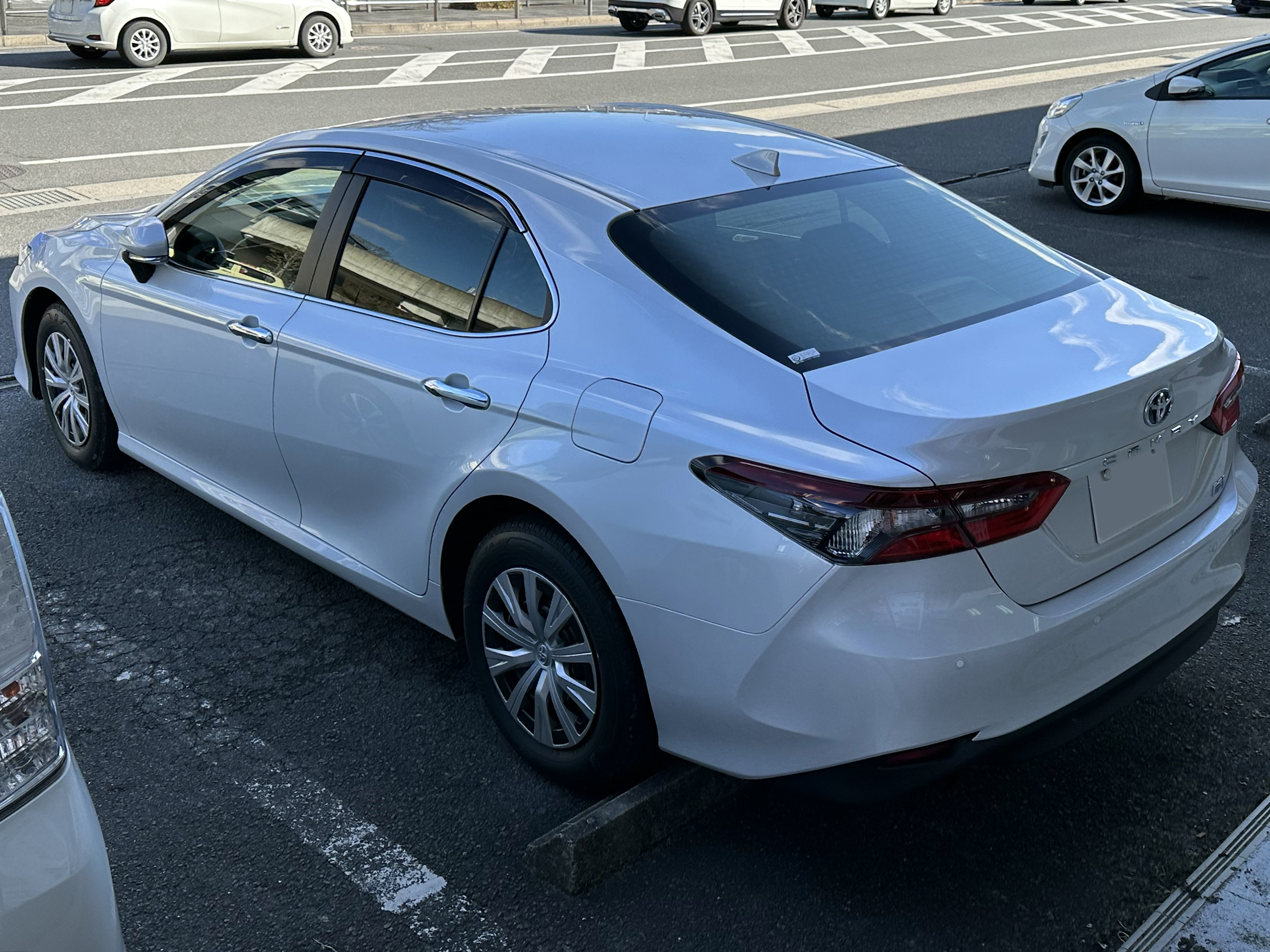
2021年2月改良型 X 後部
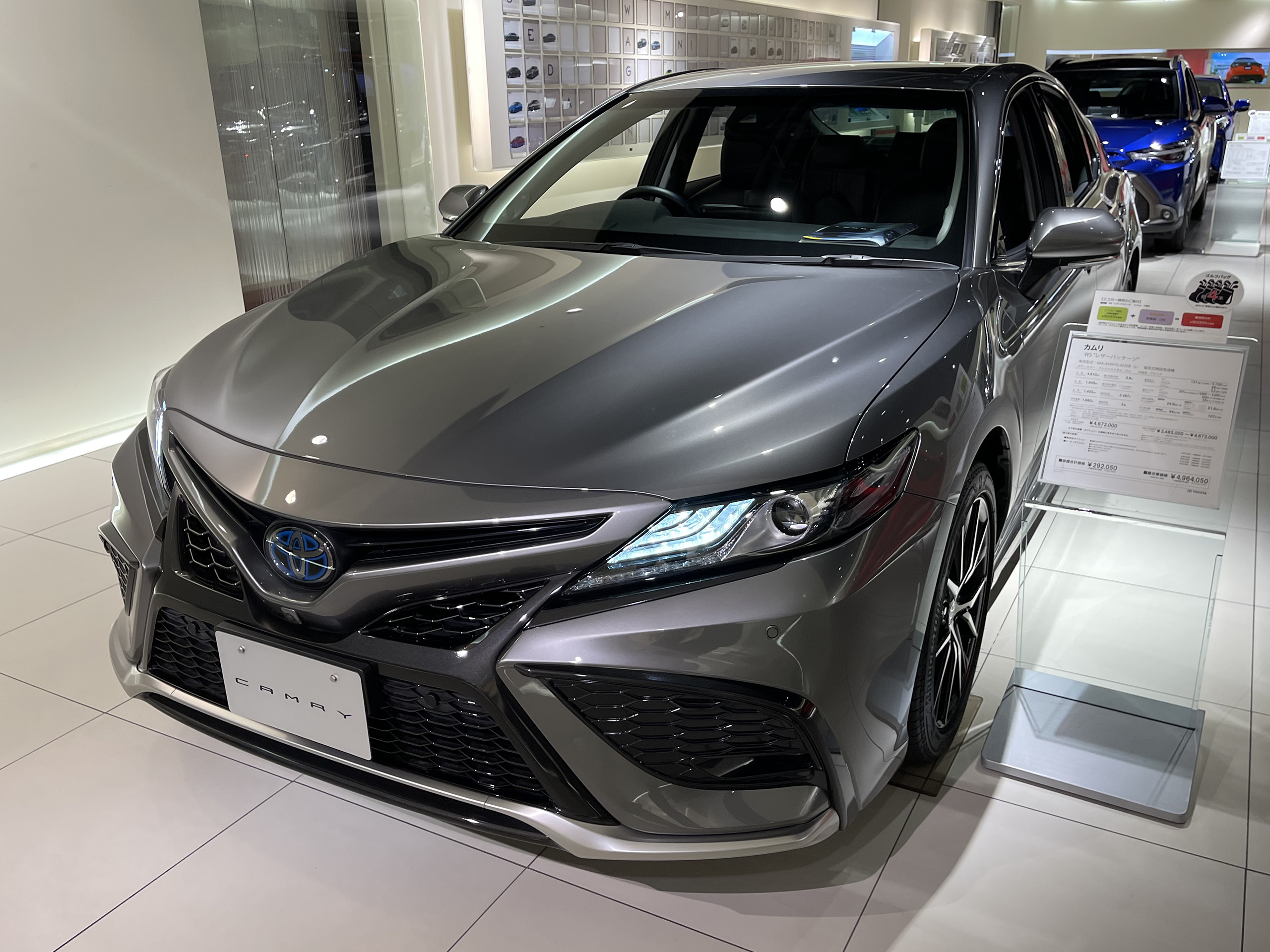
2021年2月改良型 WS"Leather Package"E-Four 前部
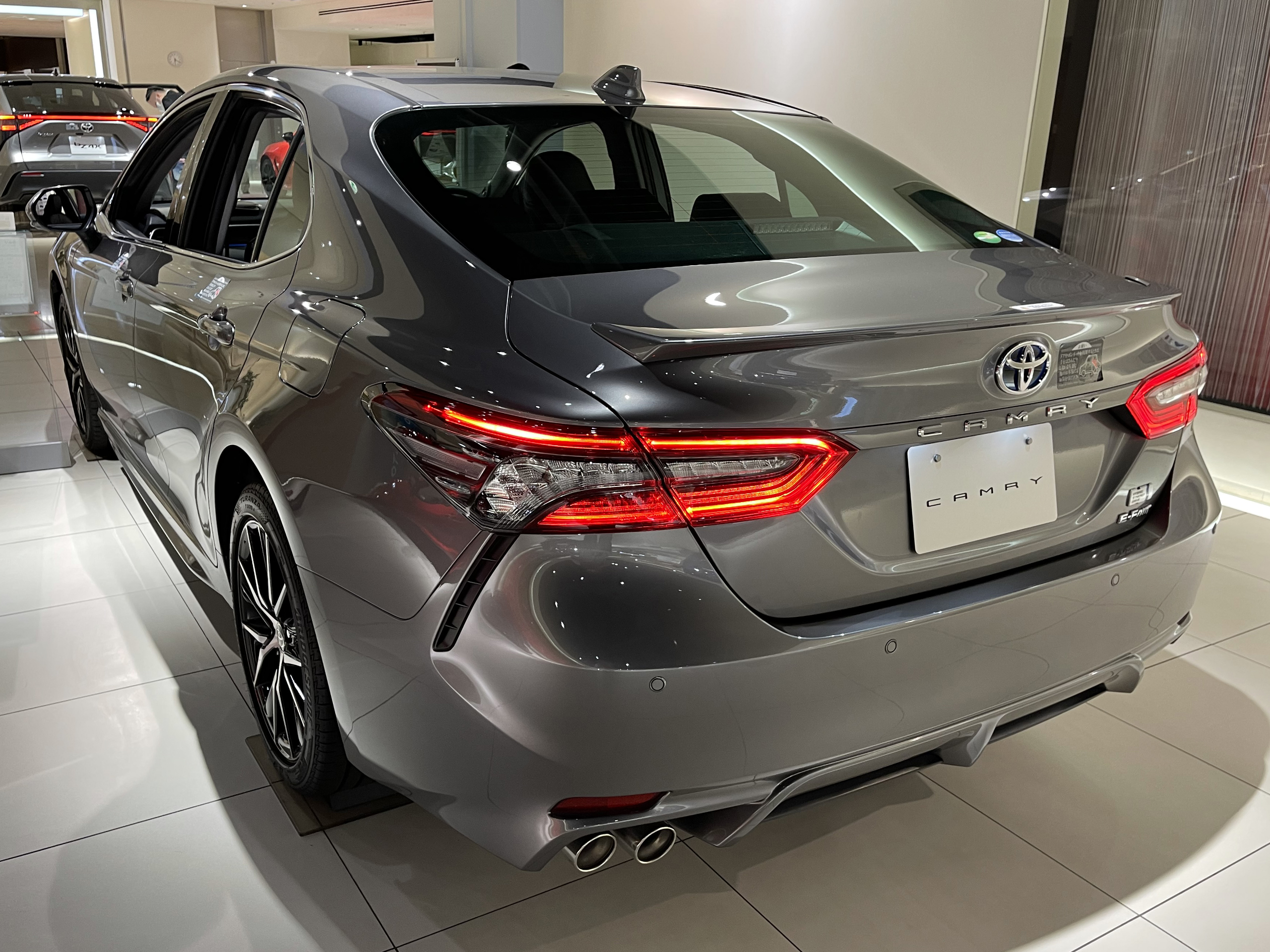
2021年2月改良型 WS"Leather Package"E-Four 後部

## 11代目 XV8#型（2024年 - ）
2023年11月14日にアメリカで発表。北米仕様は、この代からガソリン車が廃止され、全車ハイブリッド車となる。日本では販売されない。
エクステリアでは、この数年でデビューした5代目プリウスやクラウンシリーズなどと同様、「ハンマーヘッド」のフロントマスクを採用。
エンジンは2.5 L直列4気筒エンジンと第5世代ハイブリッドシステムを組み合わせたパワートレインを搭載。従来型と比べ、モーターはより軽量・コンパクトとなり、システム出力を強化している。低速域ではエンジンの回転数を低く抑えるとともに、多くのパワーをハイブリッドシステムから引き出すことで、加速力と燃費性能を両立させた。駆動方式はFFと全輪駆動（AWD）で、最高出力はFFモデルでは225ps、AWDモデルでは232psとされた。サスペンションのチューニングも刷新され、レスポンスやスタビリティ、ハンドリング性能を改善。運転者に安心感を抱かせるとともに、快適性を高めた。
前述のとおり、基本的にはハイブリッド専用車となるが、中国では排気量2.0 Lの純ガソリン車もラインナップされる。
先進安全機能面では、歩行者検知機能付きのプリクラッシュセーフティシステムや車線逸脱防止システム、オートハイビームなどの予防安全装備のほか、全車速追従機能付レーダークルーズコントロールといった運転支援機能も含まれたToyota Safety Sense 3.0を搭載する。

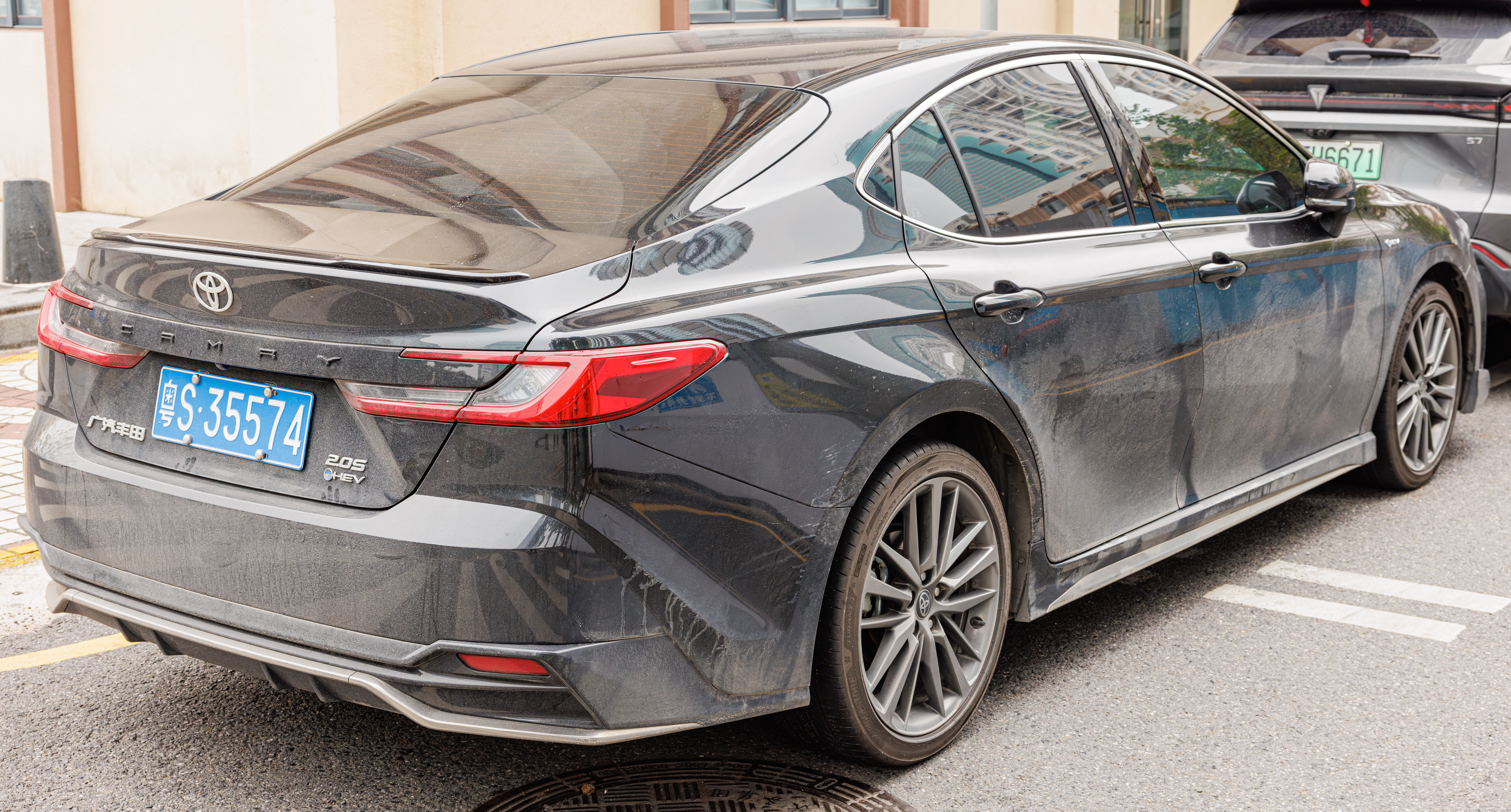
中国仕様 HSE リア
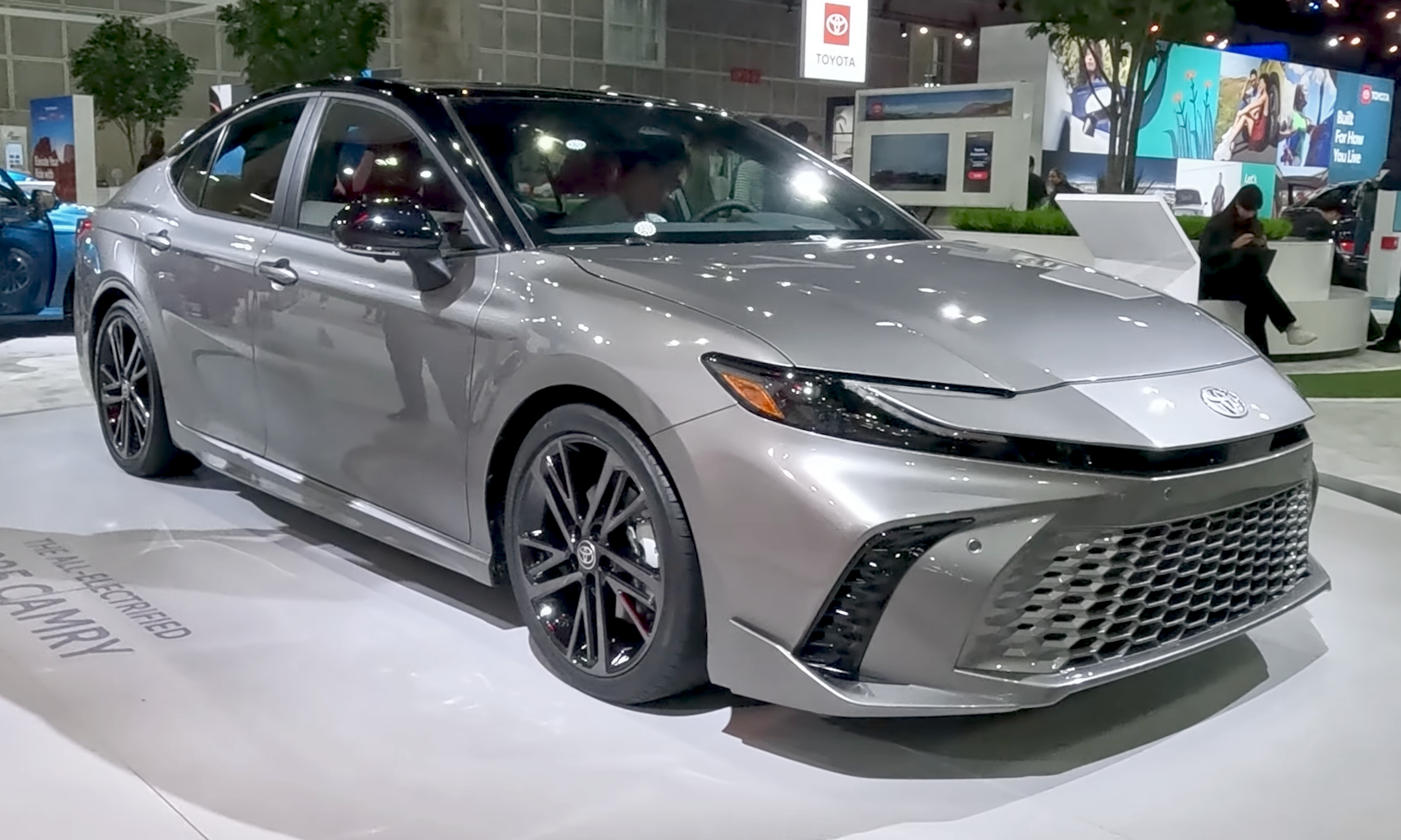
米国仕様 ハイブリッド XSE フロント (AXVH80)
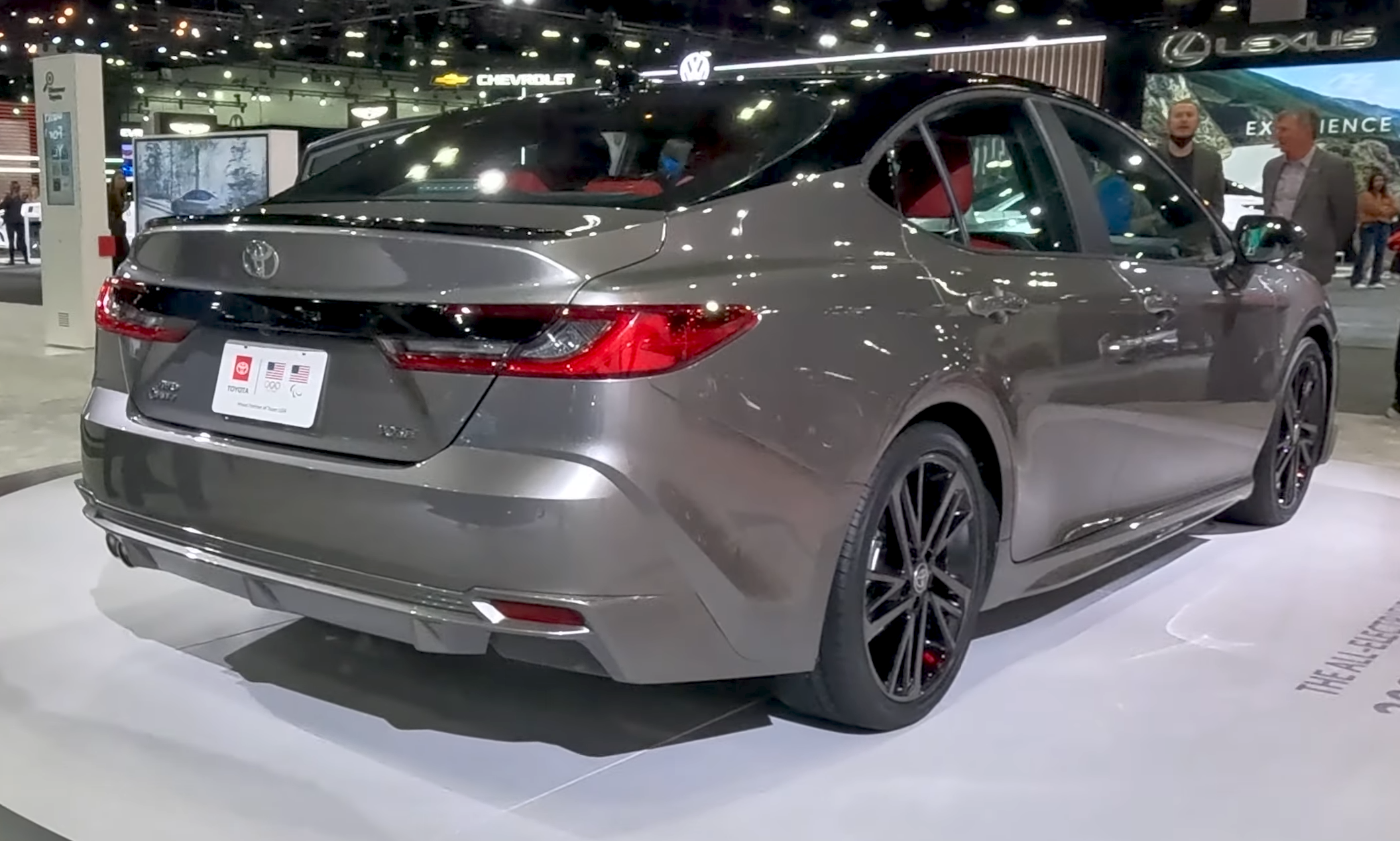
米国仕様 ハイブリッド XSE リア (AXVH80)
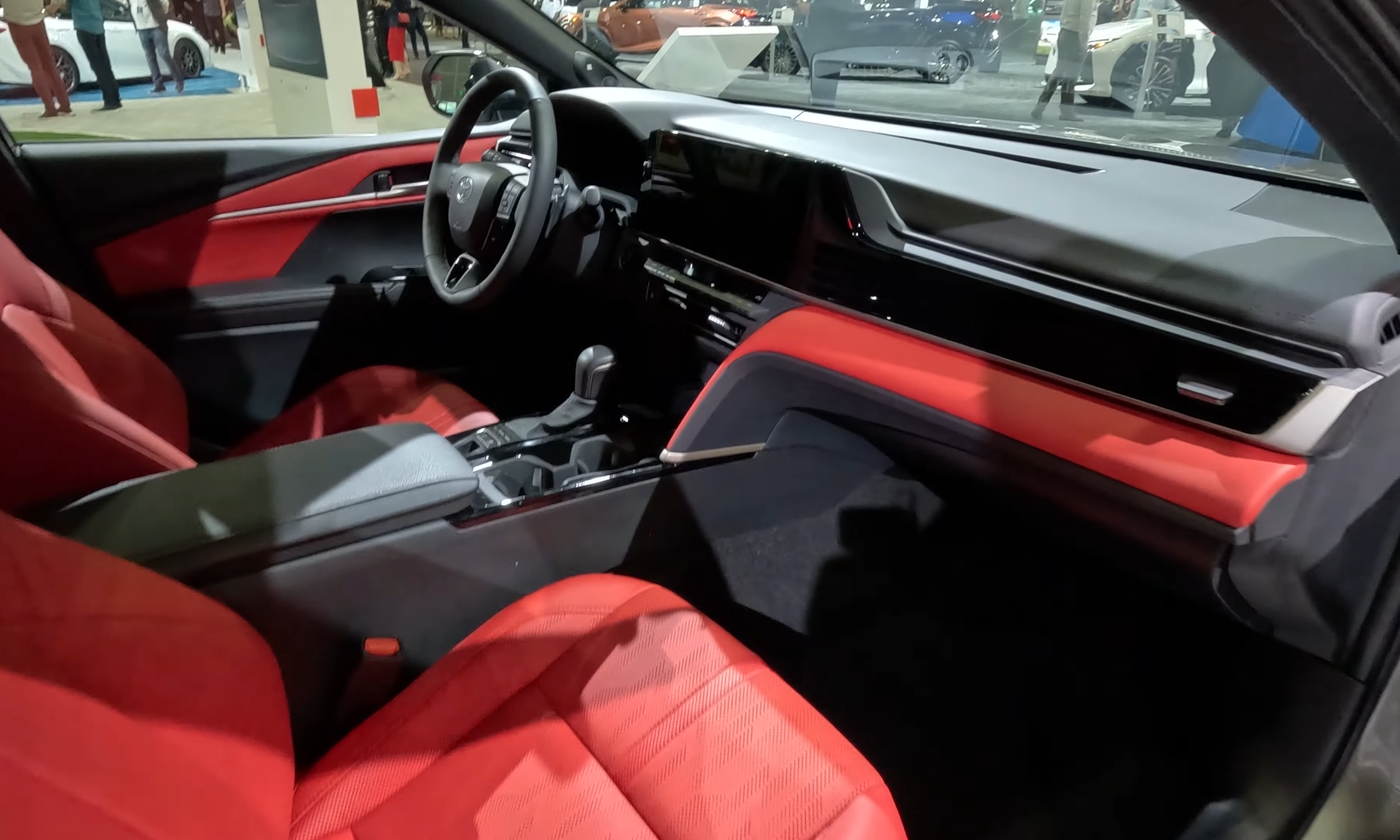
米国仕様 ハイブリッド XSE インテリア (AXVH80)
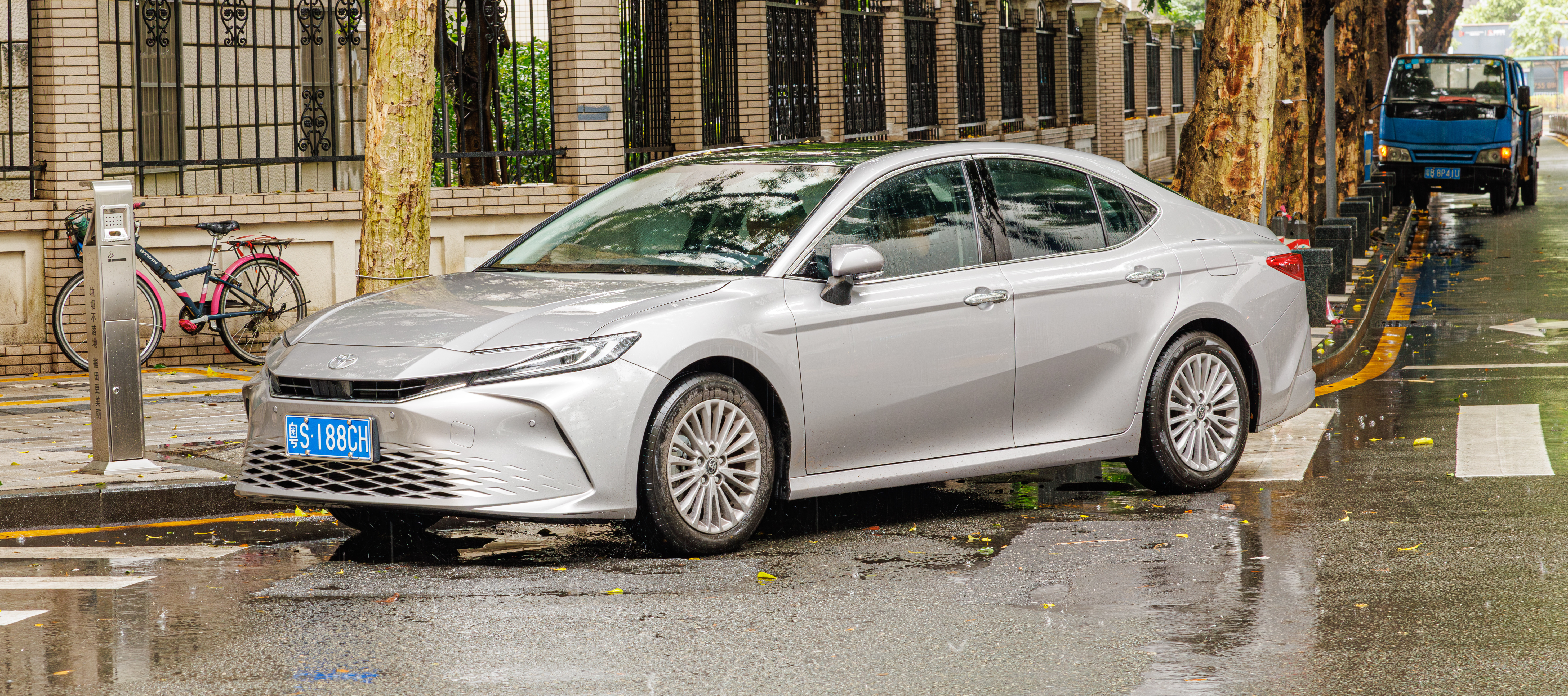
中国仕様 LE フロント
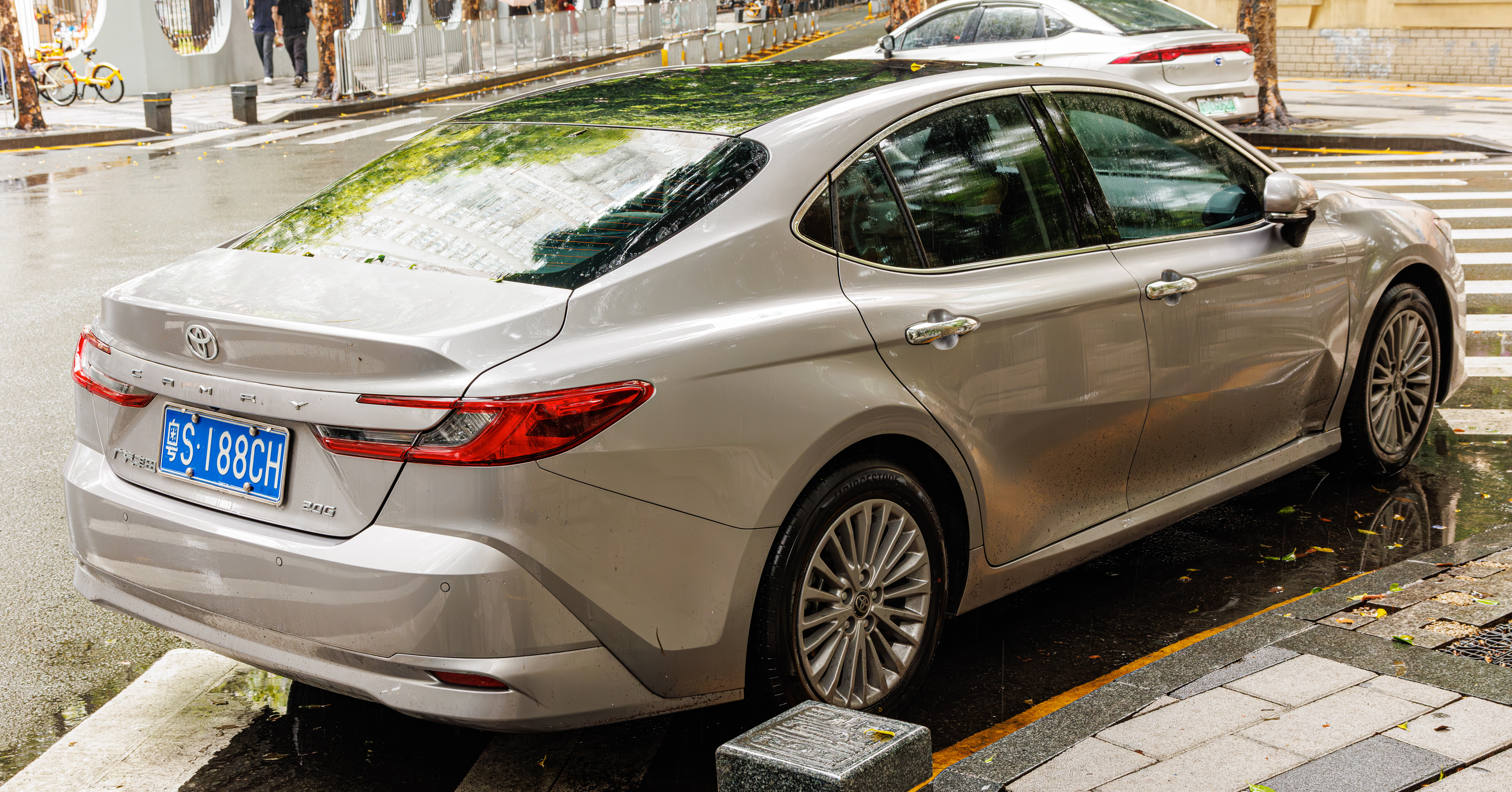
中国仕様 LE リア

## モータースポーツ

### NASCAR

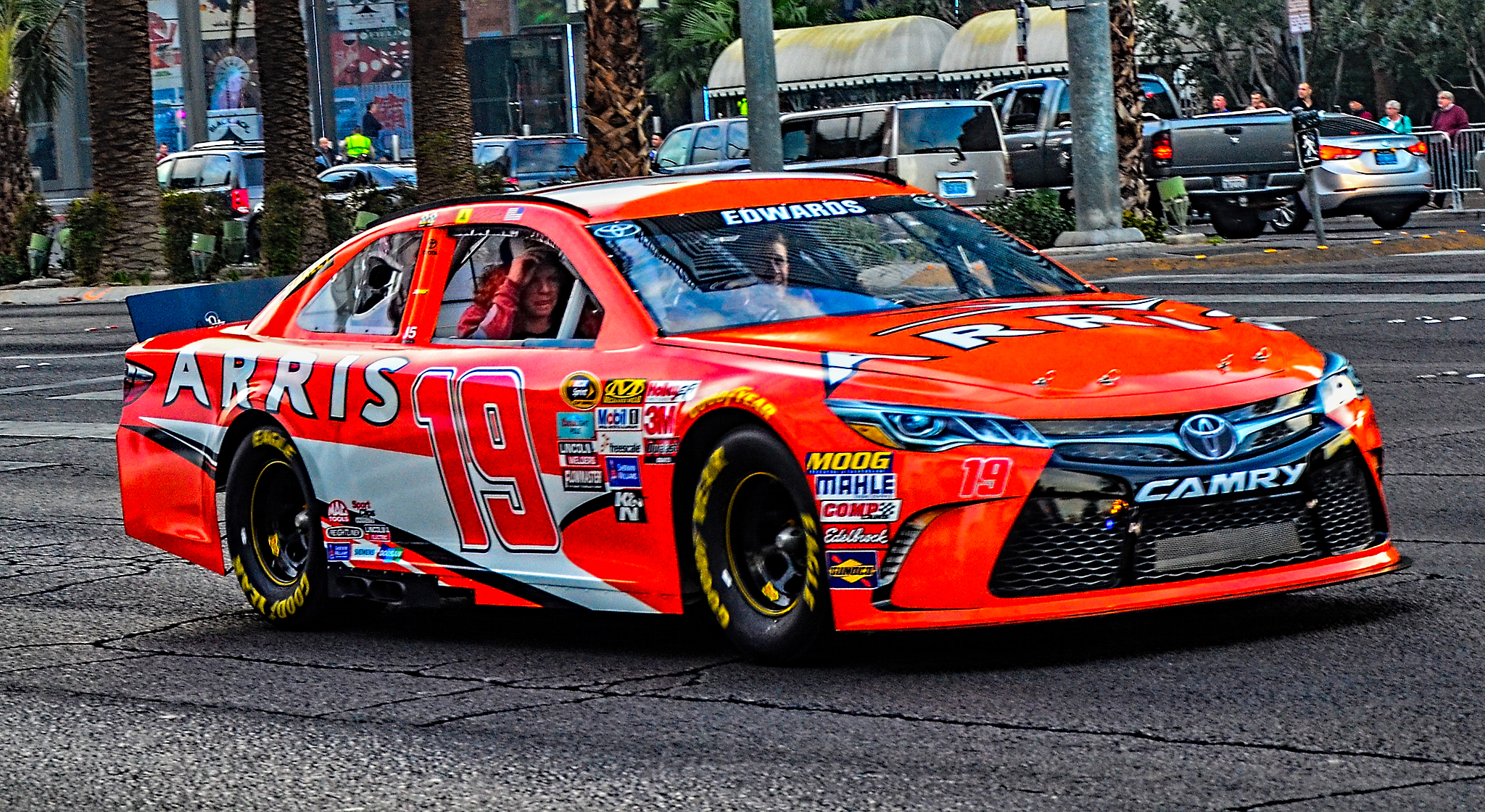
2017年型NASCARカップ戦仕様

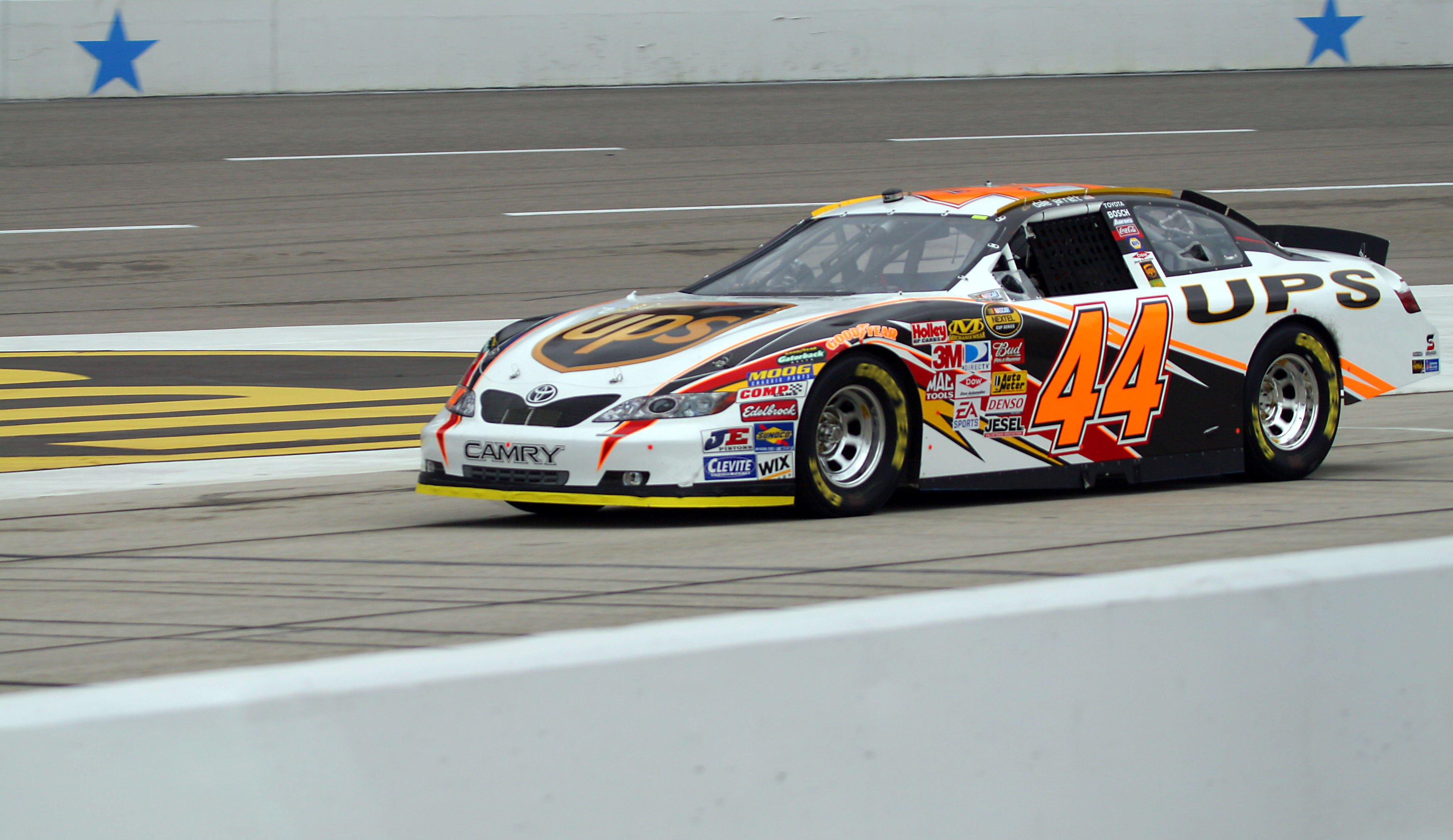
2007年型NASCARカップ戦仕様

2007年から、北米で最も人気のある自動車レース・NASCARの最高峰クラスであるモンスターエナジー・NASCARカップ・シリーズ（カップ戦）と、その直下のエクスフィニティ・シリーズにカムリで参戦している。規則により駆動形式はFR、エンジンはV型8気筒自然吸気となっている。
2008年3月9日のスプリントカップシリーズ第4戦ジョージア州アトランタ・モーター・スピードウェイで、ジョー・ギブス・レーシングのカイル・ブッシュのドライブで、外国車メーカーとしては1954年のジャガー以来、日本車メーカーとしては史上初となる優勝を達成した。
2009年にはネイションワイド・シリーズ（現・エクスフィニティ・シリーズ）で、ジョー・ギブスのブッシュがトヨタとして初のドライバーズ・マニュファクチャラーズチャンピオンを獲得している。
2011年にはF1王者のキミ・ライコネンが、カムリでネイションワイド・シリーズにスポット参戦した。
2015年にはカイル・ブッシュが骨折による欠場という苦境を跳ね返し、トヨタと自身にとって初のドライバーズチャンピオンを獲得。続く2016年にはデニー・ハムリンがトヨタ初のデイトナ500制覇をもたらし、同年マニュファクチャラーズチャンピオンも獲得（アメリカ以外の自動車メーカーとして初）。またエクスフィニティでもダニエル・スアレスがチャンピオンとなっている。
2017年にはマーティン・トゥーレックス・ジュニアが圧倒的な速さでドライバーズチャンピオンとなり、マニュファクチャラーズチャンピオンも連覇した。
2018年にはエクスフィニティ・シリーズでカムリでの参戦が終了。後継はGRスープラとなった。
2019年のカップ戦は、最終ラウンドに進んだ4台中3台をカムリが占める圧倒的な速さをみせた。最終戦ラウンド前には3度目のマニュファクチャラーズ制覇を決めた上、ブッシュが2度目の戴冠を果たしている。
2017年のデトロイトモーターショーでのXV70型カムリのワールドプレミアでは、トヨタ自動車社長の豊田章男のあいさつ中に、ブッシュとハムリンが登場するサプライズがあった。また同年のSEMAショーではカイル、ハムリン、トゥーレックス・ジュニア、スアレスの4人がそれぞれカスタマイズした4種類のカムリを披露した。
オフィシャルカーとしても活躍しており、2009年にはNASCAR史上初めてのハイブリッドカーのペースカーとしてカムリ・ハイブリッドが登場。また2012年のデイトナ500ではフルモデルチェンジしたカムリがペースカーとして使用されている。

### その他
アルゼンチンのツーリングカーレースである『トップレースV6』や『ツーリスモ・カルッテラ』では、カムリがベース車両として用いられている。
1990年代スーパーツーリング規定下の南アフリカツーリングカー選手権では、3S-G（直列4気筒ターボ）のカムリが参戦していたが、これは日本ではセプターの名で発売されていた車種である。トヨタのワークスドライバーだった関谷正徳は、1995年にキャラミで行われたレースにこのマシンでゲスト参戦している。
ドラッグカーとしても使用され、2015年にTRD USAの開発したカムリのファニーカーがNHRAでタイトルを獲得している。
また、ワークス活動ではないが中東地区ではドリフト仕様のベース車として、XV30型、XV40型を中心に日本でいうところのAE86レビン/トレノ同様人気がある。

## 車名の由来
- カムリ - 日本語「かんむり」(冠) の異なる語形「かむり」から[注釈 22]。
- プロミネント - 英語で「卓越した」「傑出した」の意味。
- グラシア - スペイン語で「魅力」の意味。